# Danh sách món ăn Nhật Bản

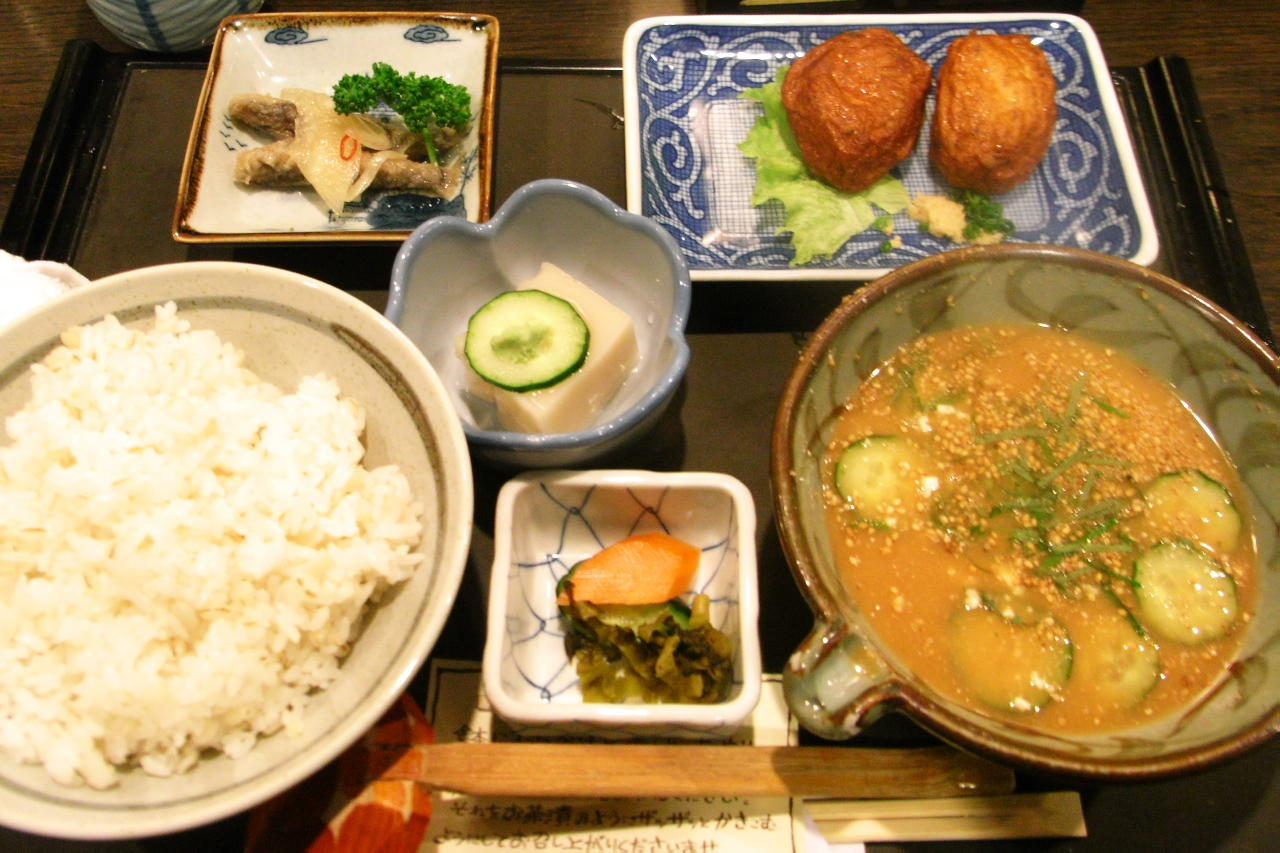
Một bữa tối kiểu Nhật

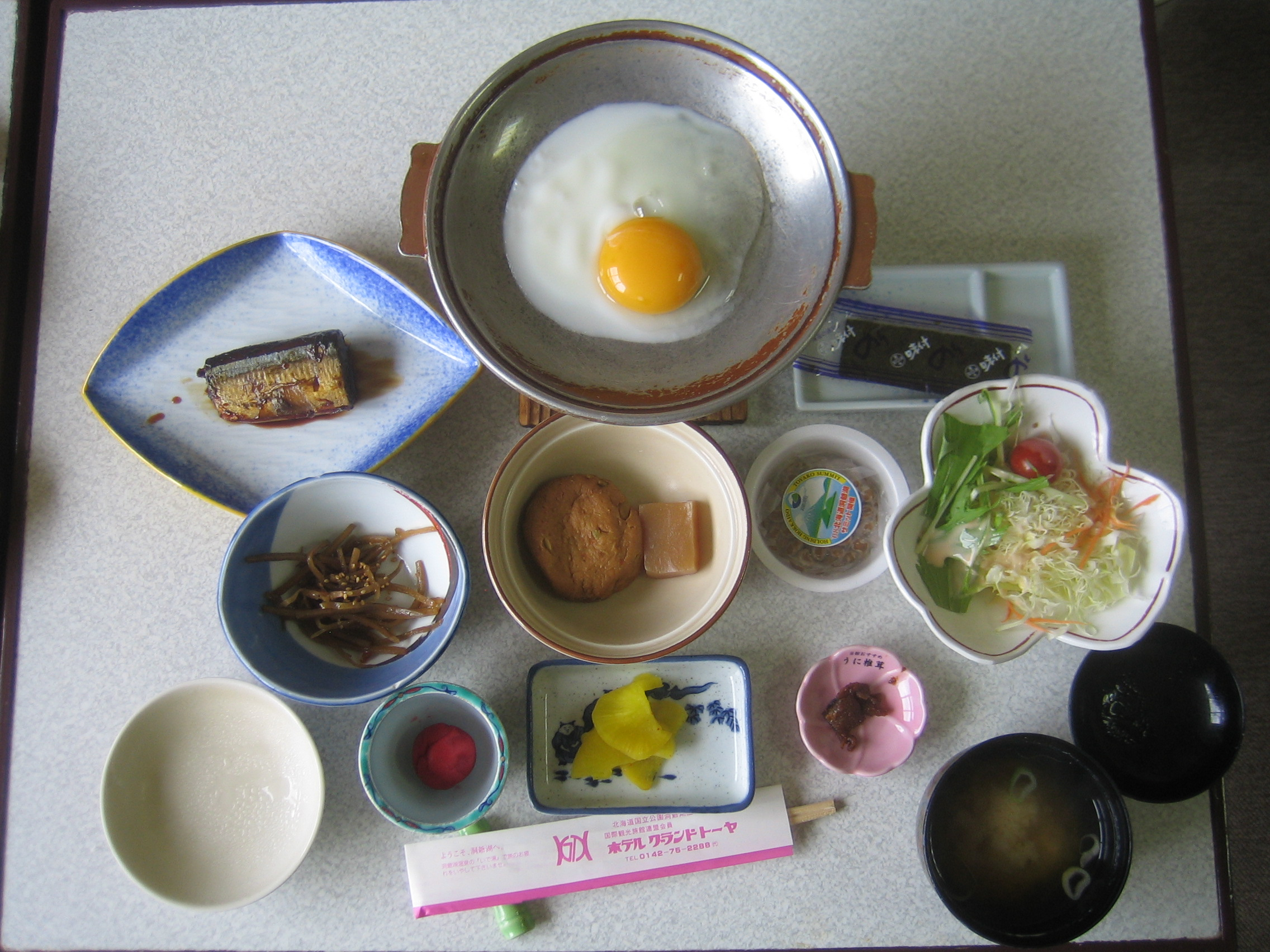
Đồ ăn sáng kiểu Nhật

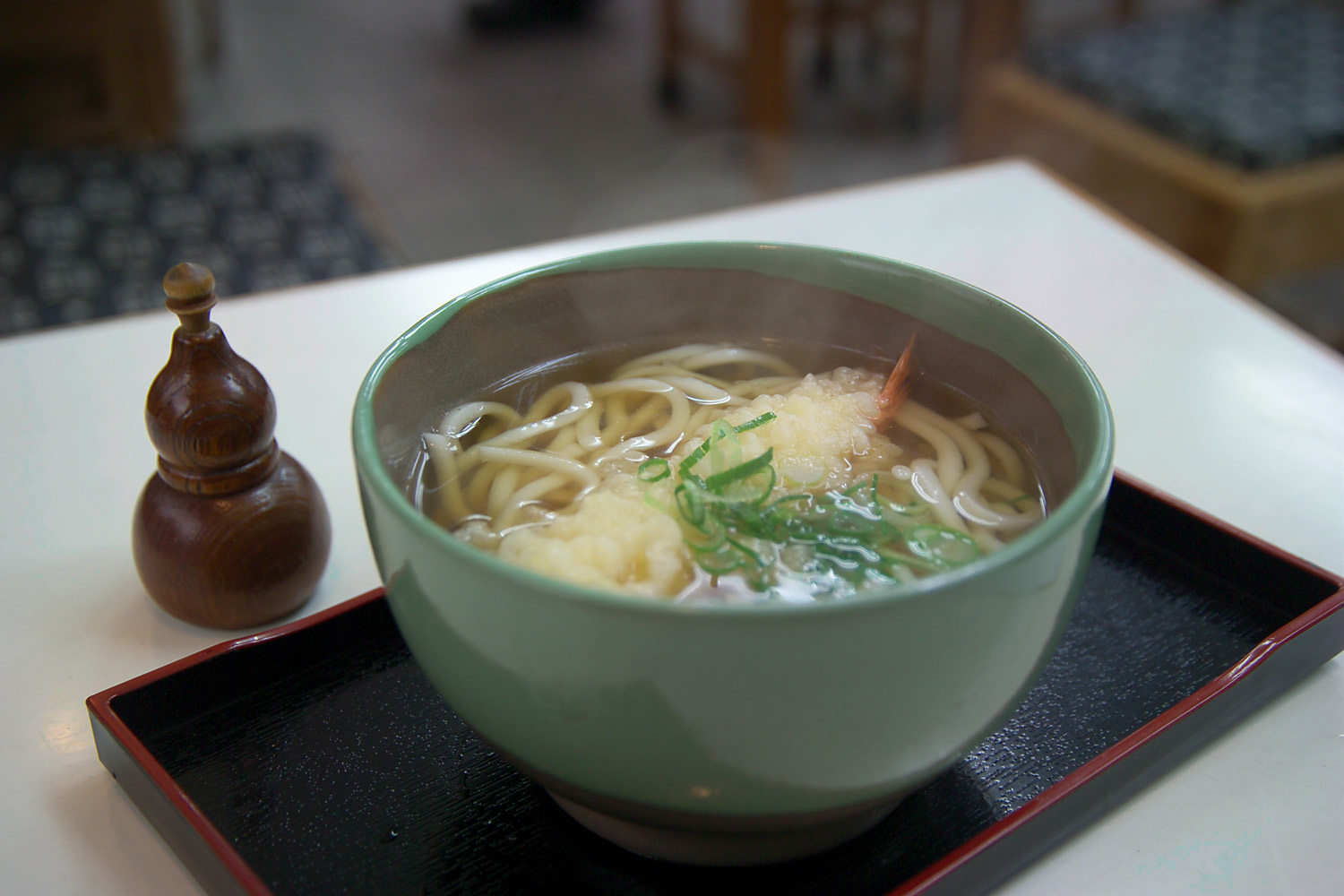
mì udon tempura

Dưới đây là danh sách các món ăn trong ẩm thực Nhật Bản. Ngoài gạo, món chính trong ẩm thực Nhật Bản bao gồm mì, chẳng hạn như mì soba và udon. Nhật Bản có nhiều món ăn được ninh nhừ như các sản phẩm cá trong nước dùng được gọi là oden, hoặc thịt bò trong sukiyaki và nikujaga. Ẳm thực nước ngoài, đặc biệt là ẩm thực Trung Quốc dưới dạng mì trong súp gọi là mì ramen và sủi cảo chiên, gyoza, và thực phẩm phương Tây như cà ri và bít tết hamburger thường được tìm thấy ở Nhật Bản. Trong lịch sử, người Nhật xa lánh thịt, nhưng với sự hiện đại hóa của Nhật Bản vào những năm 1860, các món ăn làm từ thịt như tonkatsu trở nên phổ biến hơn.

## Món cơm (ご飯物)

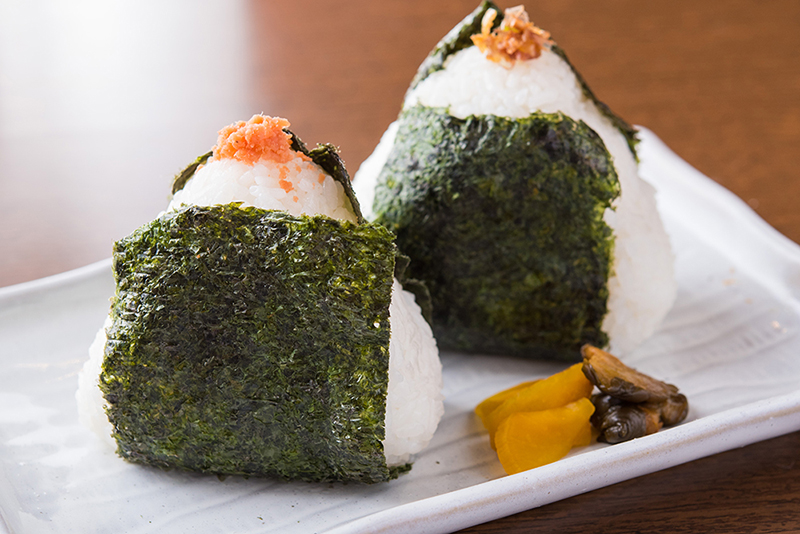
Onigiri

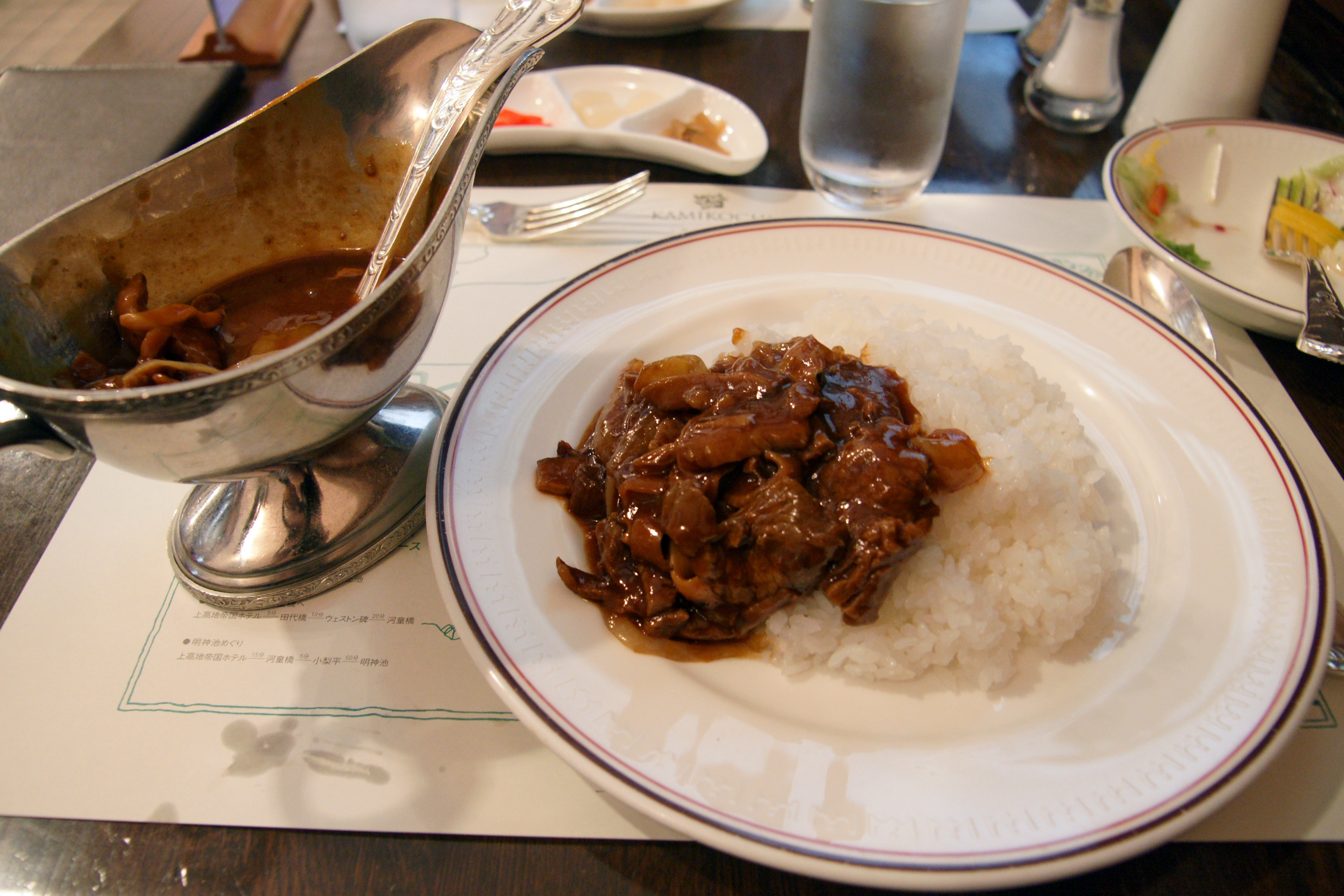
Cơm Hayashi

- Gohan hoặc meshi: cơm trắng nấu chín. Nó là một yếu tố chính mà các thuật ngữ gohan và meshi cũng được sử dụng để chỉ các bữa ăn nói chung, chẳng hạn như Asa gohan / meshi (朝御飯, 朝飯,  bữa sáng), Hiru gohan / meshi (昼御飯, 昼飯,  bữa trưa) và Ban gohan / meshi (晩御飯, 晩飯,  bữa tối). Ngoài ra, gạo thô được gọi là kome (米,  gạo), trong khi cơm chín là gohan (ご飯,  cơm). Nori (海苔) và furikake (ふりかけ) là gia vị phổ biến trong bữa sáng của Nhật Bản. Một số lựa chọn thay thế là:
- Cơm cà ri (karē raisu カレーライス): Được giới thiệu từ Vương quốc Anh vào cuối thế kỷ 19, "cơm cà ri" hiện là một trong những món ăn phổ biến nhất ở Nhật Bản. Nó nhẹ hơn nhiều so với món Ấn Độ cùng loại.
- Chāhan (炒飯) hoặc yakimeshi (焼 飯): cơm chiên, thích nghi với khẩu vị của Nhật Bản, có xu hướng nhẹ hơn về hương vị và kiểu dáng so với phiên bản Trung Quốc nguyên bản của nó.
- Genmai gohan (玄米御飯): gạo lứt
- Cơm Hayashi (ハヤシライス?): thịt bò dày hầm trên cơm
- Kamameshi (釜飯): cơm với rau và thịt gà hoặc hải sản, sau đó nướng trong nồi
- Katemeshi: một loại thực phẩm nông dân bao gồm gạo, lúa mạch, kê và củ cải daikon xắt nhỏ [1]
- Kirimochi (切り餅): bánh giầy chữ nhật khô dùng để nướng, ăn với xì dầu, cuốn với rong nori hay nấu với súp zōni vào ngày đầu năm mới.
- Mugi gohan / mugi meshi 麦御飯, 麦飯): cơm trắng nấu với lúa mạch
- Ochazuke (御茶漬け): trà xanh nóng hoặc nước dùng dashi (出汁) đổ lên cơm trắng, thường với các thành phần thơm ngon khác nhau như umeboshi (梅干) hoặc tsukemono (漬物).
- Okowa (おこわ): cơm nếp
- Omurice (Omu-raisu, オムライス): trứng ốp la chứa đầy cơm chiên, dường như có nguồn gốc từ Tōkyō
- Onigiri (おにぎり): bóng gạo với một điền vào giữa. Phiên bản món ăn nhẹ Nhật Bản của bánh sandwich.
- Sekihan (赤飯): cơm trắng nấu với đậu đỏ azuki [2] (小豆) trong gạo nếp. (nghĩa đen là gạo đỏ)
- Takikomi gohan (炊き込み御飯): Pilaf kiểu Nhật nấu với nhiều thành phần khác nhau và có hương vị với đậu nành, dashi, v.v.
- Tamago kake gohan (卵掛け御飯): Cơm với trứng sống
- Tenmusu: một cục cơm nắm được bọc bằng nori chứa đầy tôm tempura chiên giòn [3]

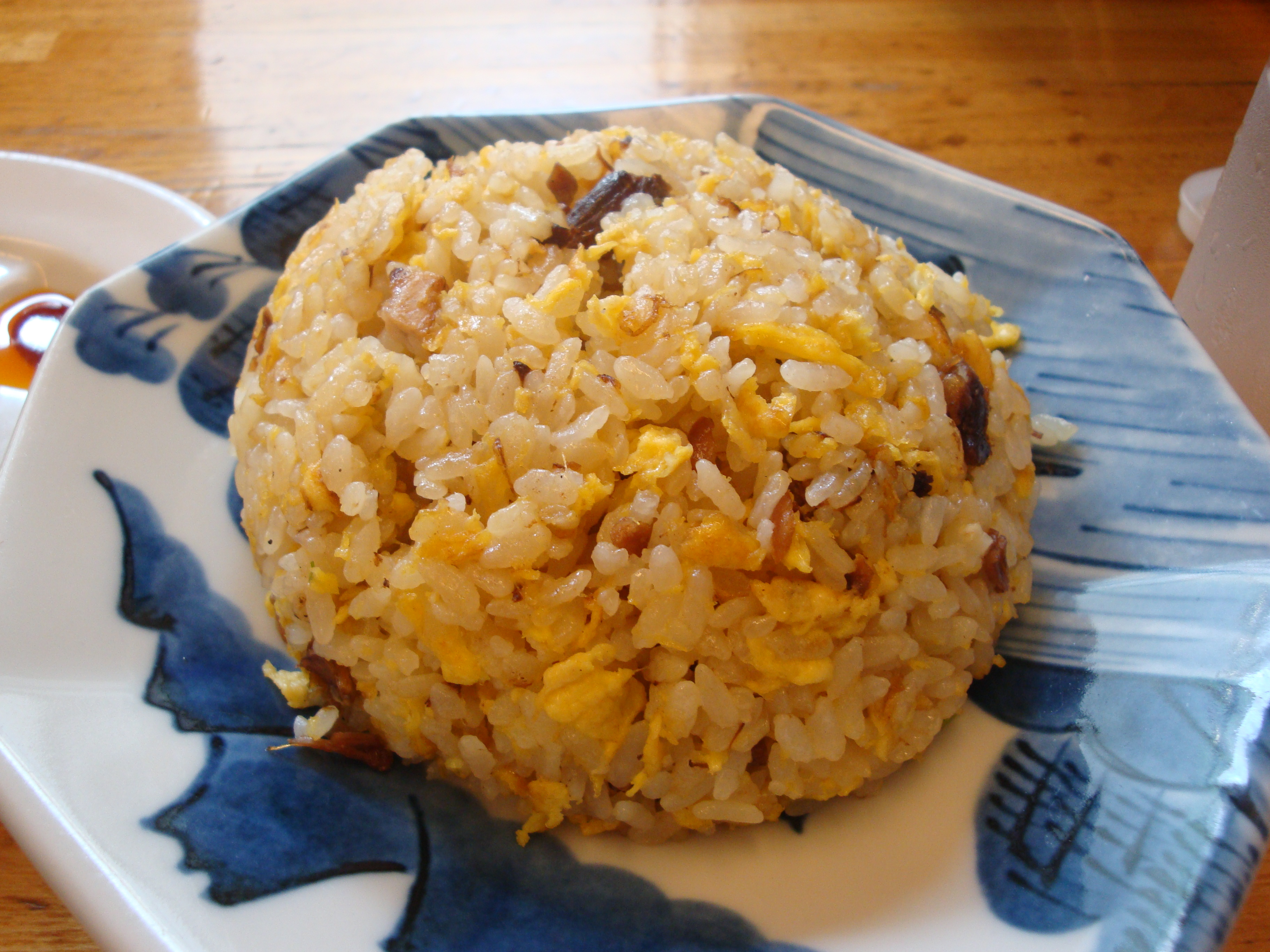
Chāhan
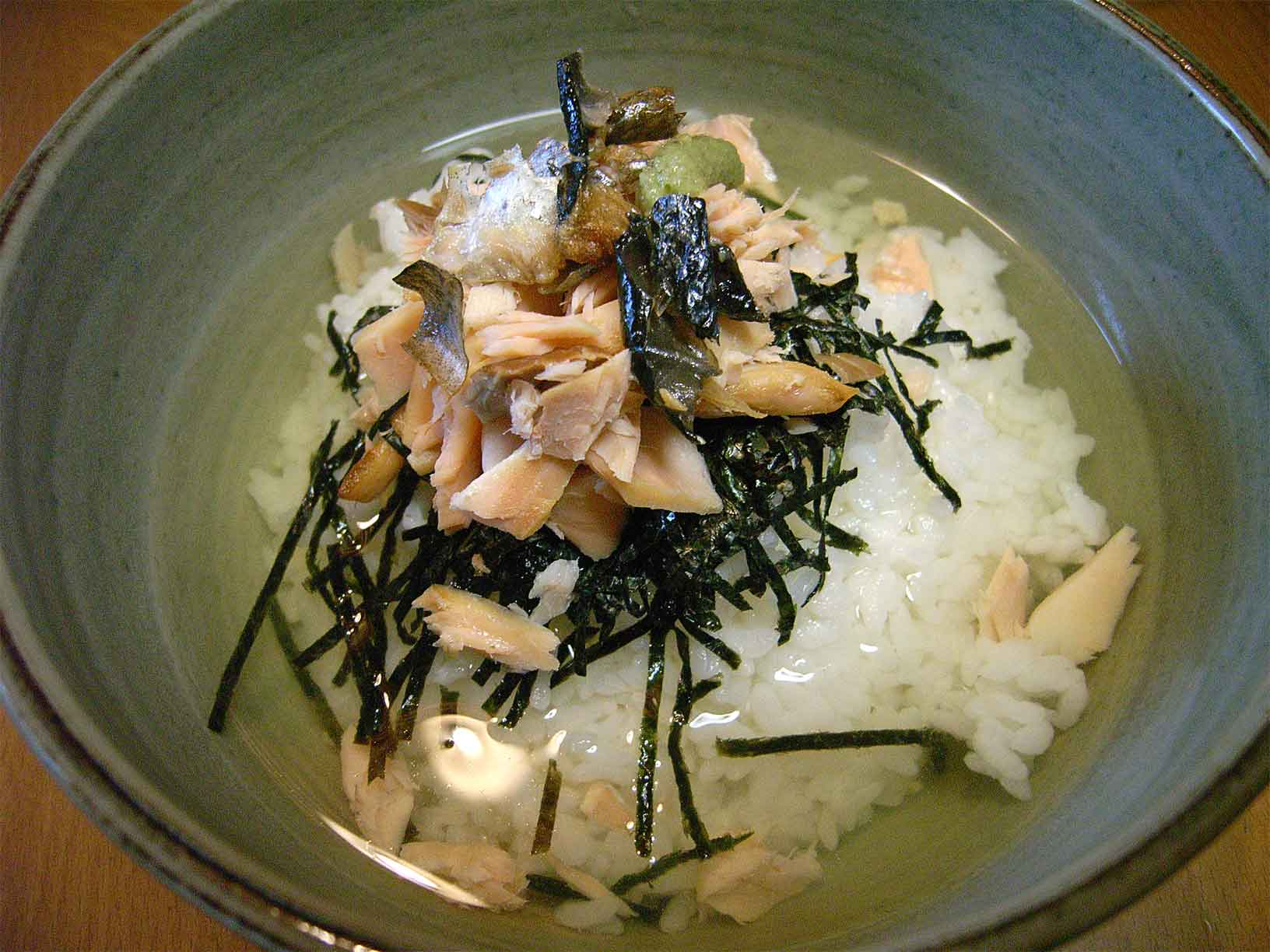
Chazuke
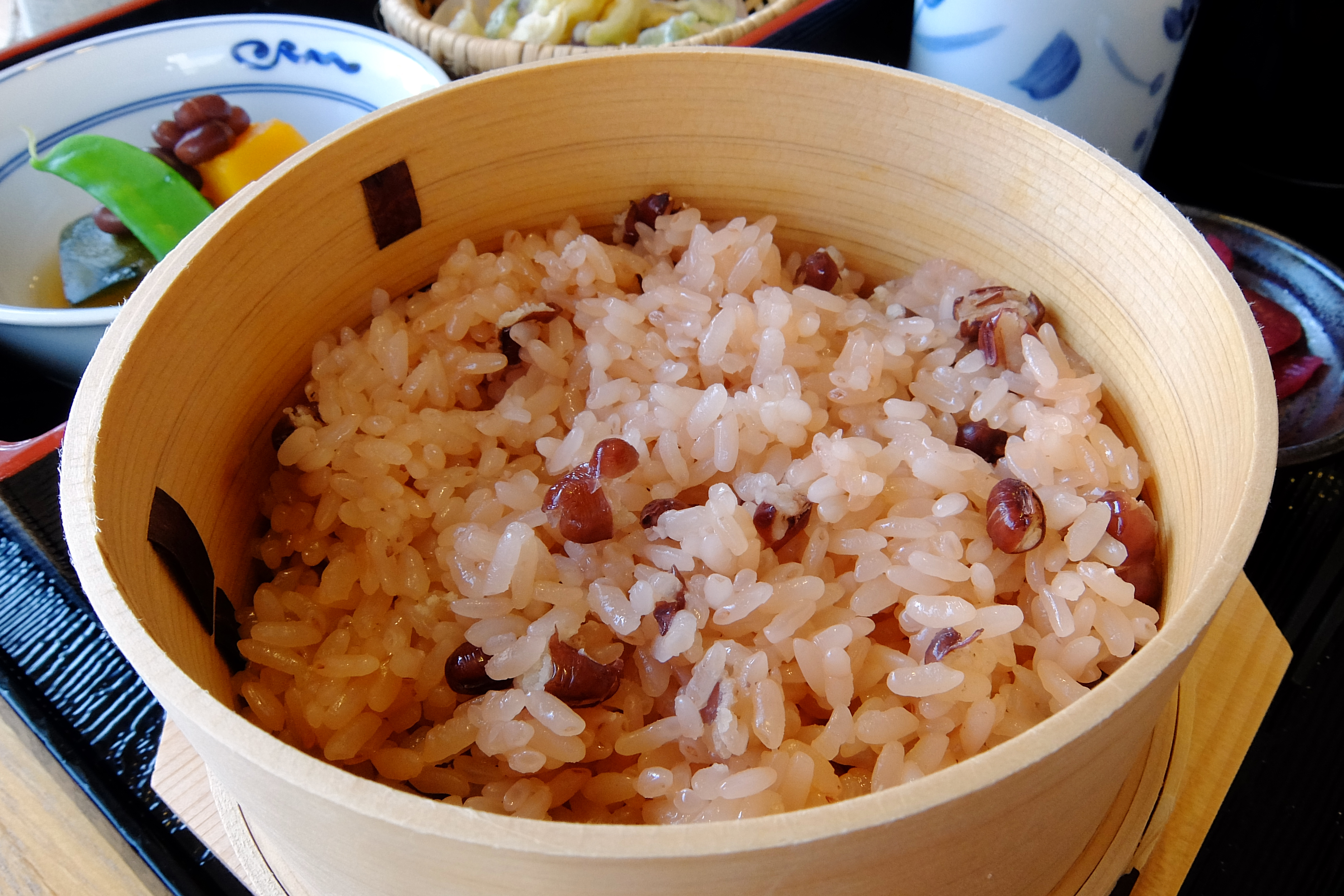
Sekihan
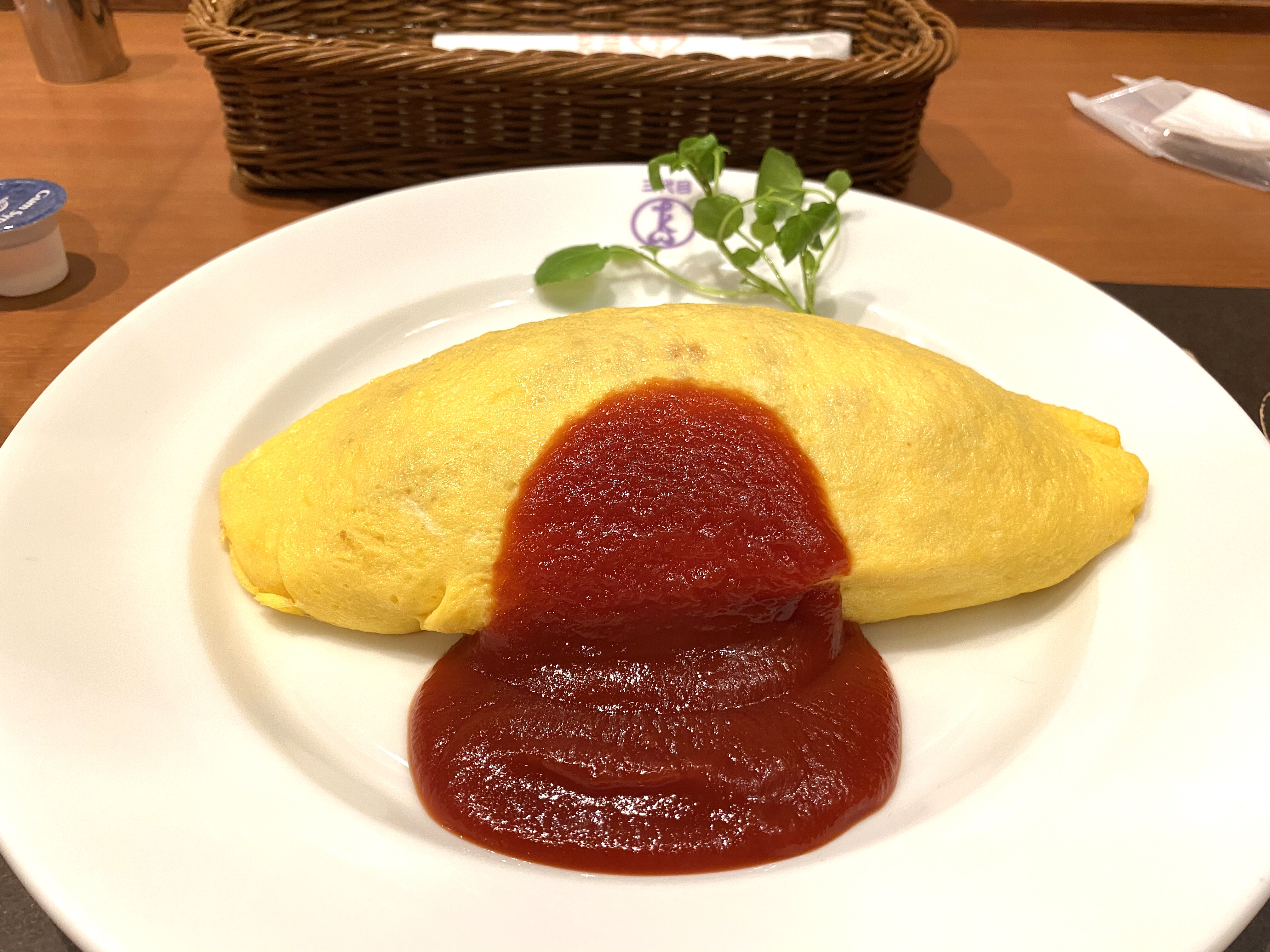
Omurice
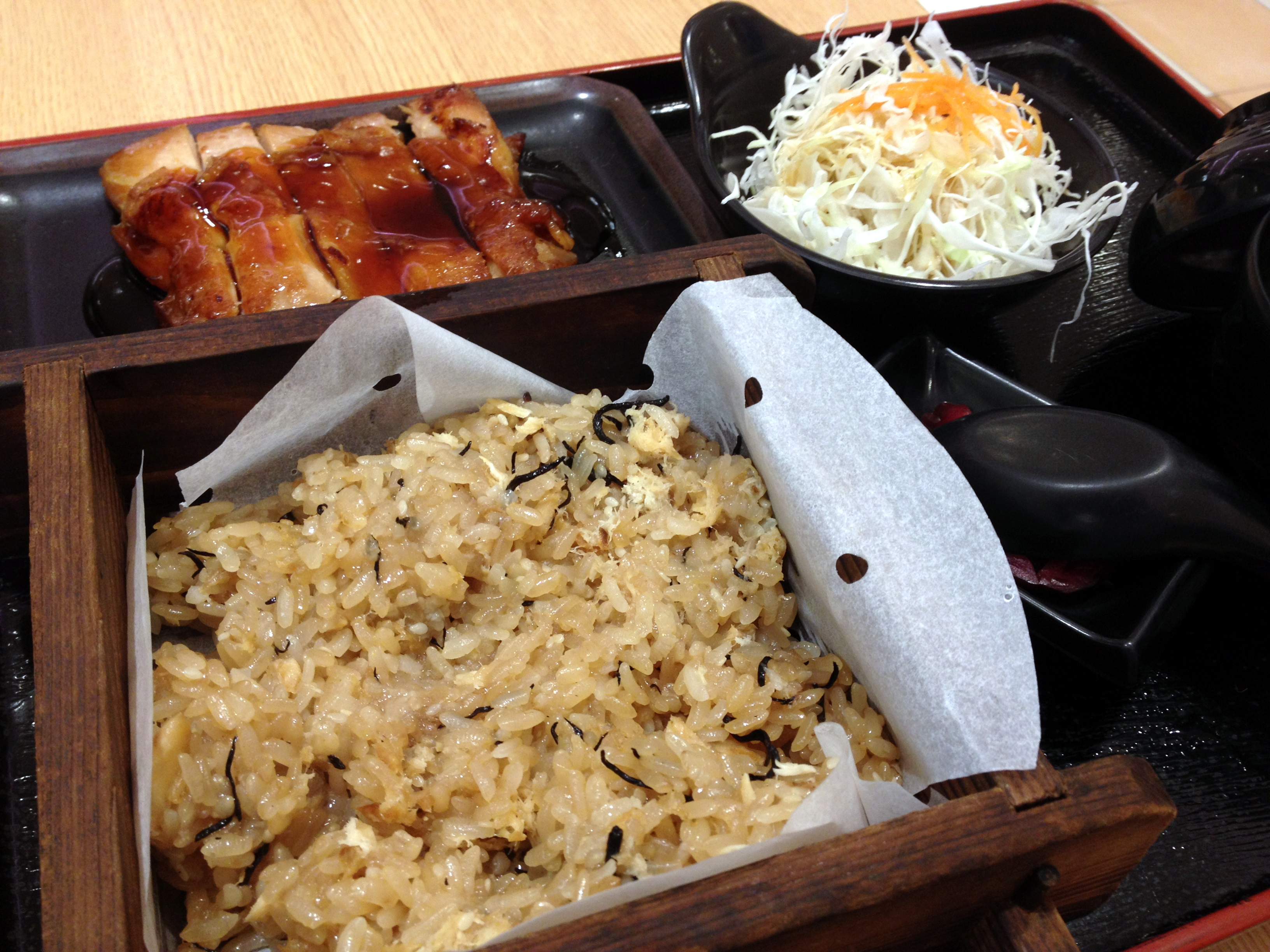
Okowa
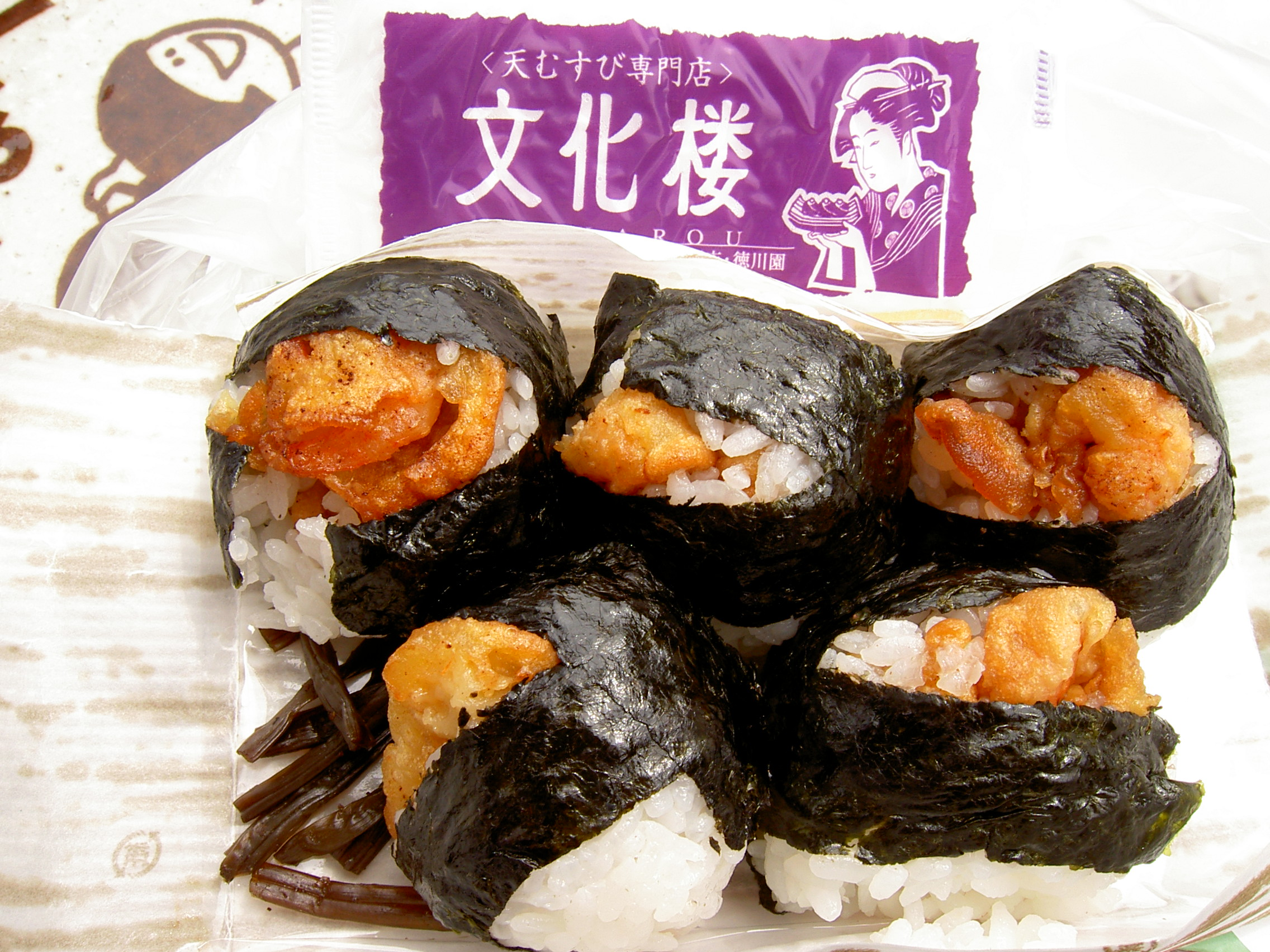
Tenmusu

### Cháo (お粥)
- Nanakusa-gayu (七草の節句) là phong tục lâu đời của người Nhật khi ăn cháo bảy loại thảo mộc (nanakusa-gayu) vào ngày 7 tháng 1 (Jinjitsu).
- Okayu (お粥) là một loại cháo gạo (cháo đặc), đôi khi bỏ trứng vào và thường phục vụ cho trẻ sơ sinh và người bệnh.
- Zosui (Zōsui, 雑炊) hoặc Ojiya (おじや) là một món súp có chứa cơm hầm trong nước dùng, thường với trứng, thịt, hải sản, rau hoặc nấm, và có hương vị với miso hoặc đậu nành. Được biết đến là juushii ở Okinawa. Có một số điểm tương đồng với risotto và Kayu mặc dù Zosui sử dụng gạo nấu chín, vì sự khác biệt là kayu được làm từ gạo thô.

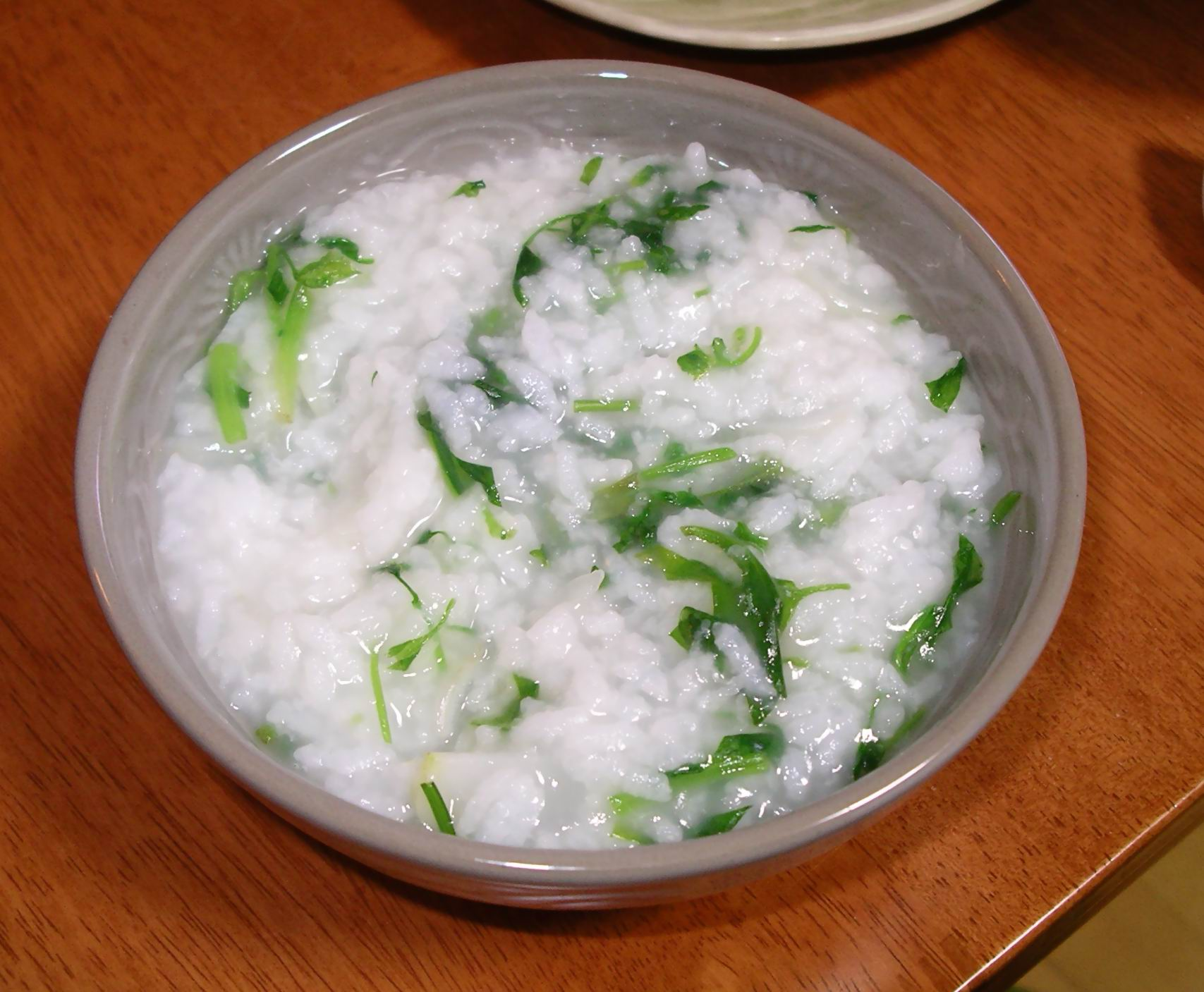
Nanakusa-gayu
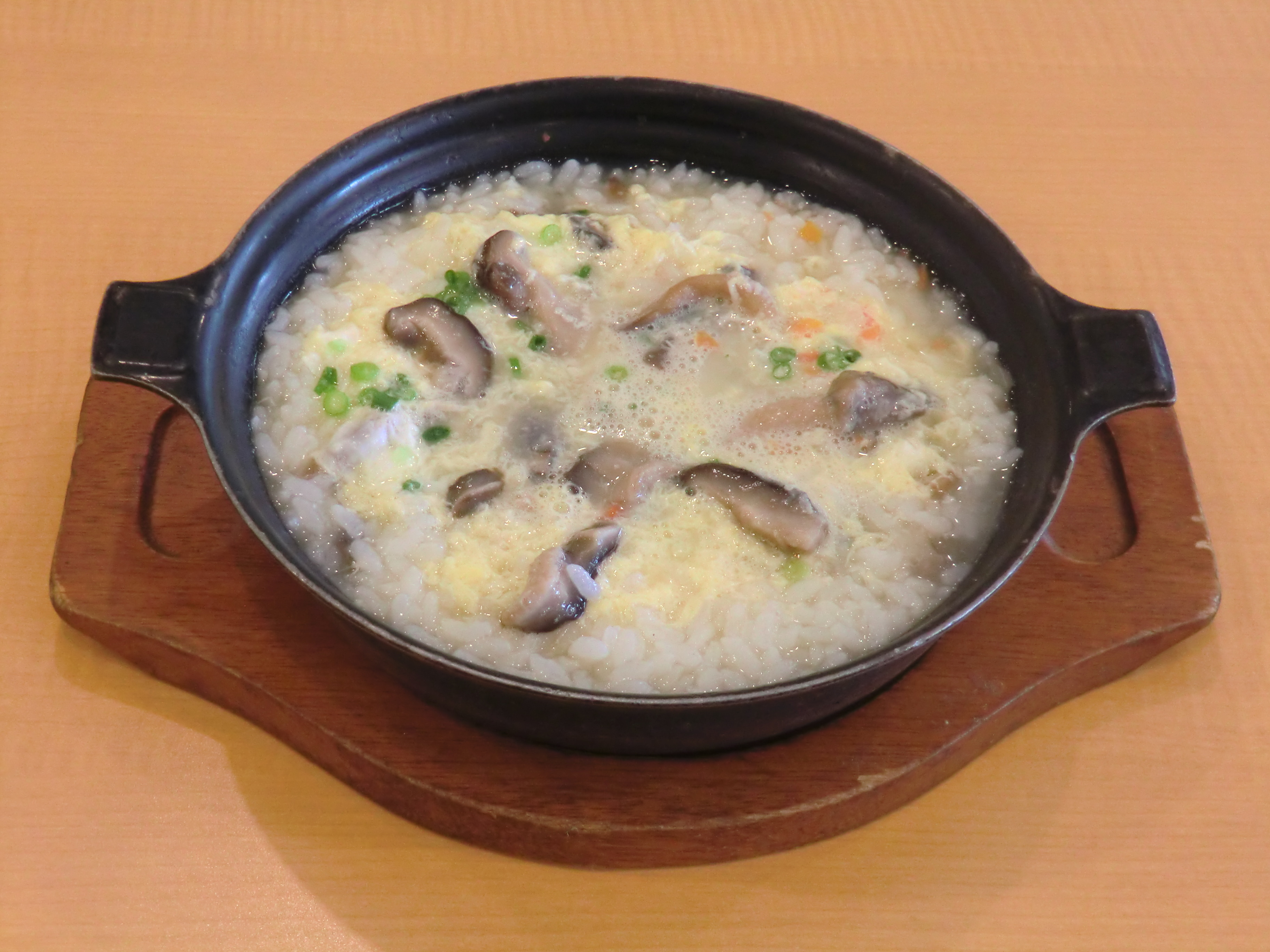
Zosui

### Cơm tô (どんぶり)
Một món ăn trong một bát, bao gồm một donburi (どんぶり, 丼,  bát lớn) đầy cơm nóng với các loại lớp món mặn ở trên khác nhau:
- Gyudon: (牛丼,  cơm tô bò): Donburi với thịt bò ướp và hành tây ở trên
- Katsudon (カツ丼): Donburi với thịt cốt lết heo (tonkatsudon), thịt gà (chickendon) tẩm bột chiên giòn ở trên
- Oyakodon (親子丼): Donburi với thịt gà và trứng (hoặc đôi khi là cá hồi và trứng cá hồi) ở trên (nghĩa đen là bát cơm cha mẹ và con)
- Tekkadon (鉄火丼): Donburi với sashimi cá ngừ ở trên
- Tendon: (天丼) : Donburi với tempura (tôm và rau tẩm bột) ở trên
- Unadon: (うな丼, 鰻丼): Donburi  với lươn nướng với rau ở trên
- Wappameshi: (わっぱ飯): cơm với các thành phần khác ở trên, nấu trong các họp đựng gỗ gọi là wappa

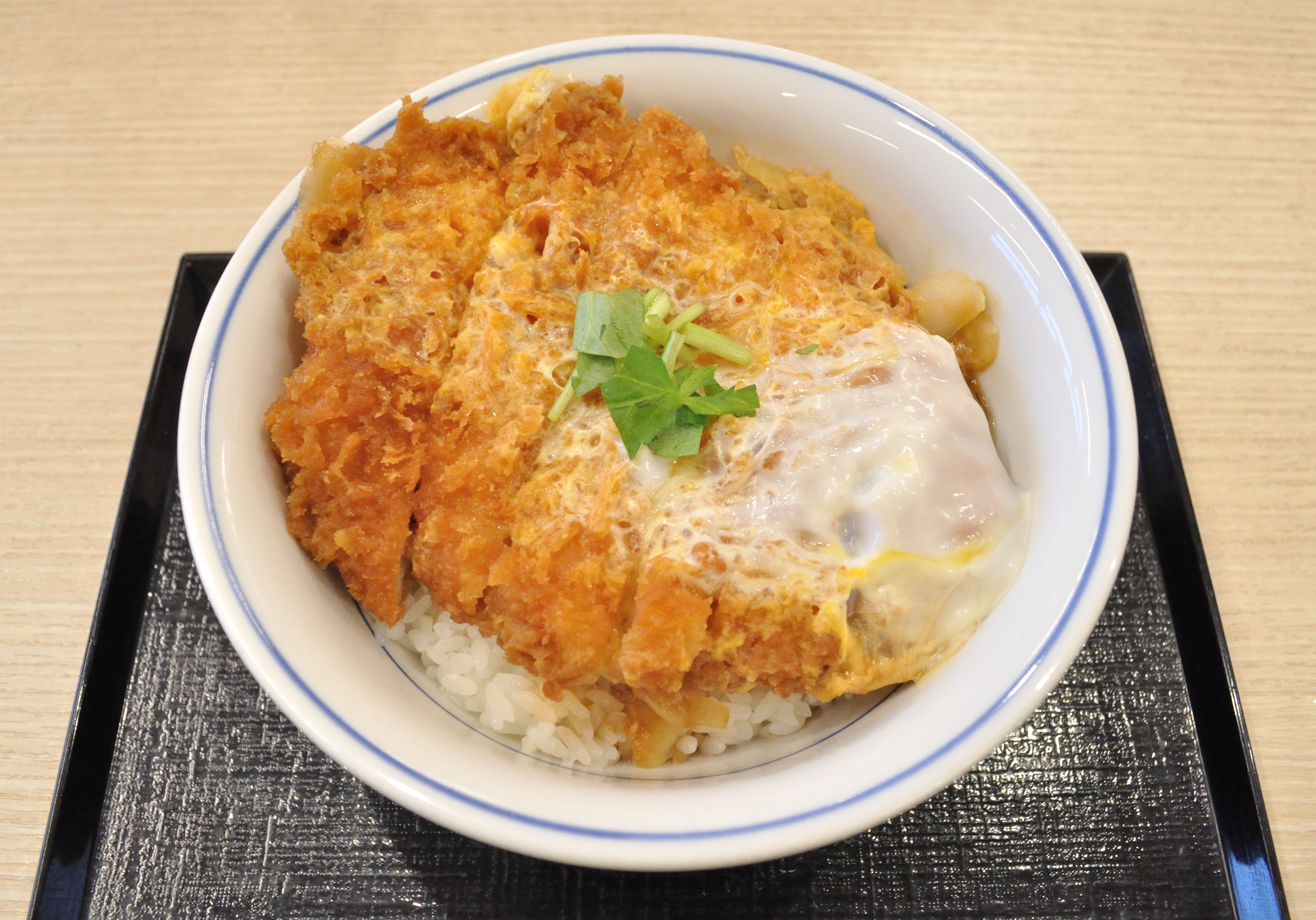
Katsudon
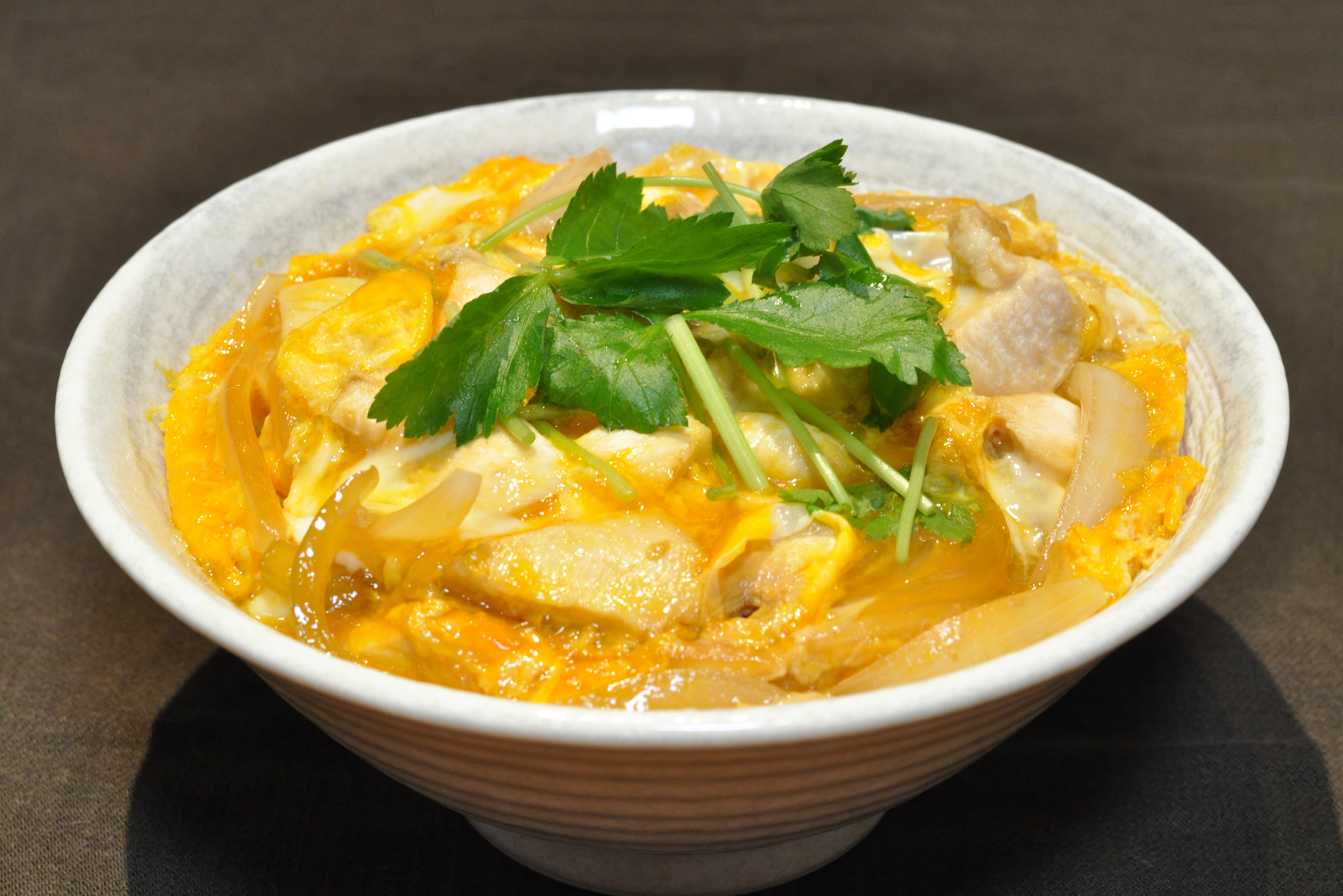
Oyakodon
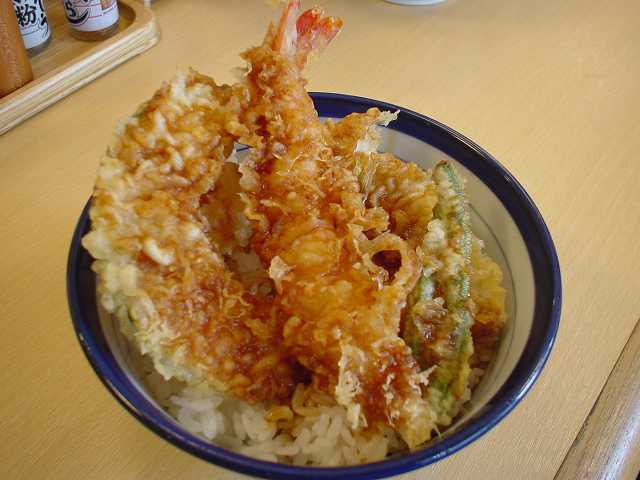
Tendon
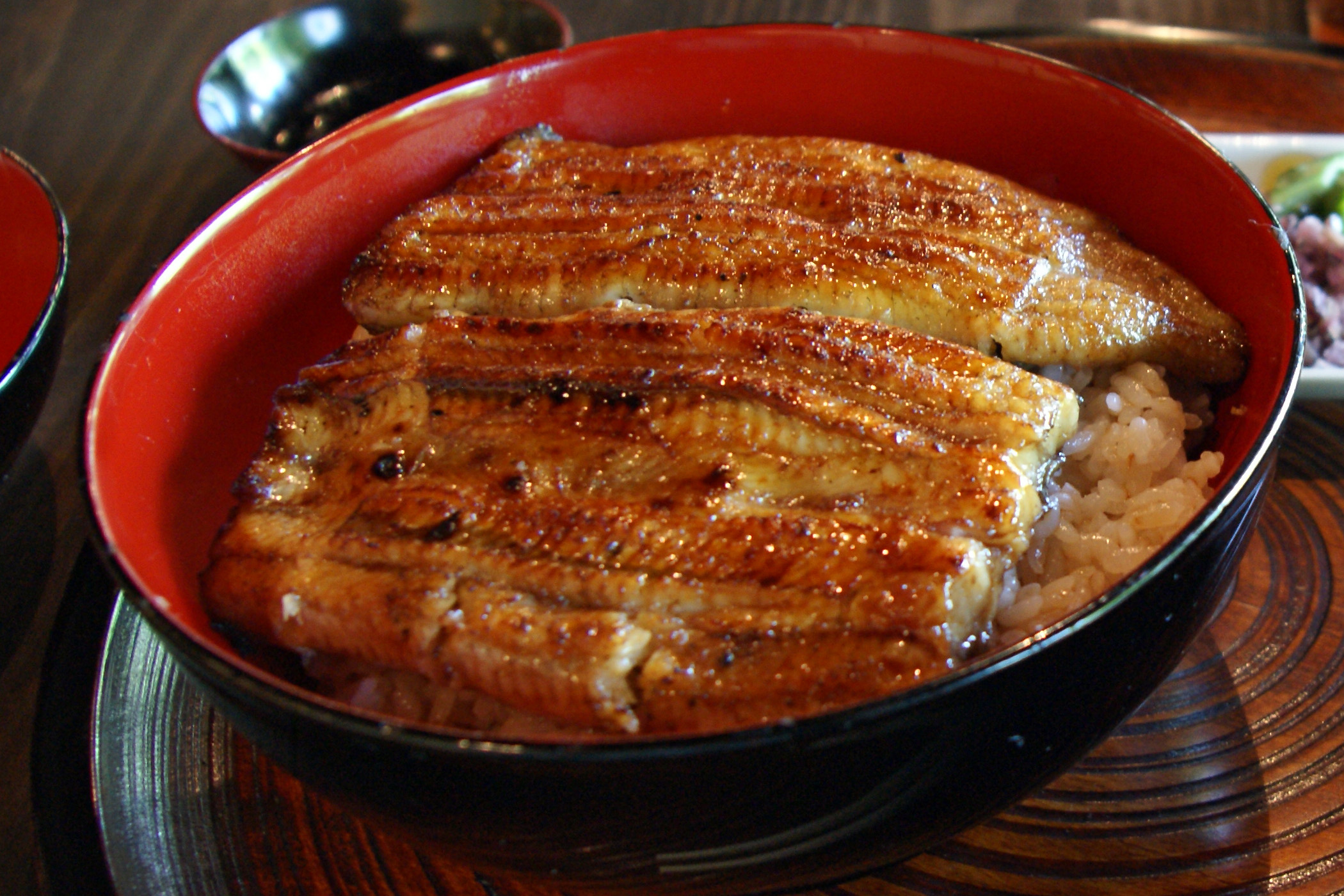
Unadon

### Sushi (寿司)

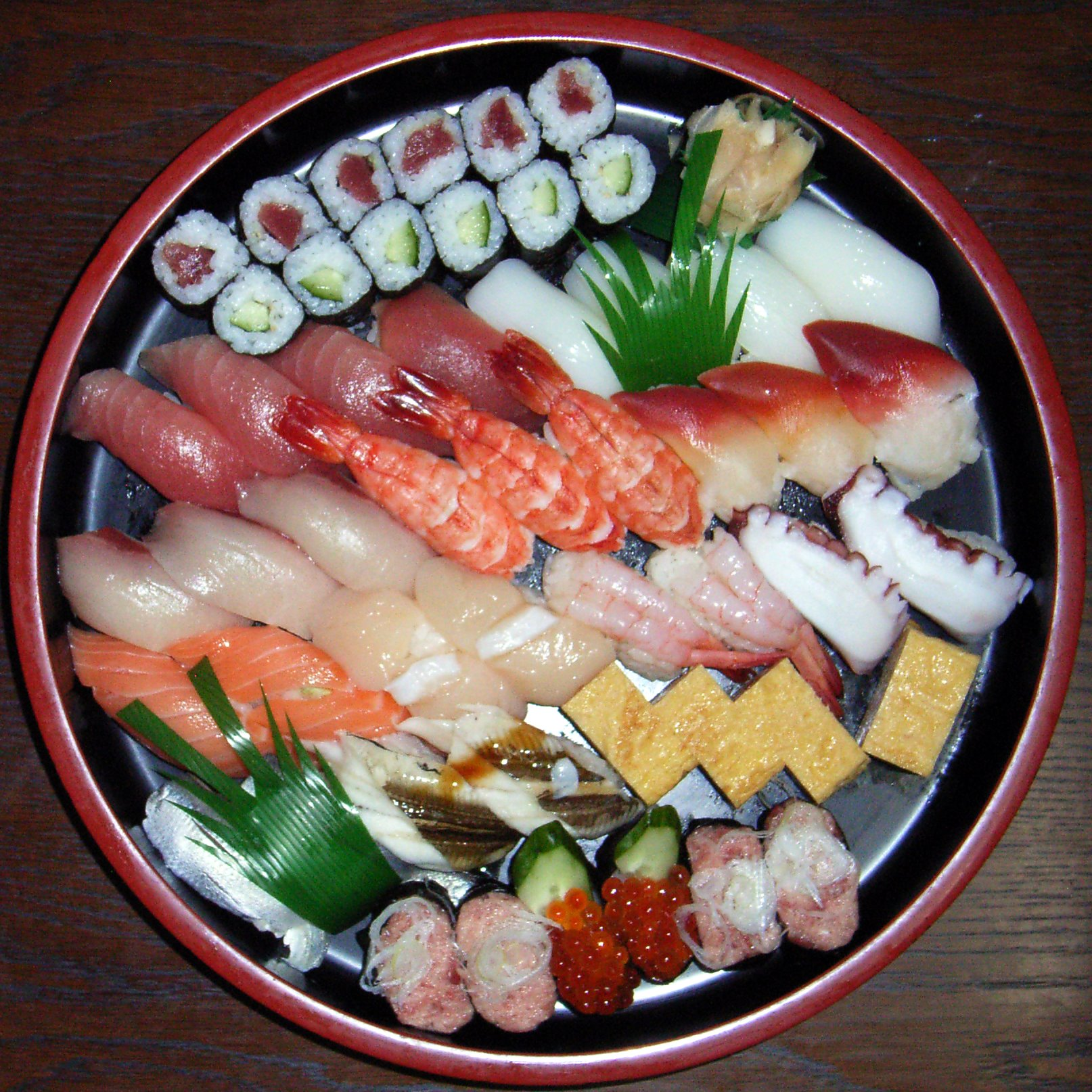
Một đĩa sushi

Sushi (hay còn gọi là cơm cuộn) (寿司, 鮨, 鮓) là một loại cơm trộn giấm trộn hoặc để ở trên các thành phần tươi khác nhau, thường là hải sản hoặc rau quả.
- Nigirizushi (握り寿司): Đây là sushi với các thành phần ở trên của một miếng cơm.
- Makizushi (巻き寿司): Dịch là "sushi cuộn", đây là món mà gạo và hải sản hoặc các thành phần khác được đặt trên một tấm rong biển (nori) và cuộn lại thành hình trụ trên cái tấm tre và sau đó cắt thành từng miếng nhỏ. Bây giờ, sushi là một thực phẩm yêu thích rất phổ biến. Nó bao gồm gạo nấu chín, dầu mè, muối, giấm và hạt vừng, đường thường được thêm vào như gia vị. Sau đó, nó được đặt trên một tấm nori, khô laver. Gạo nêm được trải trên laver, và sau đó chiên trứng, cà rốt thái sợi, giăm bông giòn, thịt bò xay hoặc bánh cá dày dạn, củ cải ngâm, rau bina dày dạn, và gobo và dưa chuột dày dạn sau đó được đặt gần nhau trên cơm. phô mai, yakiniku, rau, và nhiều hơn nữa. 
  - Temaki hoặc Temakizushi (手巻き、手巻き寿司): Về cơ bản giống như makizushi, ngoại trừ việc nori được cuộn thành hình nón với các thành phần được đặt bên trong. Đôi khi được gọi là "cuộn bằng tay".
- Chirashizushi (ちらし寿司) hoặc Bara-zushi (バラ寿司): Được dịch là "được rải đều", chirashi liên quan đến hải sản tươi, rau hoặc các thành phần khác được đặt trên cơm sushi trong một cái bát hoặc đĩa.
- Inarizushi (稲荷寿司, お稲荷さん): Gói đậu phụ chiên nhồi cơm sushi (không có nhân)
- Oshizushi (押し寿司):
- Meharizushi (めはり寿司):

## Món khác

### Mì (men-rui,麺類)
Mì (麺類) thường thay thế cơm trong một bữa ăn. Tuy nhiên, sự thèm ăn của người Nhật đối với cơm mạnh đến mức nhiều nhà hàng thậm chí còn phục vụ các sự kết hợp mì-cơm.

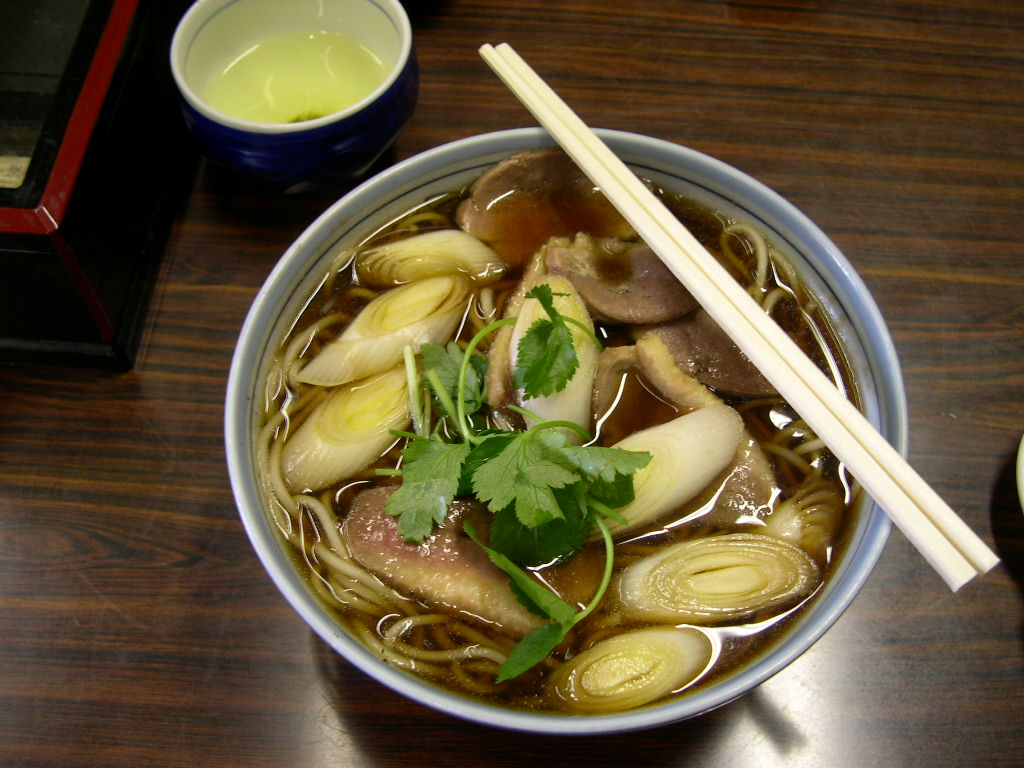
Kamo nanban: Soba với ức vịt thái lát, negi (hành lá) và mitsuba

- Mì truyền thống của Nhật Bản thường được phục vụ ướp lạnh với nước chấm, hoặc trong nước dùng đậu nành nóng. 
  - Soba (蕎麦, そば): mì kiều mạch nâu mỏng. Còn được gọi là Nihon-soba ("soba Nhật Bản"). Ở Okinawa, soba có khả năng nói đến Okinawa soba (xem bên dưới). 
    - Zaru soba (ざるそば): Mì soba phục vụ lạnh

  - Udon (うどん): mì lúa mì trắng dày ăn kèm với các loại lớp khác nhau ở trên, thường là trong nước dùng đậu nành nóng- dashi, hoặc đôi khi trong một món súp cà ri Nhật Bản. 
    - Miso-nikomi-Udon (味噌煮込みうどん): udon cứng được ninh trong súp miso đỏ.

  - Sōmen (素麺, そうめん): mì lúa mì trắng mỏng phục vụ ướp lạnh với nước chấm. Sōmen nóng được gọi là Nyumen.

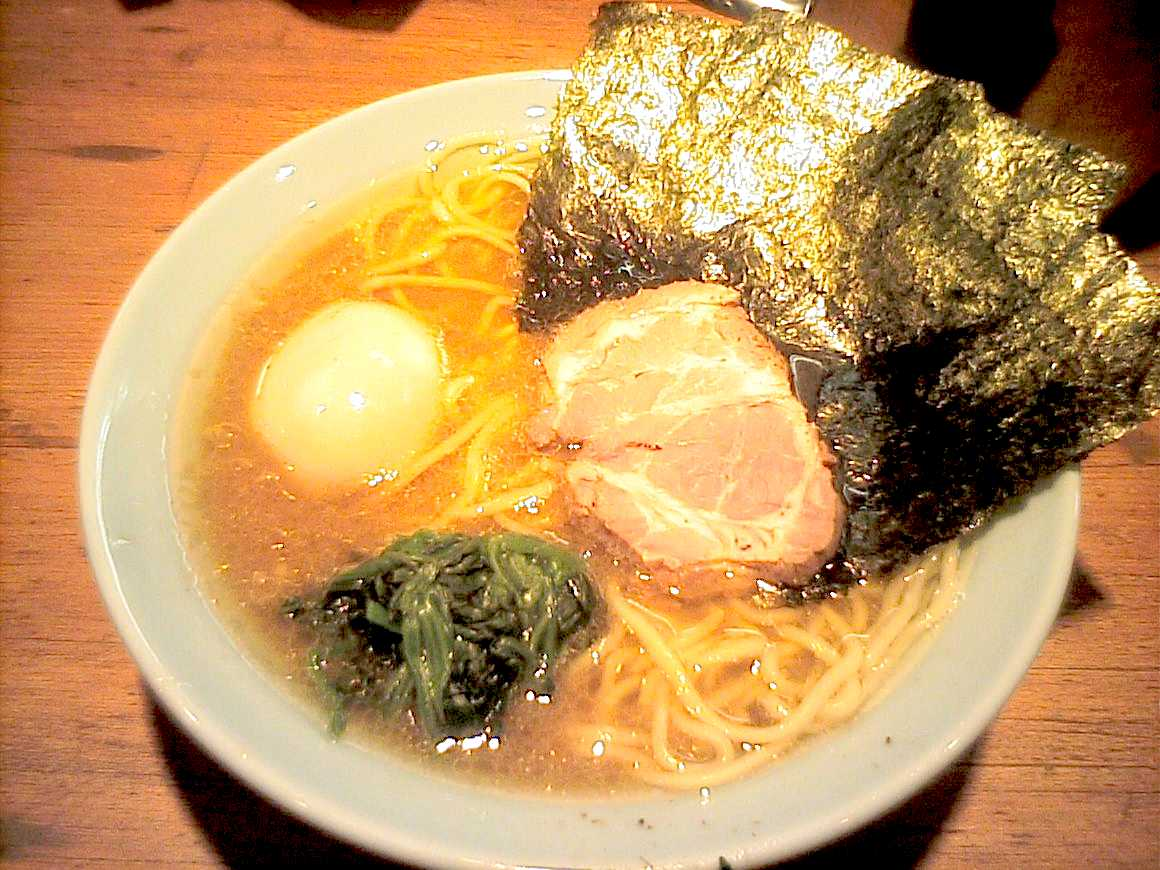
Mì Ramen

- Mì ảnh hưởng của Trung Quốc được phục vụ trong nước dùng thịt hoặc gà và chỉ xuất hiện trong 100 năm qua hoặc lâu hơn. 
  - Ramen (ラーメン): mì mỏng màu vàng nhạt phục vụ trong nước dùng gà hoặc thịt lợn nóng với các loại toppings khác nhau; có nguồn gốc từ Trung Quốc, nó là một mặt hàng phổ biến và phổ biến ở Nhật Bản. Còn được gọi là Shina-soba (支那そば) Hoặc Chuka-soba (中華そば) (cả hai đều có nghĩa là "mì soba kiểu Trung Quốc").
  - Champon (ちゃんぽん): mì vàng có độ dày vừa phải ăn kèm với nhiều loại toppings hải sản và rau trong nước dùng gà nóng có nguồn gốc ở Nagasaki như một món ăn rẻ tiền cho học sinh.
  - Hiyashi chūka (冷やし中華 華 華). Tên có nghĩa là "mì lạnh Trung Quốc."
- Mazesoba (台湾まぜそば: mì lúa mì ăn kèm với một số lớp món mặn ở trên, bao gồm trứng sống, gừng và thịt
- Okinawa soba (沖縄そば): mì từ bột mì dày được phục vụ ở Okinawa, thường được phục vụ trong nước dùng nóng với sōki, thịt lợn hấp. Akin đến một phiên bản giao thoa giữa udon và ramen.
- Yaki soba (焼きそば): Mì xào Trung Quốc.
- Yaki udon (焼きうどん): Mì udon chiên.

### Bánh mì (pan,パン)
Bánh mì (từ "pan" (パン) có nguồn gốc từ pão trong tiếng Bồ Đào Nha)  không có nguồn gốc từ Nhật Bản và không được coi là món ăn truyền thống của Nhật Bản, nhưng kể từ khi được giới thiệu vào thế kỷ 16, nó đã trở nên phổ biến.
- Bánh mì cà ri (karē pan カレーパン): bánh mì chiên giòn chứa đầy nước sốt cà ri Nhật Bản [5]
- Anpan (ampan アンパン): cuộn ngọt chứa đầy đậu đỏ (anko) dán
- Yakisoba-pan (焼きそばパン): bánh mì cuộn sandwich với yakisoba (mì xào và gừng ngâm đỏ) làm đầy
- Korokke-pan (コロッケパン): Bánh mì sandwich cuộn nhân bánh croquette (miếng khoai tây nghiền chiên)
- Melon-pan (メロンパン): bánh ngọt tròn phủ lớp giống bánh quy (đôi lúc có vị dưa lưới), ép thành hình lưới và được nướng
- Katsu-sando (カツサンド): sandwich với nhân tonkatsu (thịt lợn cốt lết)

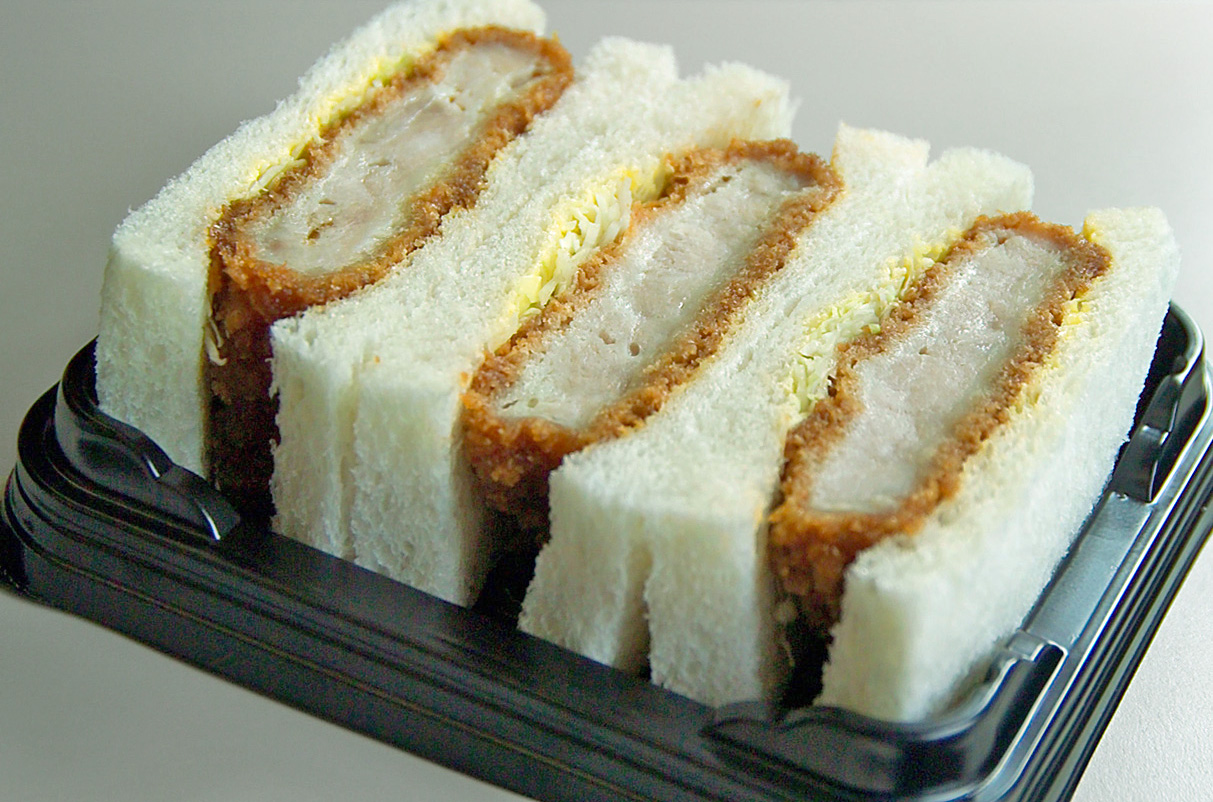
Bánh mì thịt cốt lết - sandwich (カツサンド)
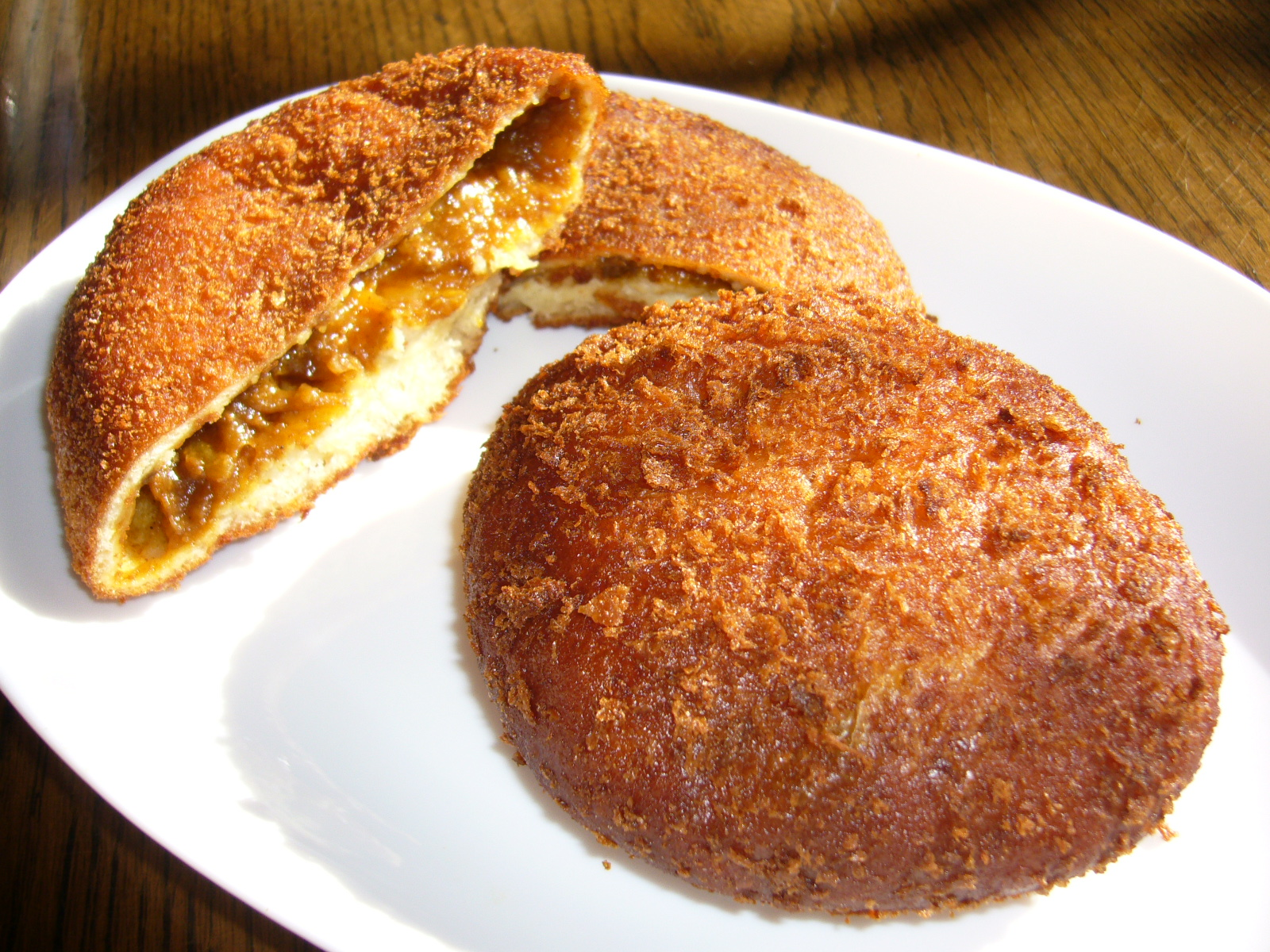
Bánh mì cà ri
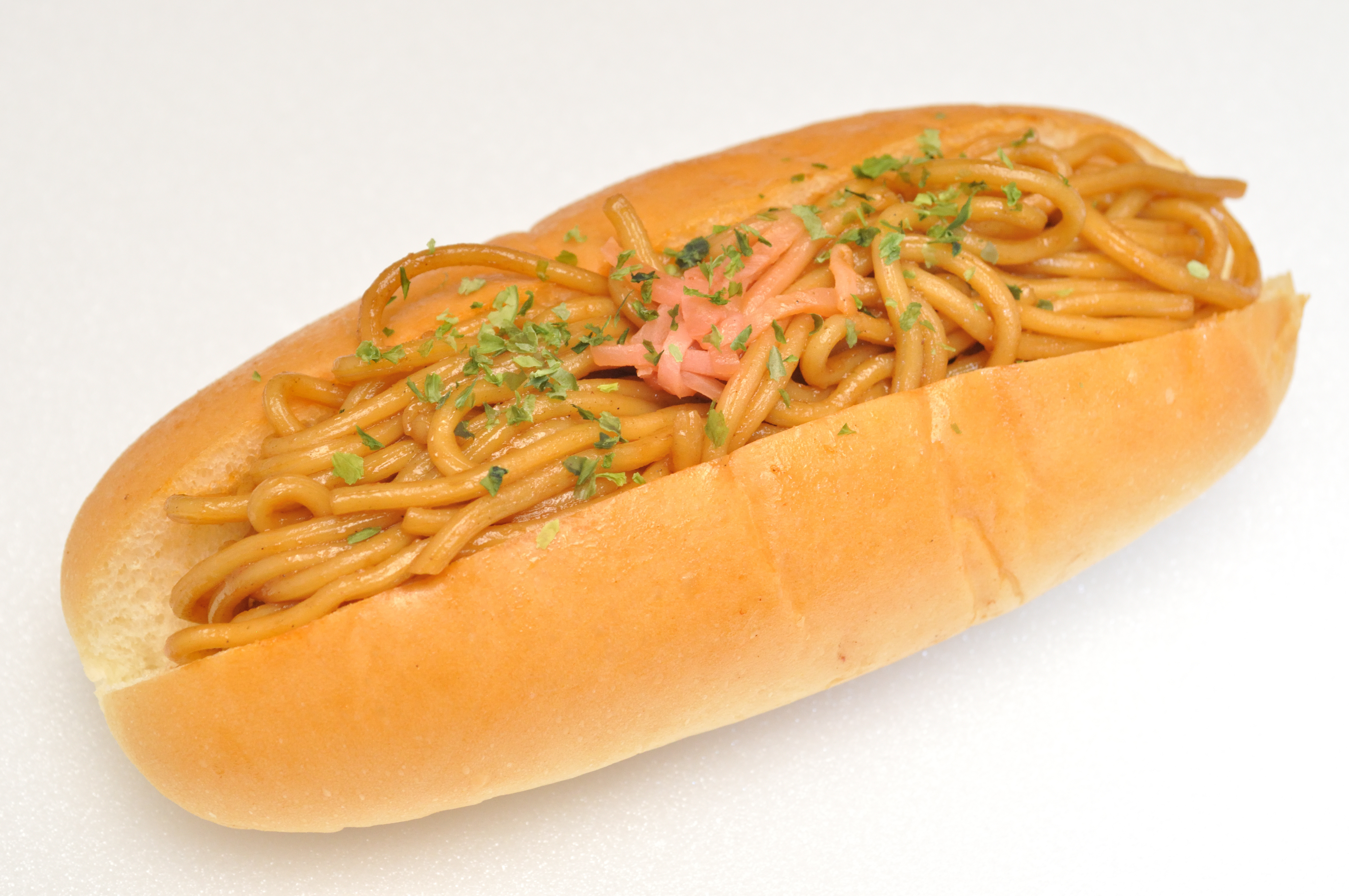
pan-Yakisoba (焼きそばパン)

## Các món ăn chính và phụ phổ biến của Nhật Bản (okazu,おかず)
- Okazu (おかず): Các món ăn chính và phụ phổ biến của Nhật Bản

### Các món chiên ngập dầu (agemono,揚げ物)
- Agemono (揚げ物): Các món chiên ngập dầu
  - Karaage (唐揚げ?): miếng thịt gà, cá, bạch tuộc hoặc thịt khác cỡ vừa ăn, tâm bột và chiên giòn. Thực phẩm izakaya (居酒屋) thông thường, cũng thường có sẵn trong các cửa hàng tiện lợi. 
    - Nanbanzuke (南蛮漬け?): cá ướp chiên.

  - Korokke (bánh croquette コロッケ): miếng thịt tẩm bột và chiên giòn, có chứa khoai tây nghiền hoặc nước sốt trắng trộn với thịt băm, rau hoặc hải sản. Thực phẩm hàng ngày phổ biến.
  - Kushikatsu (串カツ):xiên thịt, rau hoặc hải sản, tẩm bột và chiên giòn.
  - Satsuma-age (薩摩揚げ): chả cá chiên (surimi), thường được sử dụng làm nguyên liệu cho oden.
  - Tempura (天ぷら): rau hoặc hải sản trong tẩm bột đặc biệt, không béo chiên ngập dầu. 
    - Kakiage

  - Tonkatsu (豚カツ): thịt lợn tẩm bột chiên giòn (phiên bản gà được gọi là katsu gà).
- Agedashi dōfu (揚げ出し豆腐): khối đậu phụ chiên giòn được phục vụ trong nước dùng nóng.

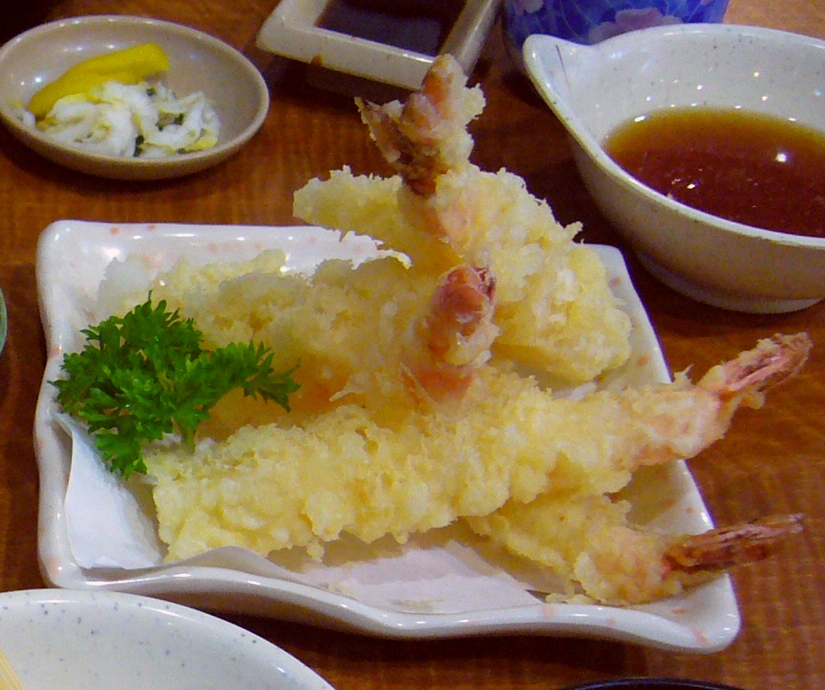
Tempura ebi
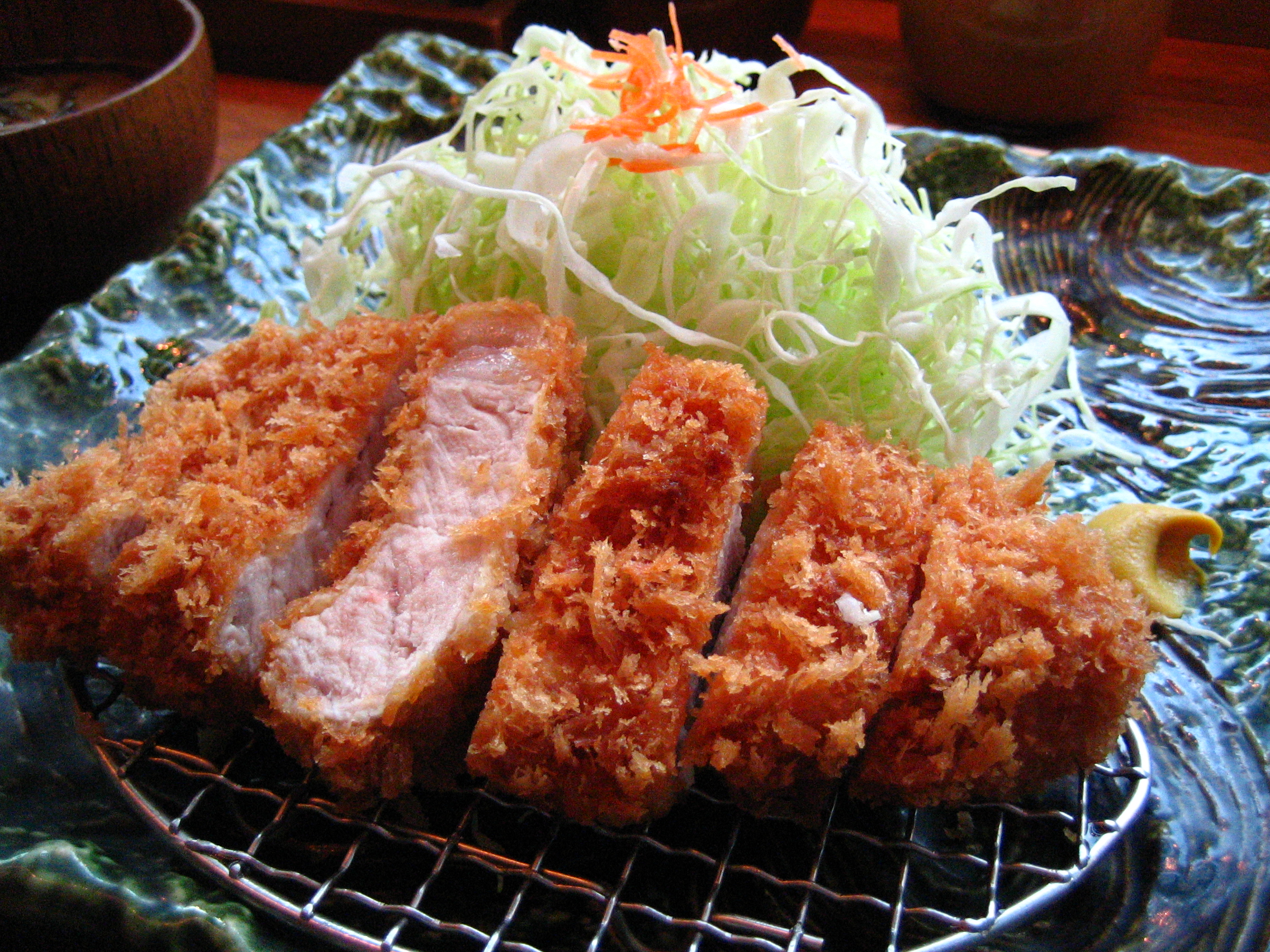
Tonkatsu

### Các món nướng và áp chảo (yakimono,焼き物)

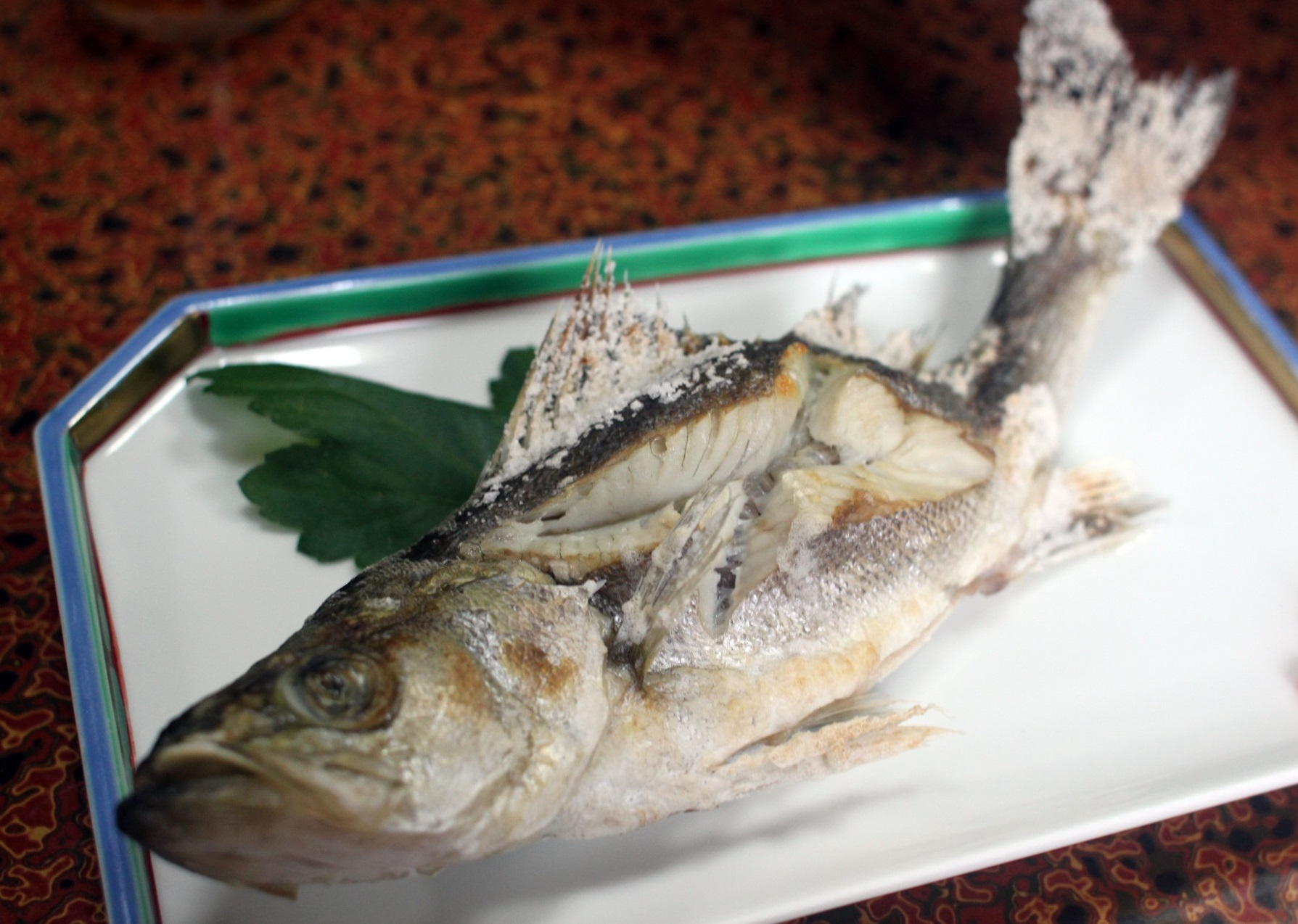
Yakizakana (cá quân nướng)

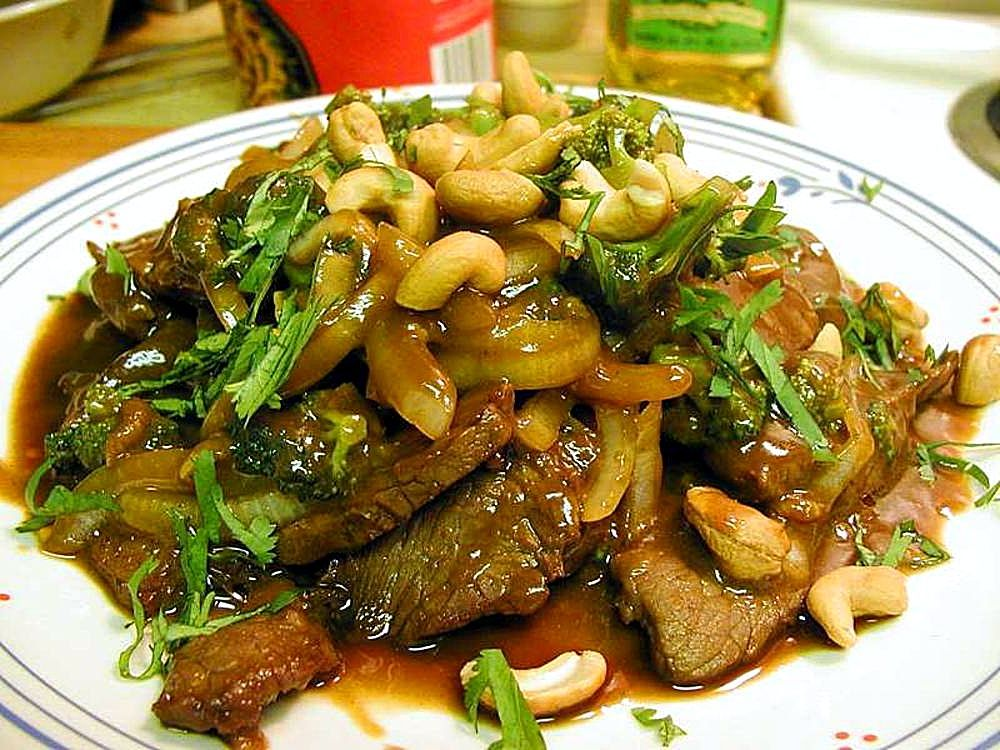
Một món thịt bò teriyaki

- Yakimono (焼き物): Các món nướng và rán chảo 
  - Gyoza (餃子): há cảo Ravioli kiểu thường chứa  thịt lợn và rau (hành lá, tỏi tây, bắp cải, tỏi, gừng) và chiên trên chảo
  - Kushiyaki (串焼き): xiên thịt và rau
  - Motoyaki     (素焼き): Nướng hải sản đứng đầu với sốt kem  
  - Okonomiyaki (お好み焼き) là những chiếc bánh xèo với các thành phần thịt và rau khác nhau, có hương vị giống như sốt sốt sốt cay hoặc sốt mayonnaise.
  - Takoyaki (たこ焼き, 蛸焼き): một hình cầu, chiên bánh bao bột với một miếng bạch tuộc bên trong. Món ăn vặt đường phố phổ biến.
  - Teriyaki (照り焼き): nướng, nướng, hoặc thịt xào, cá, gà hoặc rau được tráng men với nước tương ngọt
  - Unagi (鰻, うなぎ), bao gồm Kabayaki (蒲焼): lươn nướng và hương vị
  - Yakiniku ("thịt nướng" 焼肉) có thể đề cập đến một số điều. Các loại rau như hành tây cỡ cắn, cà rốt, bắp cải, nấm và ớt chuông thường được nướng cùng nhau. Các thành phần nướng được nhúng trong nước sốt được gọi là tare trước khi ăn. 
    - Horumonyaki ("nướng-nội tạng" ホルモン焼き): món ăn cây nhà lá vườn, nhưng sử dụng nội tạng
    - Jingisukan (Thành Cát Tư Hãn ジンギスカン) Nướng:  thịt cừu thái lát hoặc thịt cừu nướng với rau củ khác nhau, đặc biệt là hành tây và bắp cải nhúng trong sốt tare đậm vị. Một đặc sản của Hokkaidoaidō.

  - Yakitori (焼き鳥): xiên thịt gà nướng, thường được phục vụ với bia. Ở Nhật Bản, yakitori thường bao gồm rất nhiều bộ phận của gà. Người ta thường không thấy ngay thịt gà là loại yakitori duy nhất trong bữa ăn.
  - Yakizakana (焼き魚) là cá nướng trên lửa, thường được phục vụ với daikon bào. Một trong những món ăn phổ biến nhất được phục vụ tại nhà. Bởi vì ẩm thực đơn giản, cá tươi trong mùa rất được ưa thích. Xem cá thu Okhotsk atka

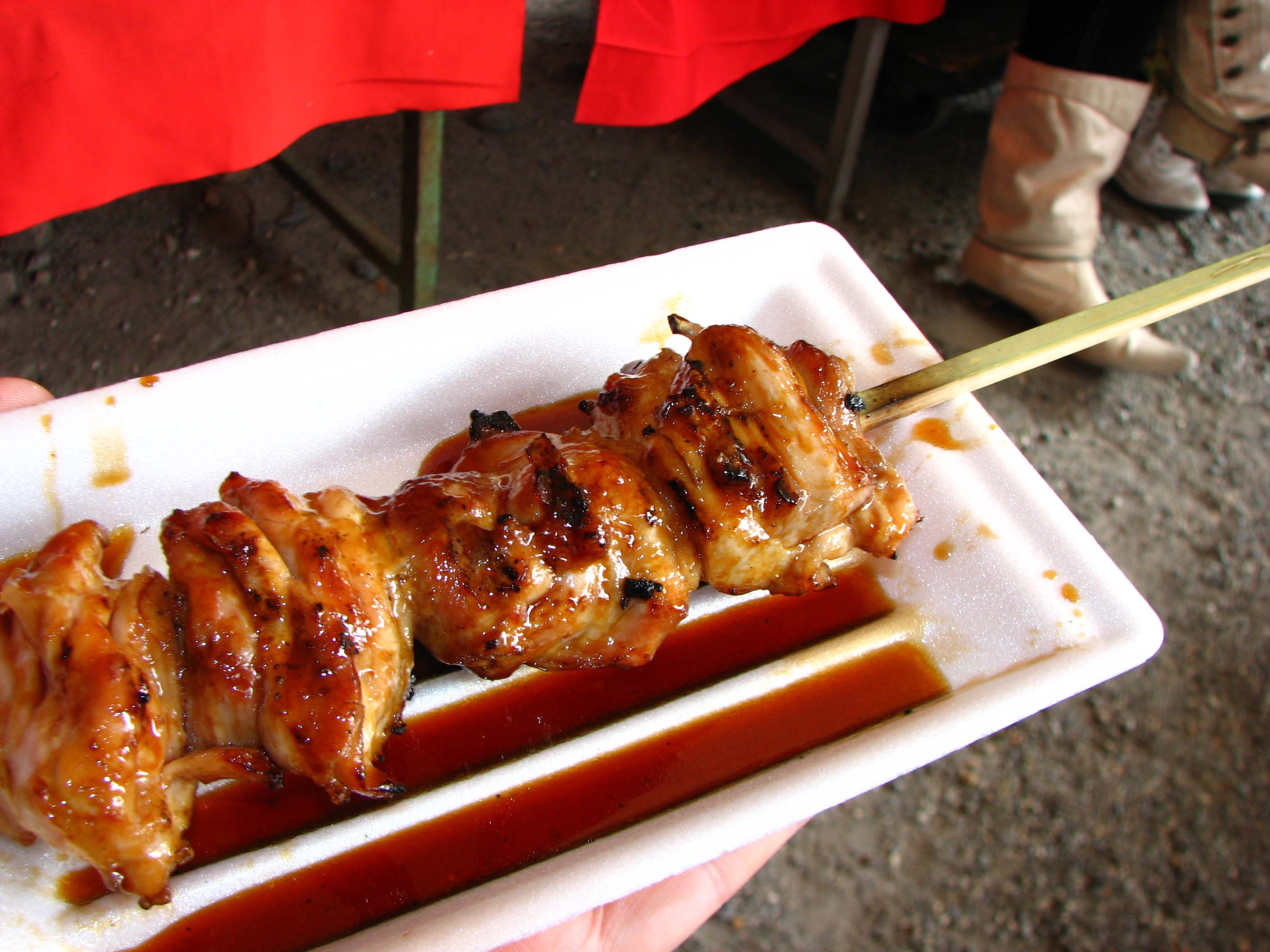
Yakitori 焼き鳥
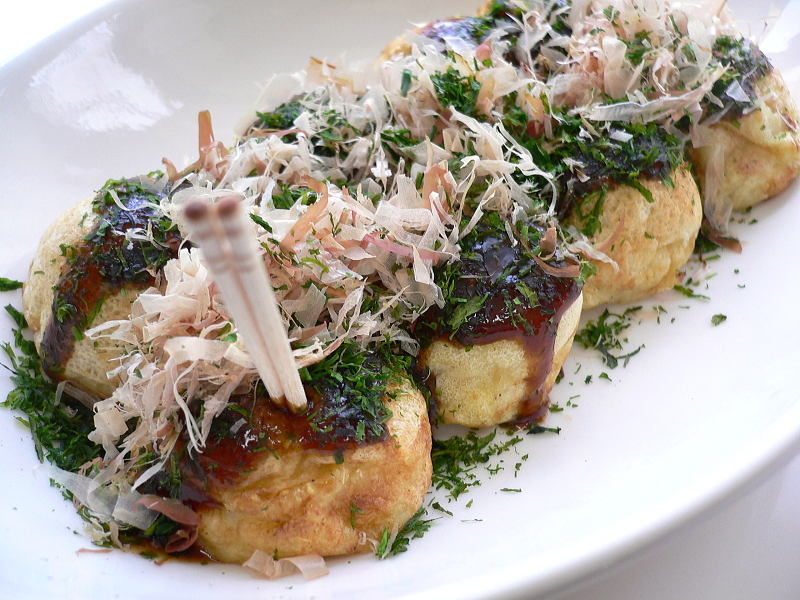
Takoyaki (たこ焼き, 蛸焼き)

### Nabemono (nấu trong một nồi,鍋物)
Nabemono (鍋物) bao gồm:
- Motsunabe (モツ鍋): nội tạng bò, cải thảo và các loại rau khác nhau nấu trong một sốt súp không béo.
- Shabu-shabu (しゃぶしゃぶ): lẩu với thịt bò, rau củ và đậu phụ thái lát mỏng, nấu chín trong nước dùng trên bàn và nhúng vào nước chấm đậu nành hoặc vừng trước khi ăn.
- Sukiyaki (すき焼き): thịt bò và rau thái lát mỏng nấu trong hỗn hợp nước tương, dashi, đường và rượu sake. Những người tham gia nấu ăn tại bàn sau đó nhúng thức ăn vào từng bát trứng sống trước khi ăn.
- Chirinabe (ちり鍋): lẩu với cá và rau. 
  - Tetchiri (てっちり): lẩu với cá và rau, một đặc sản của Osaka.
- Chigenabe (チゲ鍋) hoặc Kimuchinabe (キムチ鍋): lẩu với thịt, hải sản và rau trong nước dùng được tẩm ướp với gochujang và Kimchi.
- Imoni (芋煮): một món khoai tây hầm dày phổ biến ở miền Bắc Nhật Bản trong mùa thu
- Kiritanponabe (きりたんぽ鍋): gạo mới nấu chín được giã nhỏ, tạo thành hình trụ xung quanh xiên cây liễu sam, và nướng tại một lò sưởi mở. Kritanpo được sử dụng làm sủi cảo trong súp.

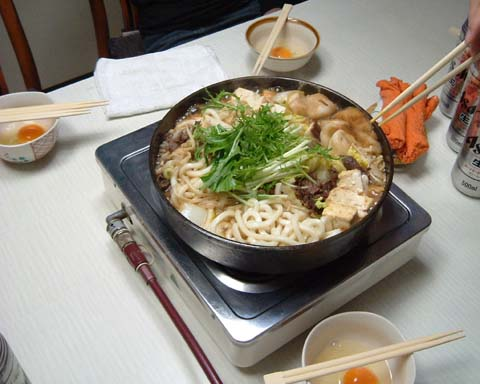
Sukiyaki (すき焼き)
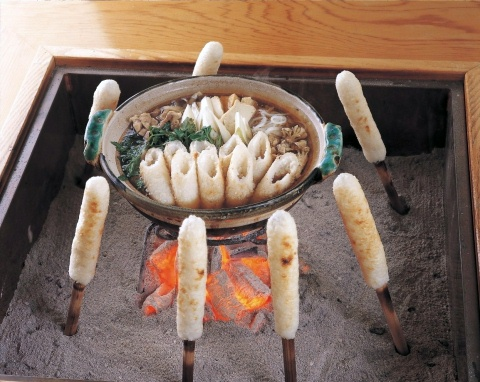
Kiritanpo

### Nimono (món hầm,煮物)

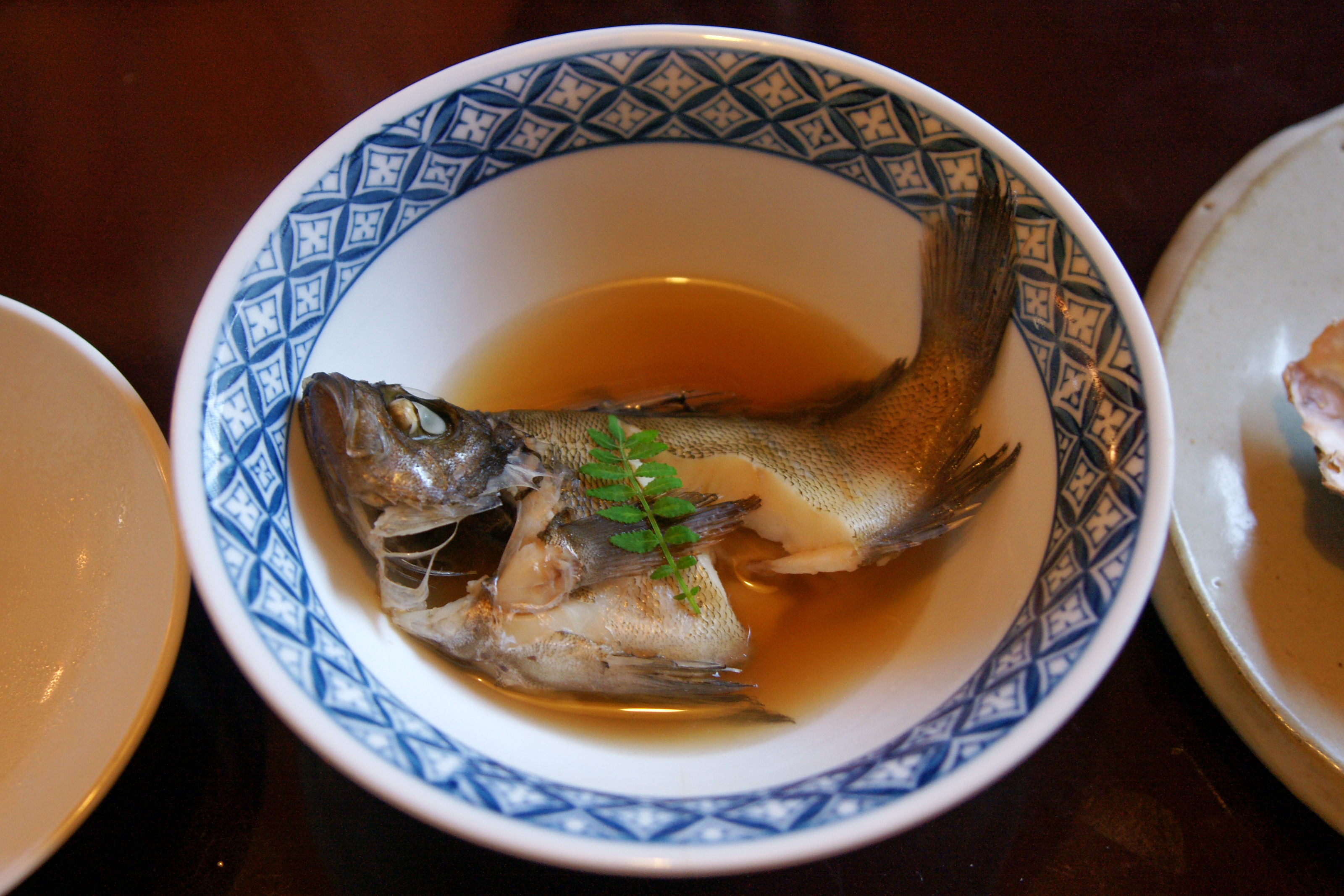
Seaperch luộc với gừng, nước tương, mirin, đường, rượu sake và nước.

Nimono (煮物) là một món hầm hoặc hầm nhừ. Một thành phần cơ bản được ninh nhừ trong nước dùng shiru có vị rượu sake, nước tương và một lượng nhỏ chất tạo ngọt.
- Oden (おでん,  "kantou-daki", 関東炊き): surimi, trứng luộc, củ cải daikon, konnyaku, và bánh cá hầm trong nước dùng dashi nhẹ, có vị đậu nành. Thực phẩm mùa đông phổ biến và thường có sẵn trong các cửa hàng tiện lợi.
- Kakuni (角煮?): những miếng thịt lợn được hầm trong đậu nành, mirin và rượu sake với những miếng daikon lớn và cả quả trứng luộc. Biến thể của Okinawa, dùng awamori, nước tương và miso, được gọi là rafuti (ラフテー).
- Nikujaga (肉じゃが?): thịt bò và khoai tây hầm, có hương vị đậu nành ngọt.
- Nizakana (煮魚?): cá luộc trong đậu nành ngọt (thường có trong thực đơn là "nitsuke" (煮付け?)).
- Sōki (ソーキ?): Món thịt lợn hầm với xương.

### Itamemono (món xào,炒め物)

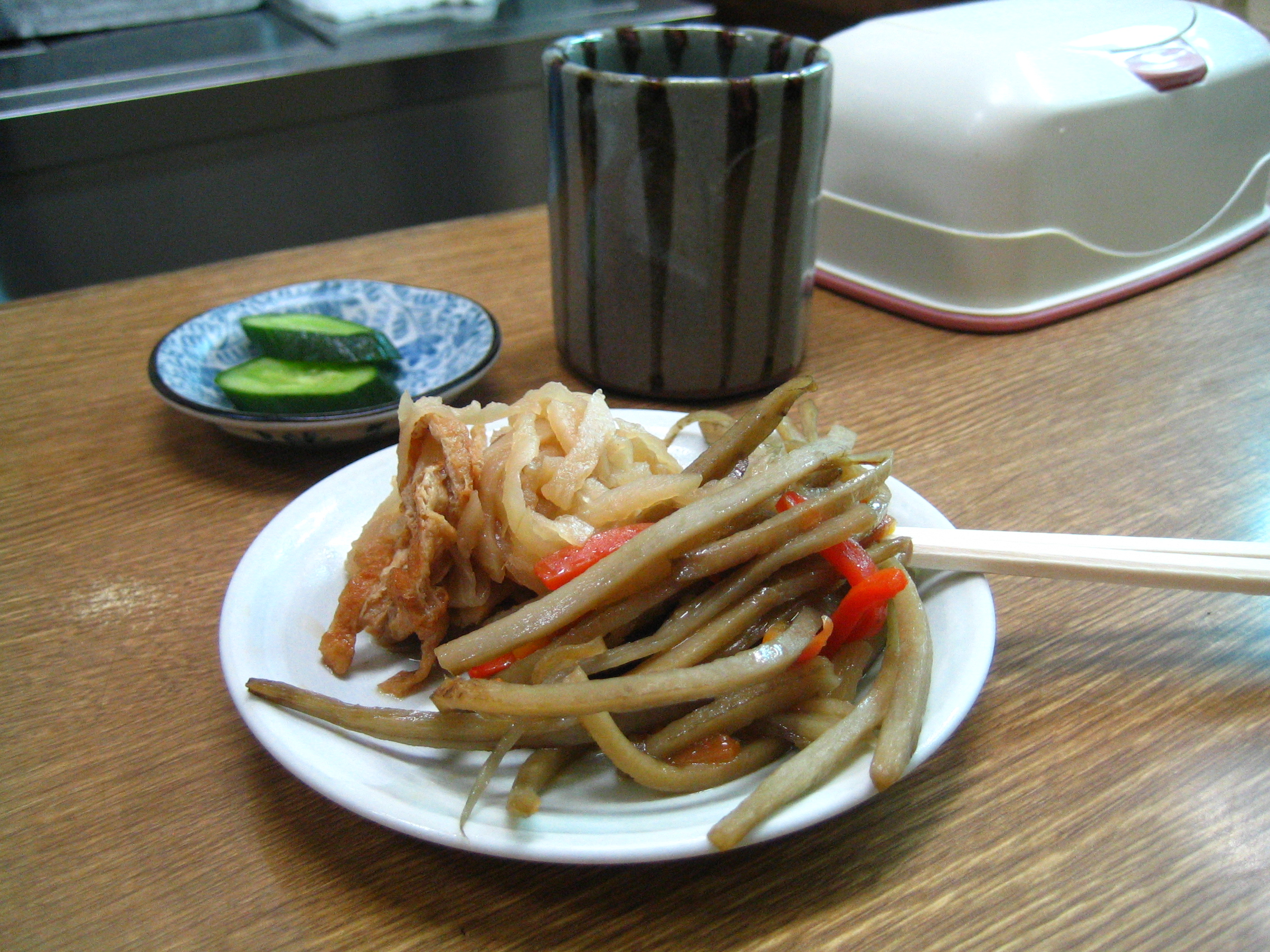
Kinpira gobo (金 平)

Xào (炒め物) không phải là một phương pháp nấu ăn bản địa ở Nhật Bản, tuy nhiên các món xào giả-Trung Quốc như yasai itame (rau xào, 野菜炒め) đã là một ón chủ lực trong các nhà và căng tin trên khắp Nhật Bản kể từ những năm 1950. Món xào nhà làm bao gồm:
- Chanpurū (チャンプルー): Một món xào từ Okinawa, rau, đậu phụ, thịt hoặc hải sản và đôi khi là trứng. Có nhiều loại, nổi tiếng nhất là gōyā chanpurū.
- Kinpira gobo (金平): Sợi mỏng của cây ngưu bàng (gobo, ゴボウ) và các loại rau củ khác xào và om trong đậu nành ngọt.

### Sashimi (刺身)

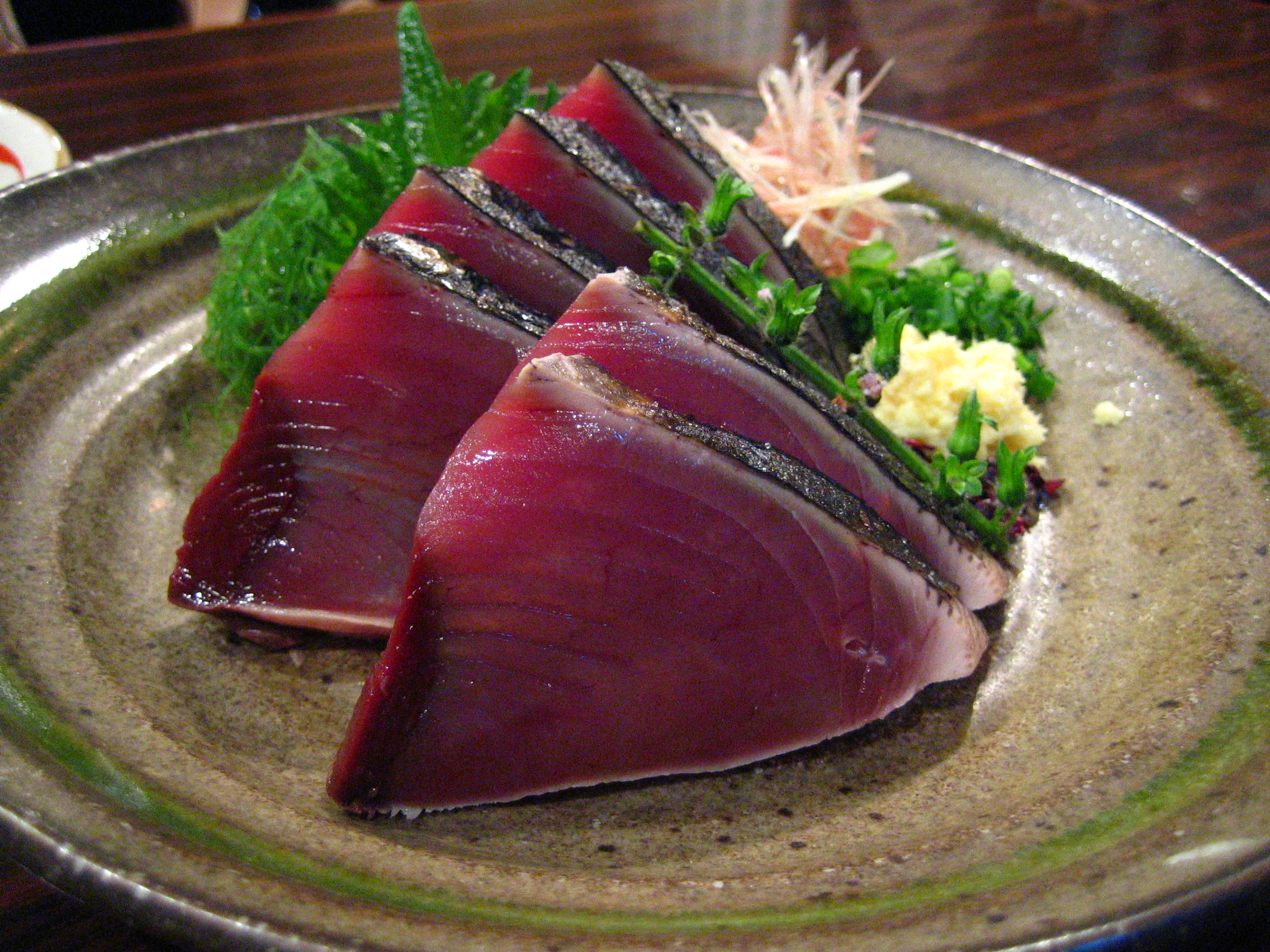
Bonito (cá ngừ vằn) tataki. Thường có trong thực đơn là "Katsuo no Tataki" (鰹のタタキ)

Sashimi (刺身) hay còn gọi là gỏi cá kiểu Nhật là thực phẩm thô, thái lát mỏng ăn kèm với nước chấm và trang trí đơn giản; thường là cá hoặc động vật có vỏ ăn kèm với nước tương và wasabi. Các biến thể ít phổ biến hơn bao gồm:
- Fugu (河豚): cá nóc độc cắt lát (đôi khi gây chết người), một đặc sản độc đáo của Nhật Bản. Đầu bếp chịu trách nhiệm chuẩn bị nó phải được cấp phép.
- Ikizukuri (活き造り?): sashimi sống
- Tataki (たたき?) cá ngừ vằn sống / rất sống  hoặc thịt bò bít tết làm cháy ở bên ngoài và thái lát, hoặc một con cá băm nhuyễn thô (cá sòng Nhật Bản hoặc cá mòi), nêm gia vị với những nguyên liệu như hành lá xắt nhỏ, gừng hoặc dán tỏi.
- Basashi (馬刺し?): sashimi thịt ngựa, đôi khi được gọi là sakura (桜), là một đặc sản khu vực trong một số khu vực nhất định như Shinshu (quận Nagano, Gifu và Toyama) và Kumamoto. Basashi có trong thực đơn của nhiều izakayas, ngay cả trên thực đơn của các chuỗi lớn quốc gia.
- Torisashi (鶏刺し?):sashimi ức gà, đặc sản vùng Kagami, tỉnh Miyazaki
- Rebasashi (レバ刺し?)  thường là gan bê được phục vụ hoàn toàn thô (phiên bản hiếm được gọi là "aburi": あぶり). Nó thường được nhúng trong dầu mè muối chứ không phải xì dầu.

### Súp/canh (suimono(吸い物) vàshirumono(汁物))
Các món súp/ canh (suimono (吸い物) và shirumono (汁物)) bao gồm:
- Canh miso (味噌汁): súp được làm bằng miso lơ lửng trong dashi, thường chứa hai hoặc ba loại nguyên liệu rắn, như rong biển, rau hoặc đậu phụ.
- Tonjiru (豚汁): tương tự như canh Miso, ngoại trừ thịt lợn được thêm vào các thành phần
- Dangojiru (団子汁): súp được làm bằng bánh bao cùng với rong biển, đậu phụ, củ sen, hoặc bất kỳ số lượng rau và rễ khác
- Sumashijiru (澄まし汁) hoặc "osumashi" (お澄まし): một món súp rõ ràng được làm bằng dashi và hải sản hoặc thịt gà.
- Zōni (雑煮): súp có chứa bánh gạo mochi cùng với các loại rau khác nhau và thường là thịt gà. Nó thường được ăn vào ngày đầu năm.

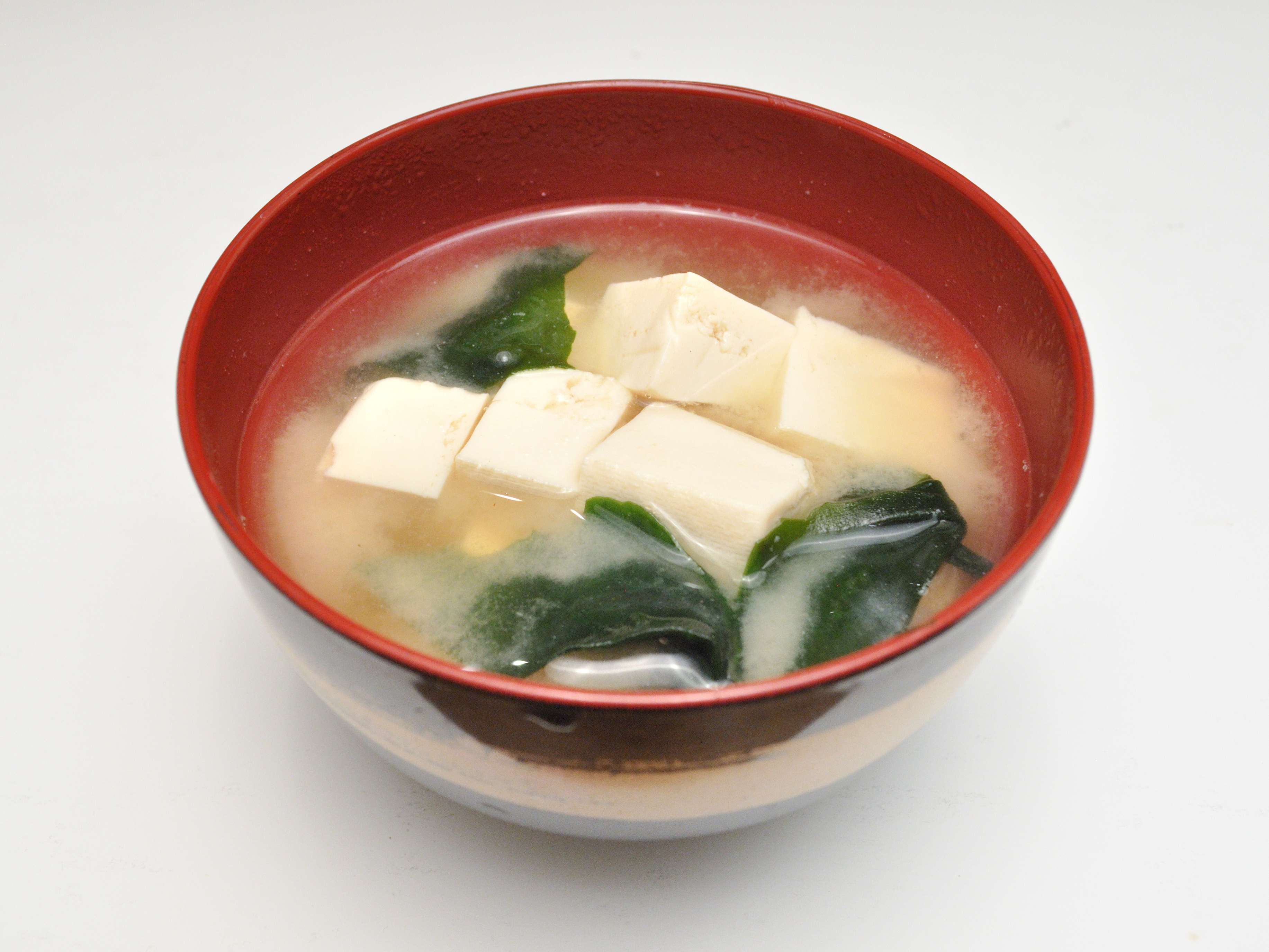
Canh miso (味噌汁)
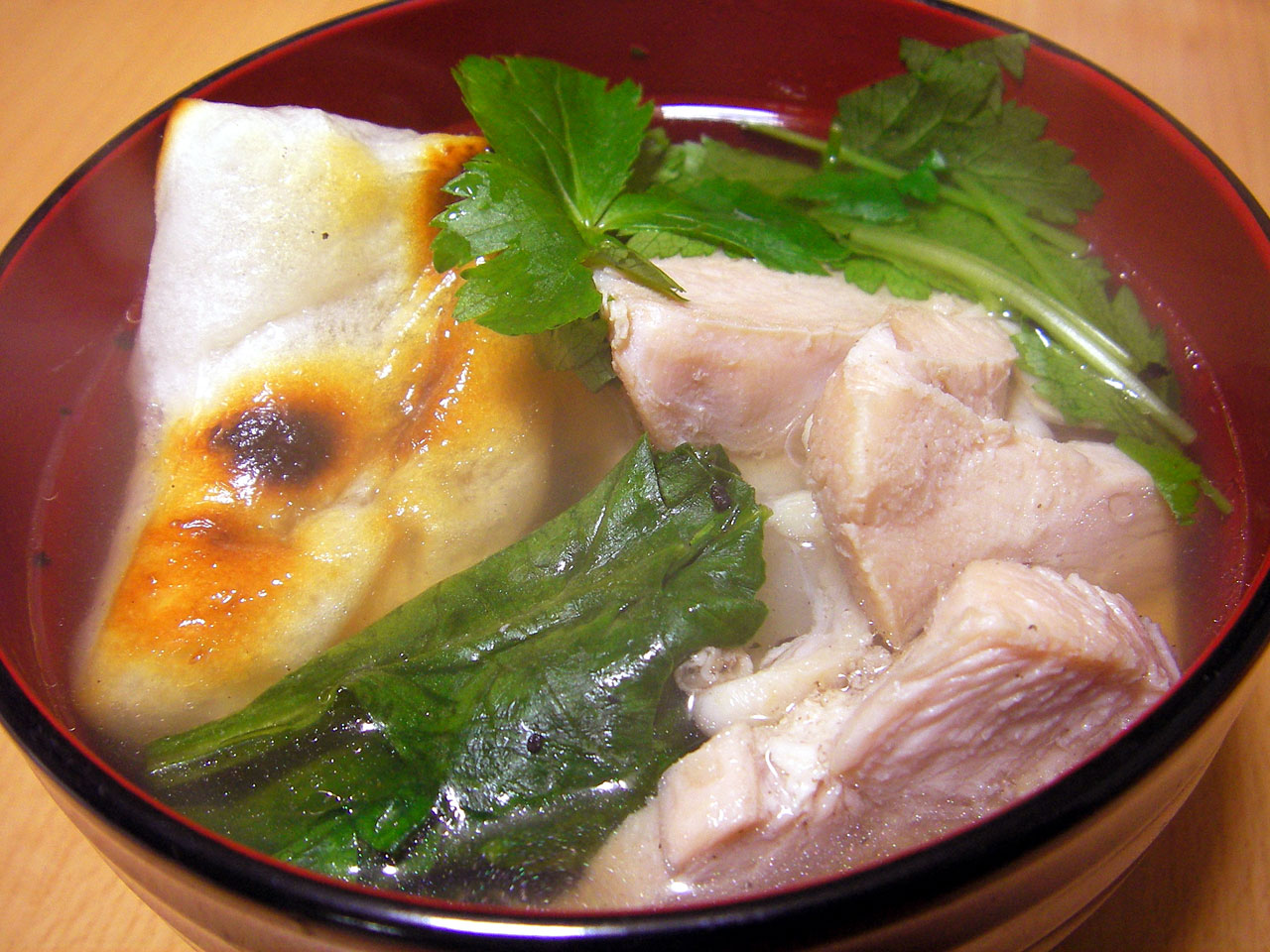
Zouni (雑煮)

### Thực phẩm ngâm hoặc muối (tsukemono,漬け物)

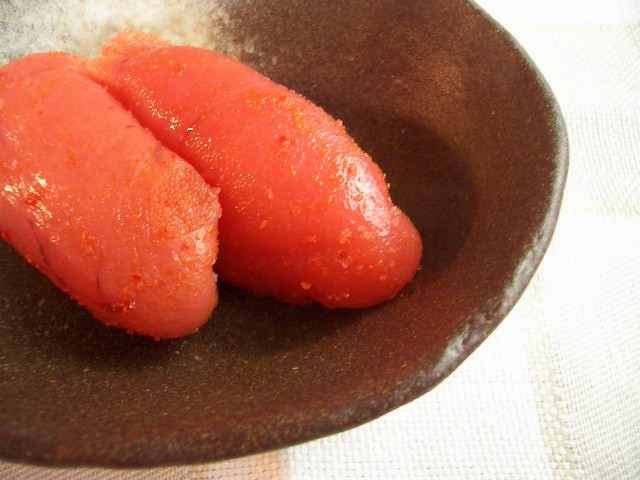
Karashimentaiko 辛子明太子

Những thực phẩm này thường được phục vụ trong các phần nhỏ, như một món ăn phụ được ăn với cơm trắng, để đi kèm với rượu sake hoặc làm lớp ở trên của cháo gạo.
- Ikura (いくら):  trứng cá hồi ướp muối và ngâm xì dầu đậu nành.
- Tarako (たらこ?): trứng cá tuyết muối hoặc trứng cá minh thái
  - Mentaiko (明太子?)  muối ướp muối và ớt đỏ ngâm trứng cá minh thái
- Shiokara (塩辛): nội tạng lên men mặn
- Tsukemono (漬物): rau ngâm, hàng trăm loại và phục vụ với hầu hết các bữa ăn làm có cơm 
  - Umeboshi (梅干): quả Mơ nhỏ ngâm. Thường có màu đỏ và rất chua, thường được ăn kèm với bento (弁当) hộp ăn trưa hoặc nhân cho onigiri.
- Tsukudani (佃煮): Cá rất nhỏ, động vật có vỏ hoặc rong biển hầm trong đậu nành ngọt để bảo quản
- Sunomono (酢の物?): các loại rau như dưa chuột hoặc wakame, hoặc đôi khi là cua, ướp trong giấm gạo

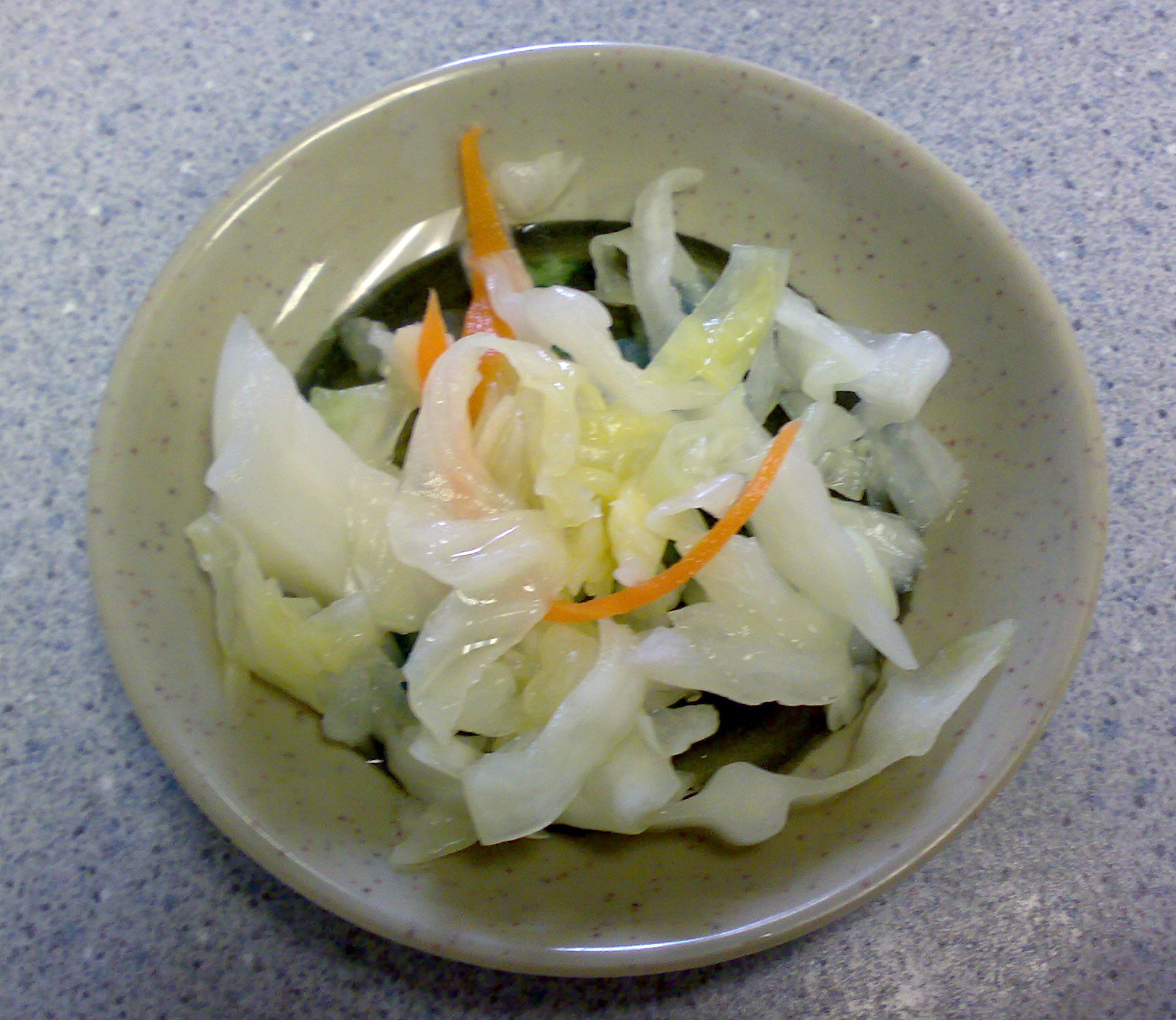
Tsukemono
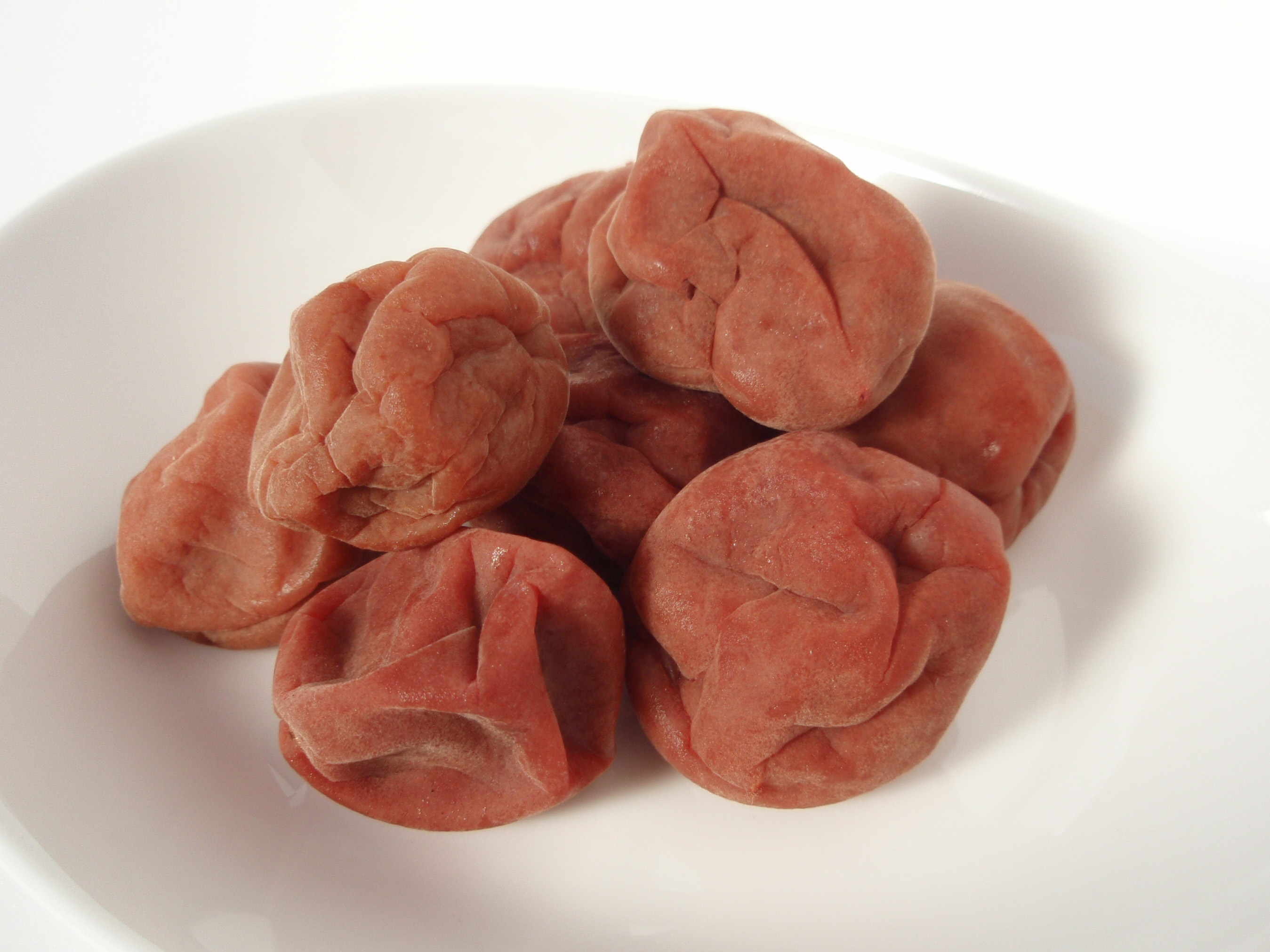
Umeboshi (梅干)

### Món ăn phụ (惣菜)

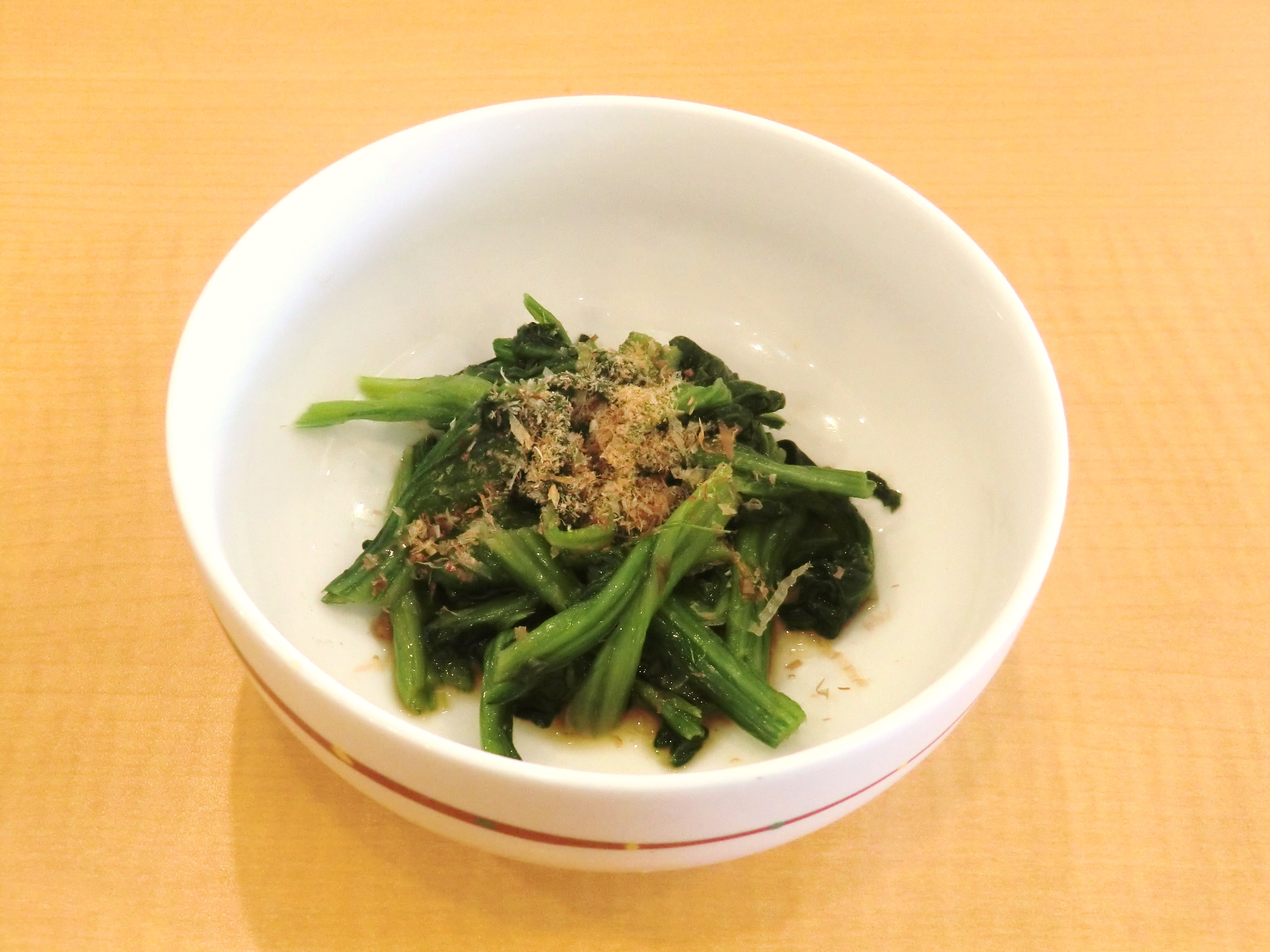
Ohitashi (お浸し)

- Bento hoặc Obento (弁当, 御弁当) là một bữa ăn kết hợp được phục vụ trong một hộp gỗ, thường là một hộp ăn trưa lạnh.
- Chawan mushi (茶碗蒸し) là thịt (hải sản và/hoặc thịt gà) và rau hấp trong trứng sữa.
- Edamame (枝豆) đậu nành được luộc và muối, ăn như một món ăn nhẹ, thường đi kèm với bia.
- Himono (干物): Cá khô, thường aji (cá sòng Nhat鯵). Theo truyền thống được phục vụ cho bữa sáng với cơm, súp miso và dưa chua.
- Hiyayakko (冷奴): đậu phụ ướp lạnh với trang trí
- Nattou (納豆): đậu nành lên men, xâu chuỗi như phô mai tan chảy, khét tiếng vì mùi mạnh và kết cấu trơn. Thường ăn vào bữa sáng. Điển hình phổ biến ở Kantō và Tōhoku nhưng dần dần trở nên phổ biến ở các khu vực khác, trong đó nattō không phổ biến bằng
- Ohitashi (お浸し): rau xanh luộc như rau chân vịt, ướp lạnh và tạo vị với nước tương, thường được trang trí
- Osechi (御節): thực phẩm truyền thống ăn vào dịp Tết
- Sốt trộn salad Nhật Bản 
  - Sốt Wafu (和風ドレッシング): nghĩa đen là "nước sốt kiểu Nhật " là một loại nước sốt salad kiểu dầu giấm làm từ xì dầu, phổ biến ở Nhật Bản.
  - Sanbaizu (三杯酢): Cái gọi là giấm được pha trộn với thành phần ở đây thường là sanbaizu [ja] (三杯酢 "ba cốc đầy/thìa đầy giấm"?) [6] mà là một sự pha trộn của giấm, mirin và nước tương.
- Shimotsukare (しもつかれ): làm từ rau, đậu nành, abura-age (あぶらあげ  hoặc miếng đậu phụ mỏng chiên giòn) và sake kasu (酒粕, bột gạo từ rượu sake lên men).

### Chinmi (珍味)
Chinmi (珍味) là những món ăn địa phương, và bao gồm:
- Ankimo (あん肝)
- Karasumi (カラスミ)
- Konowata (このわた)
- Mozuku (モズク)
- Uni (ウニ): cụ thể, cầu gai muối

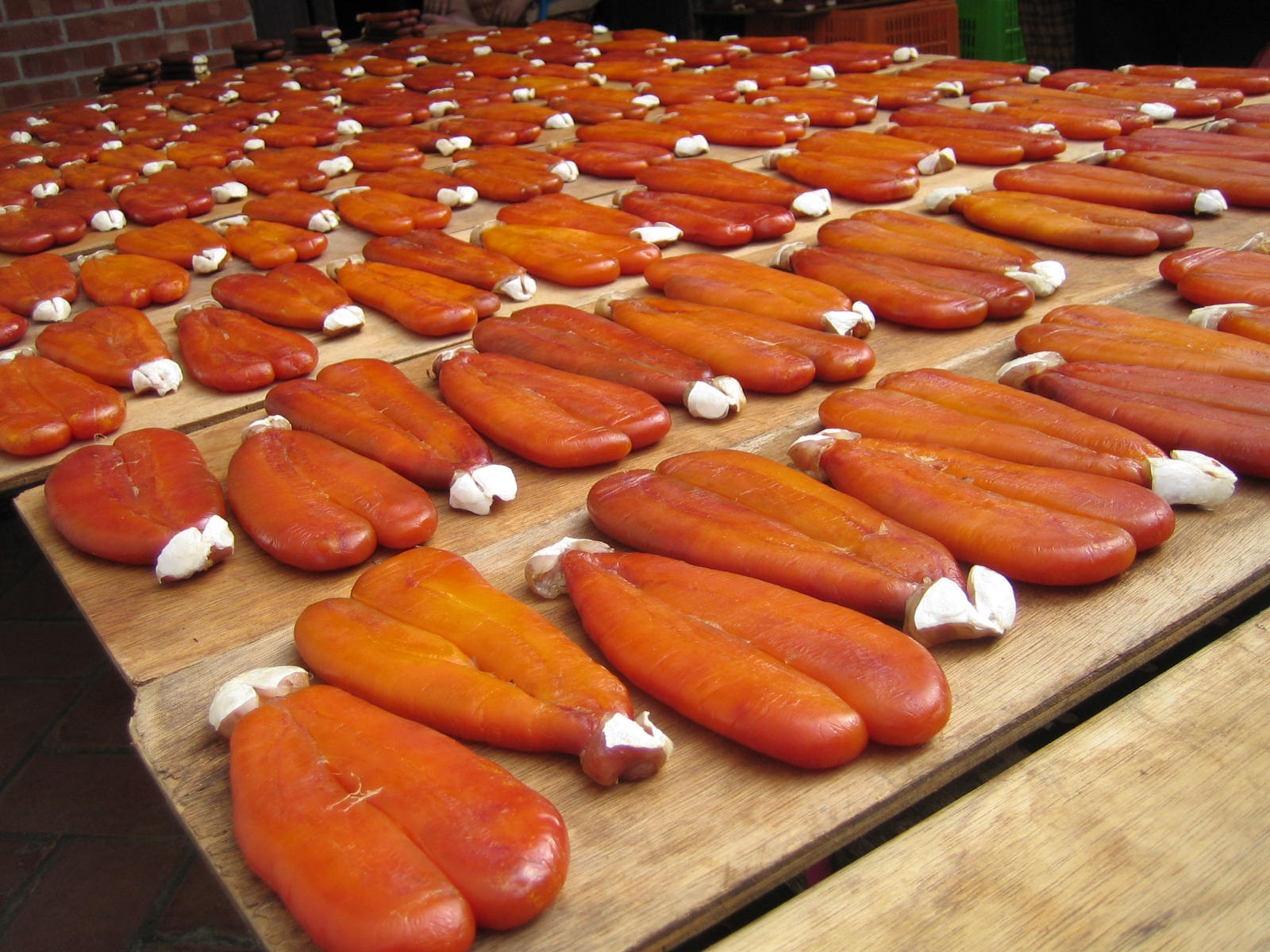
Chinmi: Salt-ngâm mullet trứng (karasumi)

Mặc dù hầu hết người Nhật Bản không ăn côn trùng, nhưng ở một số vùng, châu chấu (inago, イナゴ) và ấu trùng ong (hachinoko, 蜂の子) không phải là món ăn không phổ biến. Ấu trùng của các loài cánh lông và chuồn chuồn (zaza-mushi, ざざむし), được thu hoạch từ sông Tenryū khi nó chảy qua Ina, Nagano, cũng được luộc và đóng hộp, hoặc luộc và sau đó xào trong nước tương và đường.     kỳ nhông móng vuốt Nhật Bản (Hakone Sanshōuo, ハコネサンショウウオ, Onychodactylus japonicus) cũng được ăn ở Hinoemata, Fukushima vào đầu mùa hè.

## Đồ ngọt và đồ ăn nhẹ (okashi(おかし),hàu(おやつ))
Xem thêm: Danh sách các món tráng miệng và đồ ngọt của Nhật Bản và Thể loại: Món tráng miệng và đồ ngọt của Nhật Bản
- Okashi (おかし), Oyatsu (おやつ): Kẹo và đồ ăn nhẹ

### Kẹo kiểu Nhật(wagashi,和菓子)
Wagashi bao gồm

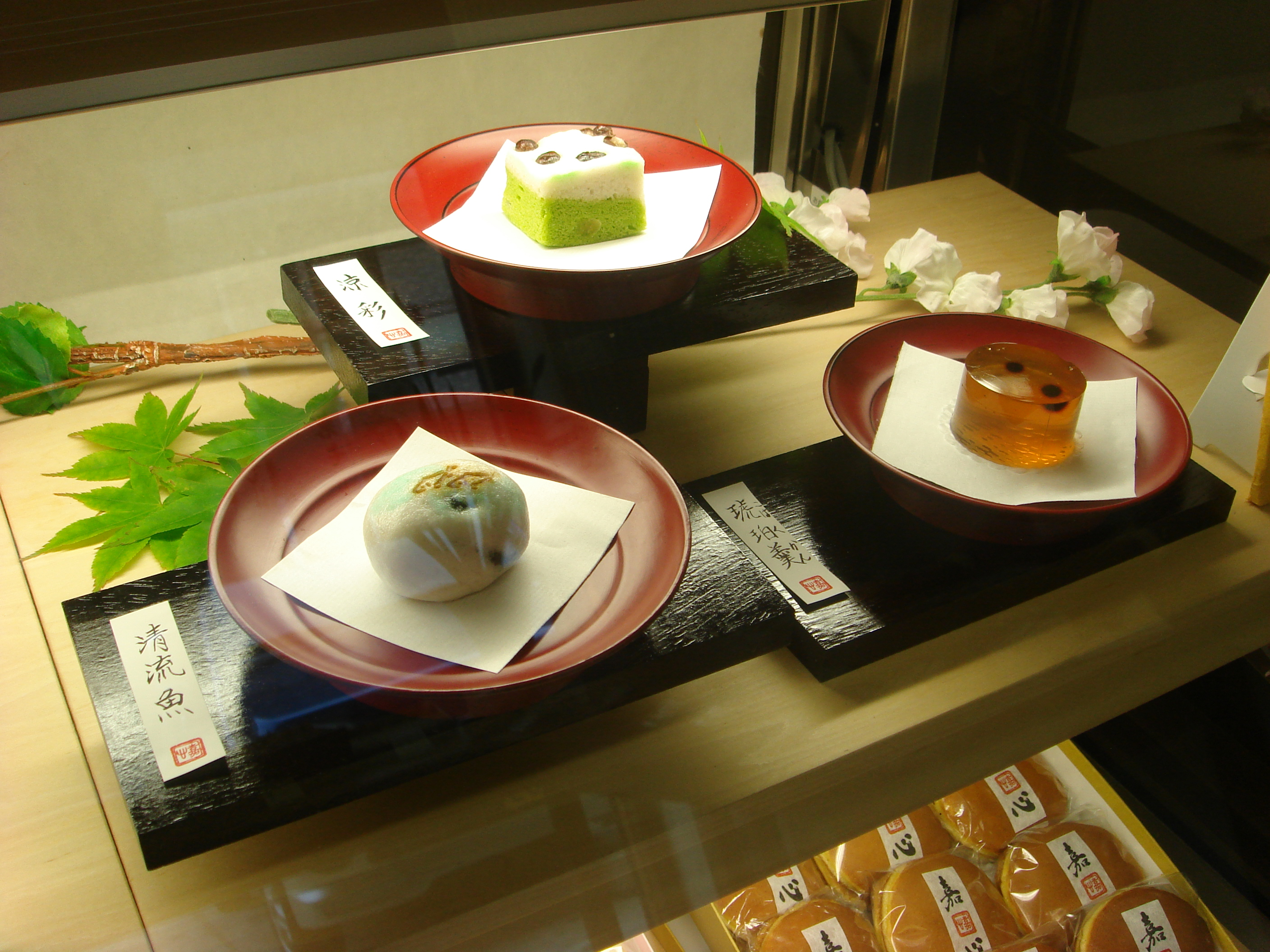
Wagashi trong một cửa hàng ở Sapporo, Nhật Bản

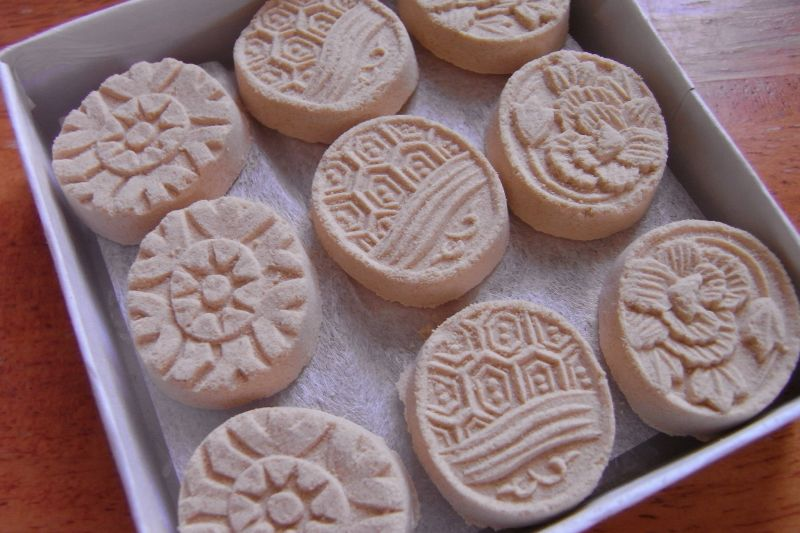
Higashi

- Amanattō: bánh kẹo truyền thống làm từ adzuki hoặc các loại đậu khác, được phủ đường tinh luyện sau khi đun với xi-rô đường và sấy khô.
- Dango: một loại bánh trôi Nhật Bản ngọt được làm từ mochiko (bột gạo), liên quan đến bánh giầy mochi.
- Hanabiramochi: một loại bánh ngọt wagashi của Nhật Bản, thường được ăn vào đầu năm.
- Higashi: một loại wagashi, khô và chứa rất ít độ ẩm, do đó giữ được tương đối lâu hơn các loại wagashi khác.
- Hoshigaki: quả hồng sấy khô.
- Imagawayaki: Bánh nướng ngọt cùng họ với taiyaki. Hình thù của chúng đơn giản hơn so với hình dáng cầu kì của taiyaki. Chúng được làm từ các khuôn tròn, vì vậy chúng sẽ mềm và có hình cầu, thường vỏ bánh sẽ dày và mềm hơn taiyaki. Imagawayaki có thể giòn rụm xung quanh đường viền cạnh, nhưng những phần còn lại thì nhẵn và xốp.
- Kakigōri: đá bào với xi-rô topping.
- Kompeito: kẹo đường pha lê.
- Manjū: Bánh bao nhân đậu đỏ.
- Matsunoyuki: một wagashi giống như một cây thông phủ đầy tuyết.
- Mochi: bánh giầy nhân ngọt. Biến thể của nó là kem mochi & daifuku.
- Oshiruko: chè đậu đỏ nóng ăn kèm bánh mochi.
- Uirō: một chiếc bánh hấp làm từ bột gạo.
- Taiyaki: bánh cá nhân đậu đỏ. Biến thể của nó là bungeoppang và còn có cả taiyaki kem lạnh.
- Namagashi: một loại wagashi, là một thuật ngữ chung cho các món ăn nhẹ được sử dụng trong trà đạo Nhật Bản.

### Kẹo cổ kiểu Nhật Bản (dagashi,駄菓子)
- Karume-yaki: Bánh đường nâu còn được gọi là " caramel nướng".
- Sosu Senbei: Bánh quế mỏng ăn với nước sốt.
- Mizuame: Kẹo đường dính lỏng.

### Đồ ngọt kiểu phương Tây (yōgashi,洋菓子)
Yōgashi là đồ ngọt kiểu phương Tây, nhưng ở Nhật Bản thường rất nhẹ hoặc xốp.
- Kasutera: "Castella" Bánh xốp kiểu Iberia
- Mirukurepu: "mille feuilles": một loại bánh crepe có nghĩa đen là "một ngàn lá" trong tiếng Pháp.

### Bánh mì ngọt (kashi pan,菓子パン)
- Anpan: bánh mì với tương đậu ngọt ở trung tâm
- Melonpan: một cái bánh to, tròn, là sự kết hợp của bột thông thường bên dưới bột bánh quy. Nó thỉnh thoảng có chứa một loại kem có hương vị dưa, mặc dù theo truyền thống, nó được gọi là bánh mì dưa vì hình dạng chung của nó giống với dưa (không phải do bất kỳ hương vị dưa nào).

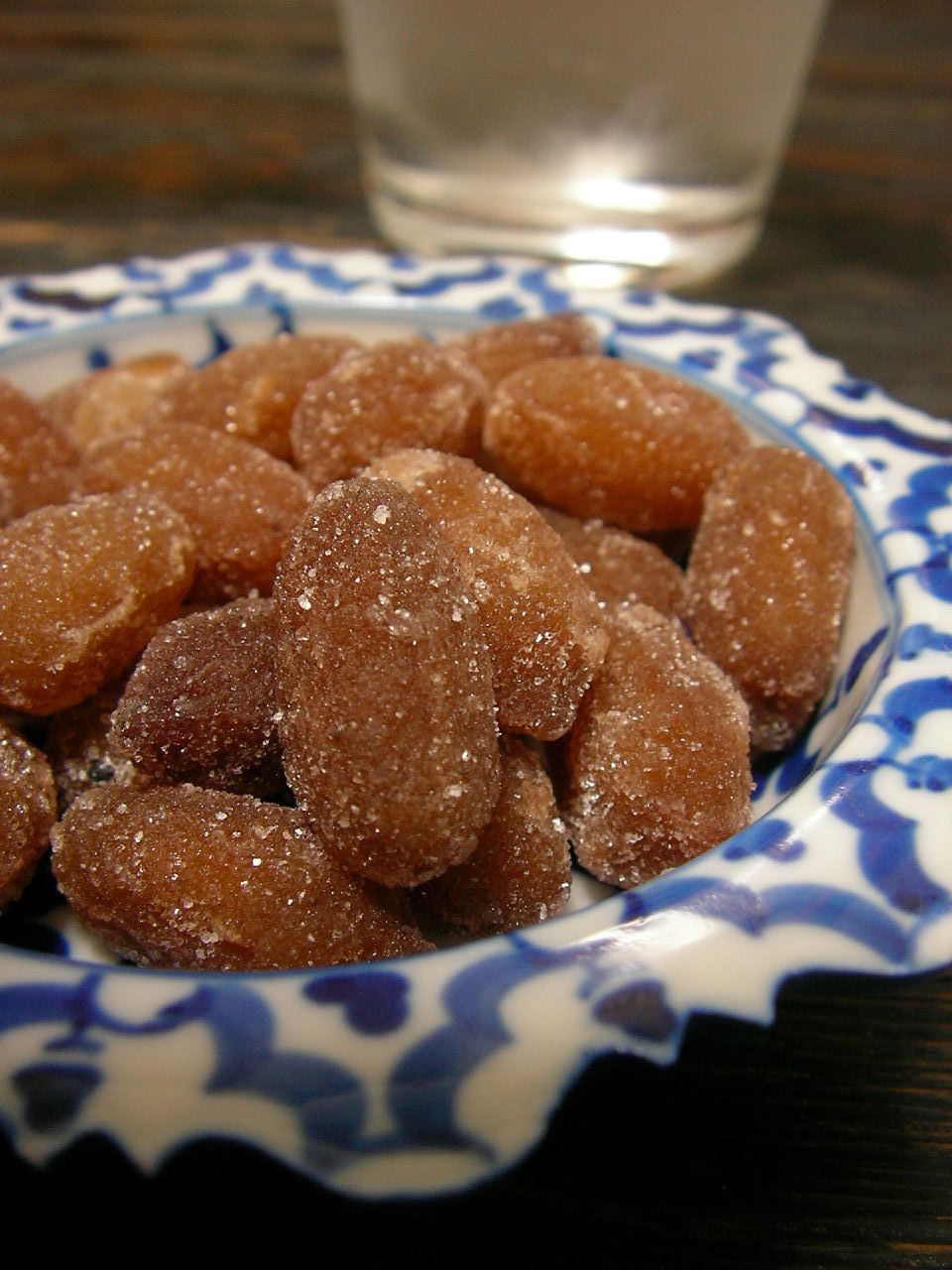
amanattō đậu phộng
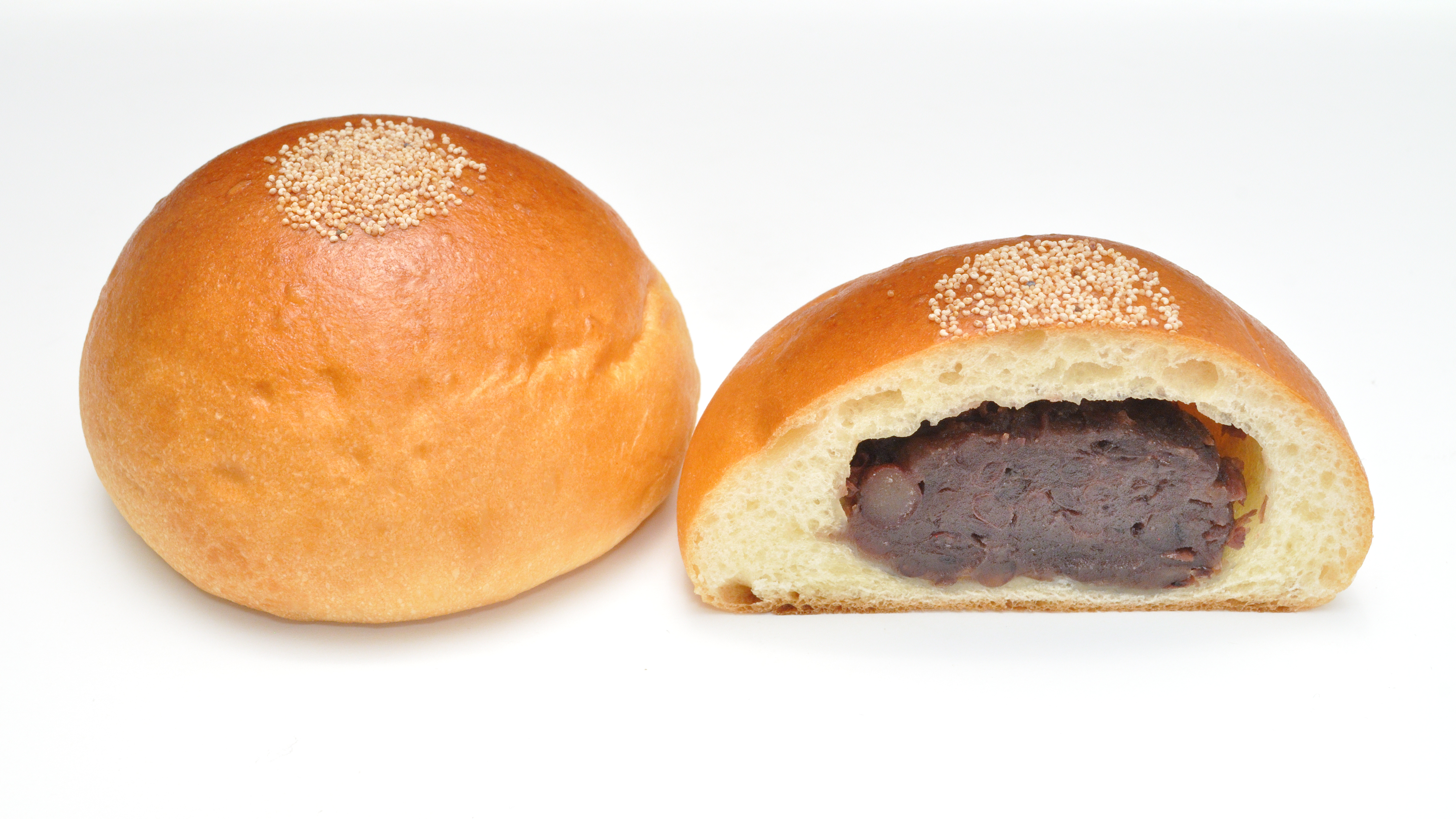
Anpan
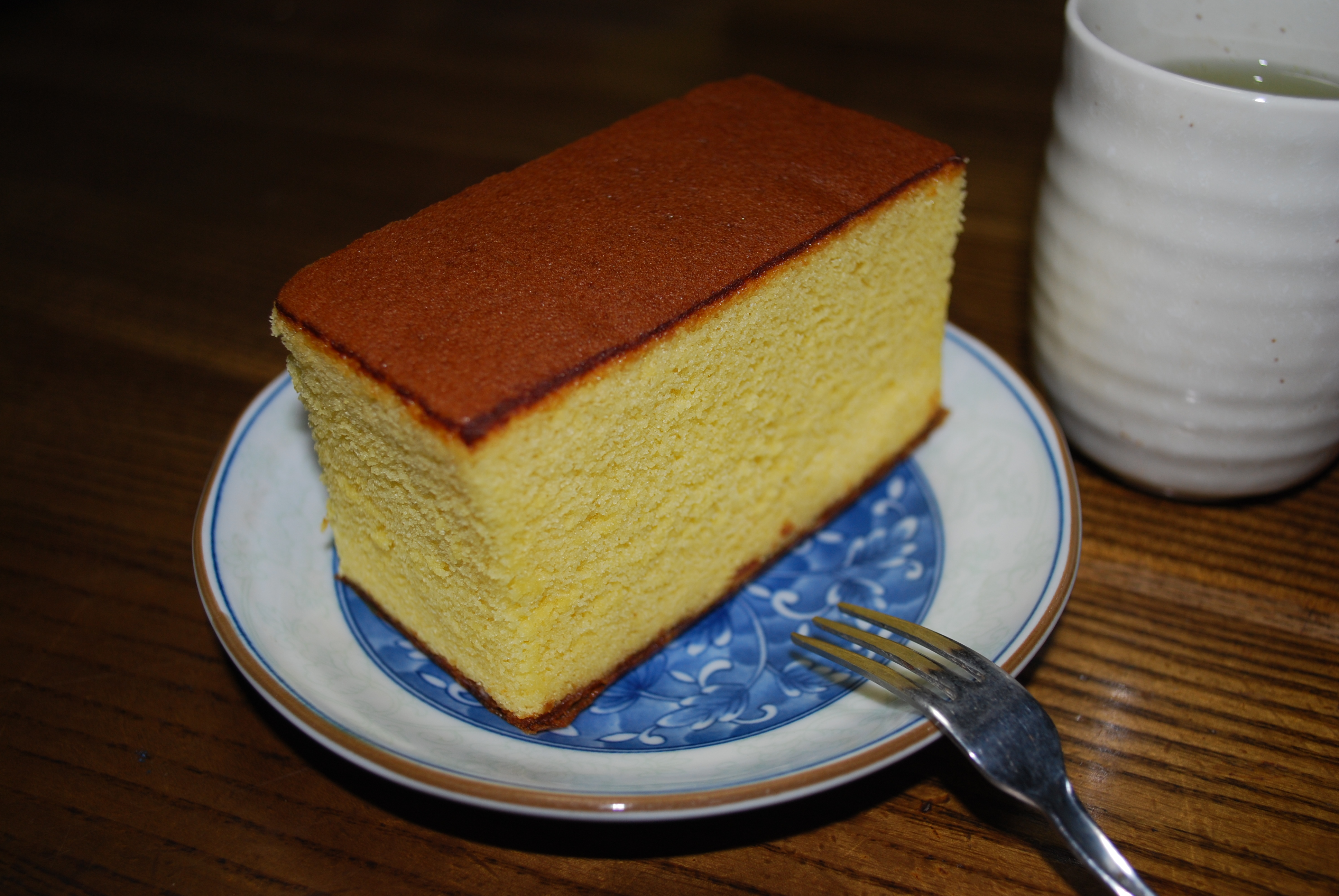
Castella
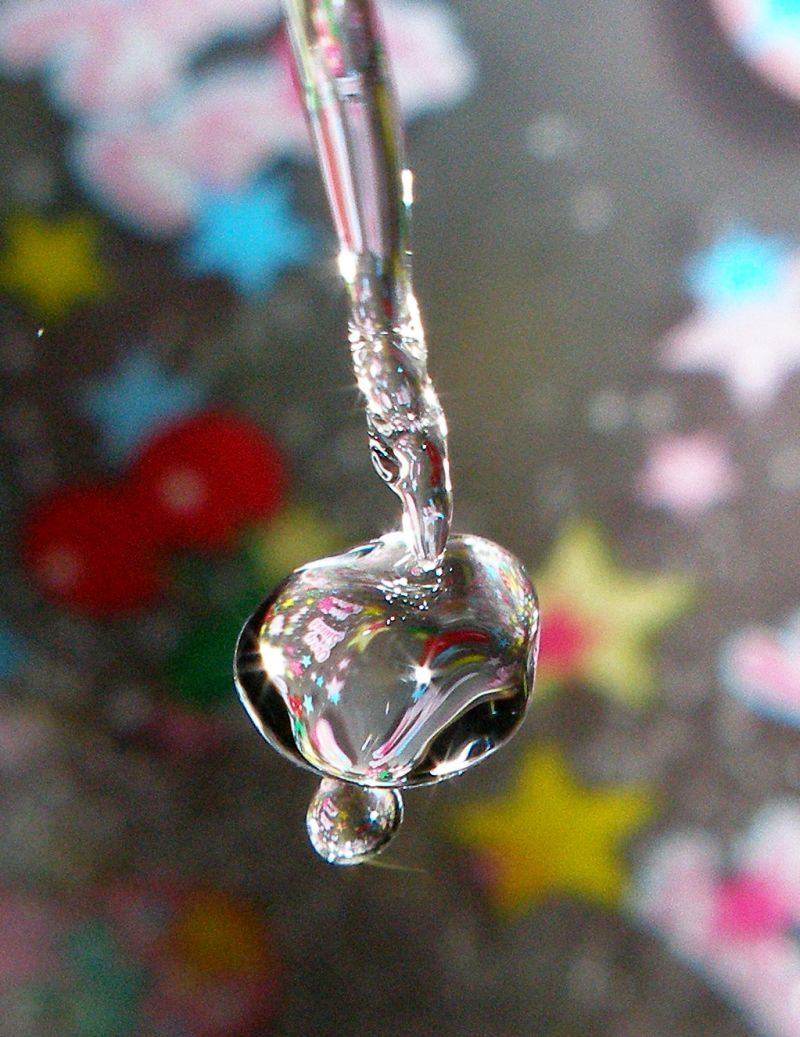
Mizuame

### Đồ ăn nhẹ khác
Đồ ăn nhẹ bao gồm:

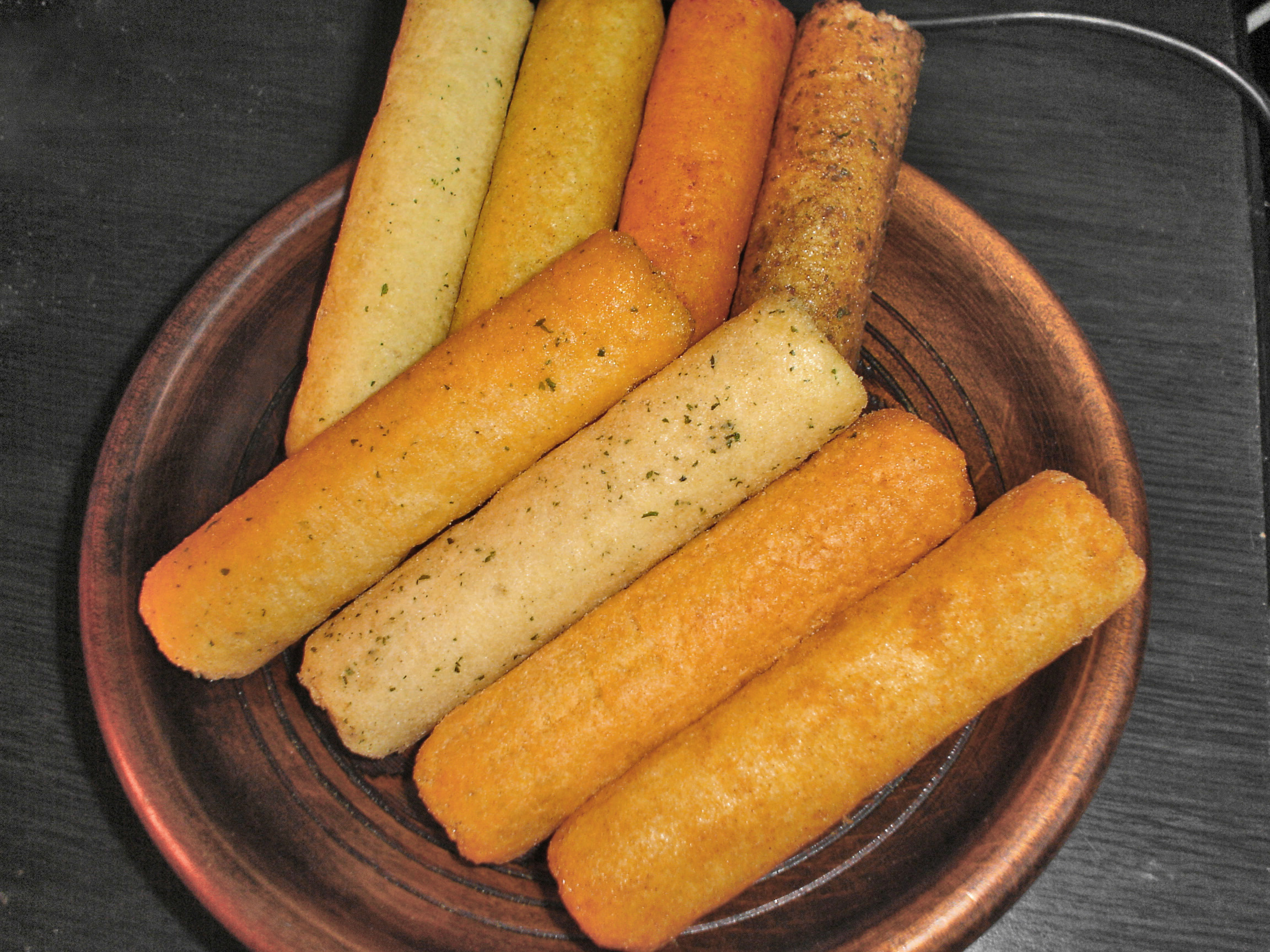
Umaibou

- Azuki Ice -  kem vani với đậu azuki ngọt
- Koara no māchi
- Umai Bō - ngô phồng với nhiều hương vị khác nhau
- Pocky
- Hello Panda
- Hi-chew
- Kem lạnh - hương vị thông thường như vani và sô cô la là phổ biến nhất. Những loại đặc biệt của Nhật Bản bao gồm Matcha Ice (kem trà xanh), những loại ít phổ biến hơn bao gồm Goma (hạt vừng đen) và vị khoai lang.

## Trà và đồ uống khác

### Trà và đồ uống không cồn
- Amazake

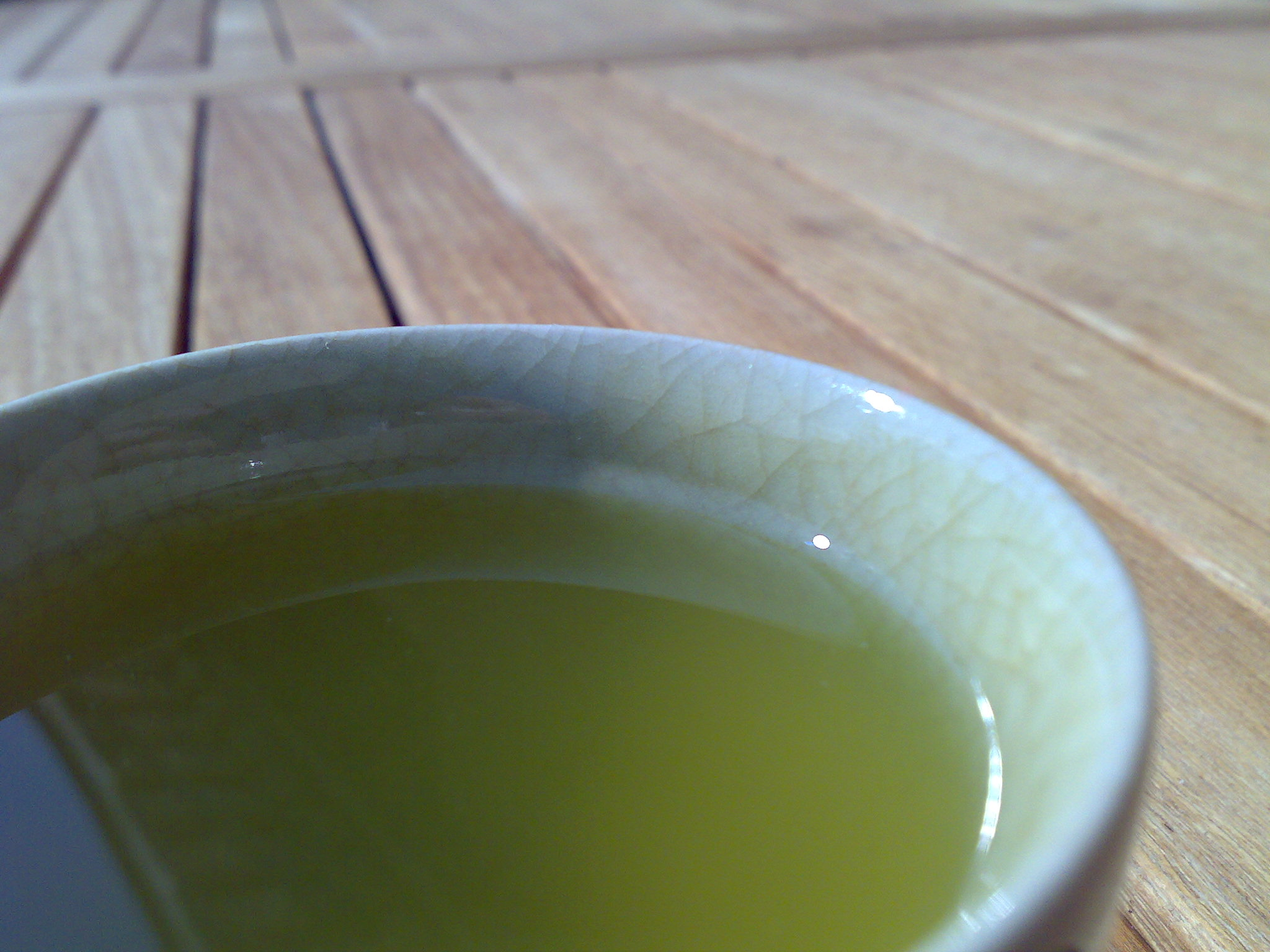
Trà xanh nhật bản

- Genmaicha là trà xanh kết hợp với gạo lức rang.
- Gyokuro: Lá Gyokuro được che nắng từ ánh sáng mặt trời trực tiếp trong khoảng 3 tuần trước khi thu hoạch mùa xuân. Loại bỏ ánh sáng mặt trời trực tiếp theo cách này giúp tăng tỷ lệ flavenol, amino acid, đường và các chất khác cung cấp hương vị và hương vị trà. Sau khi thu hoạch lá được cuộn và sấy khô tự nhiên. Gyokuro hơi ngọt hơn sencha và nổi tiếng với hương vị giòn, sạch. Các khu vực trồng trọt chính bao gồm quận Uji, Kyōto và Shizuoka.
- Hōjicha: trà xanh rang trên than củi
- Kombucha (trà): cụ thể là trà rót với Kombu mang lại hương vị phong phú trong mononatri glutamat.
- Kukicha là một sự pha trộn của trà xanh làm từ thân cây, thân cây và cành cây.
- Kuzuyu là một loại trà thảo mộc đặc được làm bằng bột sắn dây.
- Matcha là trà xanh bột. (Kem trà xanh có hương vị matcha, không phải ocha.)
- Mugicha là trà lúa mạch, phục vụ ướp lạnh trong mùa hè.
- Sakurayu là một loại trà thảo dược được làm bằng hoa anh đào ngâm.
- Sencha là lá trà xanh được xử lý bằng hơi nước sau đó được sấy khô.
- Umecha là một thức uống trà với umeboshi, cung cấp một vị chua tươi mát.
- Kuwacha là một loại trà không chứa caffein được làm bằng lá dâu trắng.

#### Nước ngọt

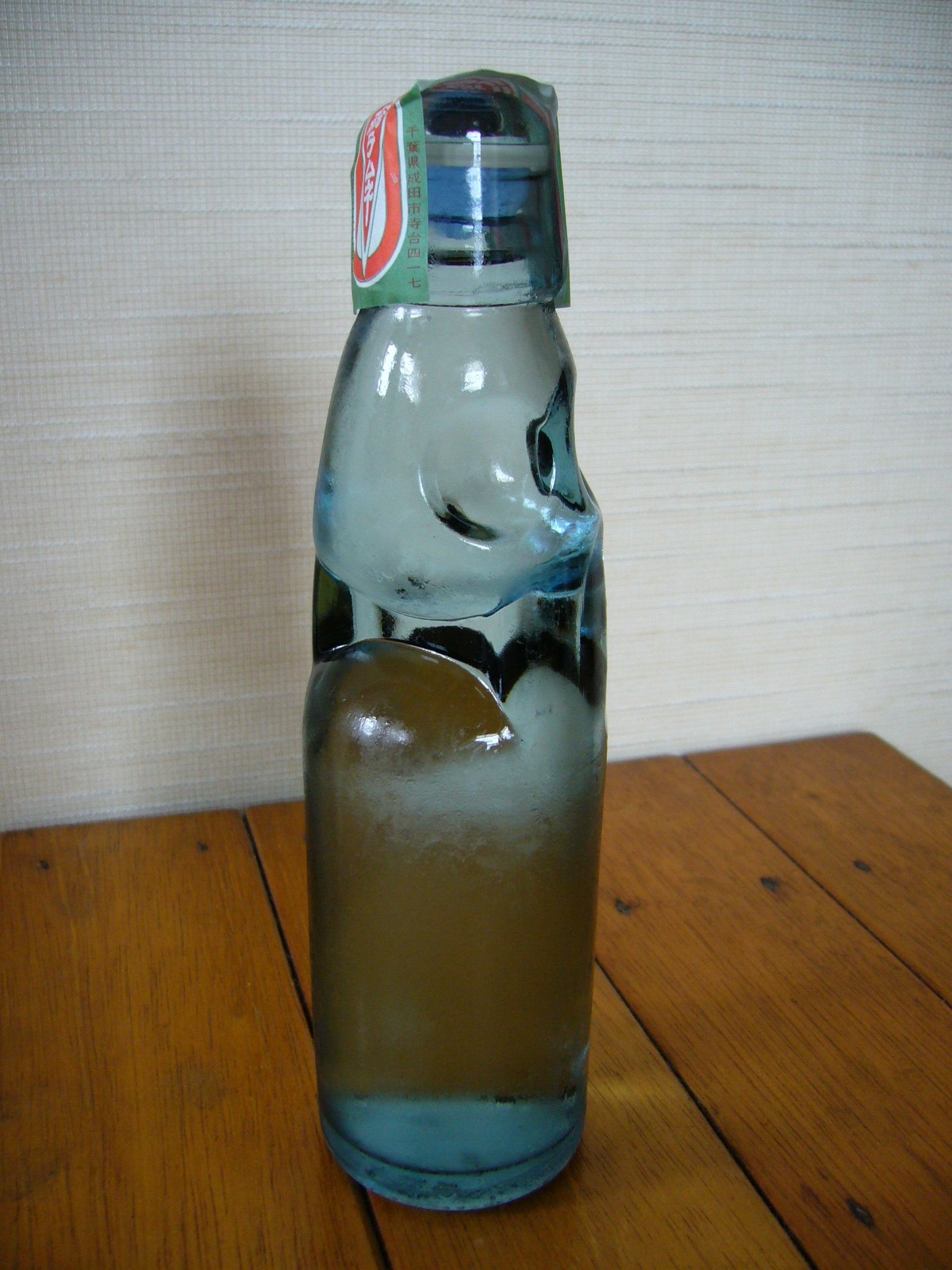
Ramune hương vị nước chanh

- Calpis
- C.C. chanh
- Mitsuya Cider
- Oronamin C Drink
- Pocari Sweat
- Qoo
- Ramune
- Yakult

## Đồ uống có cồn
Sake (酒) là một loại rượu gạo thường chứa 12%-20% cồn và được tạo ra bởi quá trình lên men kép của gạo. Nấm Kōjji lần đầu tiên được sử dụng để lên men tinh bột gạo thành đường. Men ủ thường xuyên được sử dụng trong quá trình lên men thứ hai để làm rượu. Trong các bữa ăn truyền thống, nó được coi là tương đương với gạo và không được dùng đồng thời với các món ăn làm từ gạo khác. Món ăn phụ cho sake gọi là sakana (肴, 酒菜), hoặc otsumami おつまみ  hoặc đã ăn あて.
Shōchū là một loại rượu chưng cất, phổ biến nhất được làm từ lúa mạch, khoai lang hoặc gạo. Thông thường, nó chứa 25% cồn theo thể tích.
- Awamori (泡盛)
- Sake (酒, 日本酒)
- Shōchū (焼酎)
- Umeshu (梅酒)
- Bia Nhật Bản (ビール) - các thương hiệu hàng đầu là Sapporo, Asahi và Kirin
- Rượu whisky Nhật Bản - Suntory và Chưng cất Nikka Whisky là những nhà máy chưng cất hàng đầu

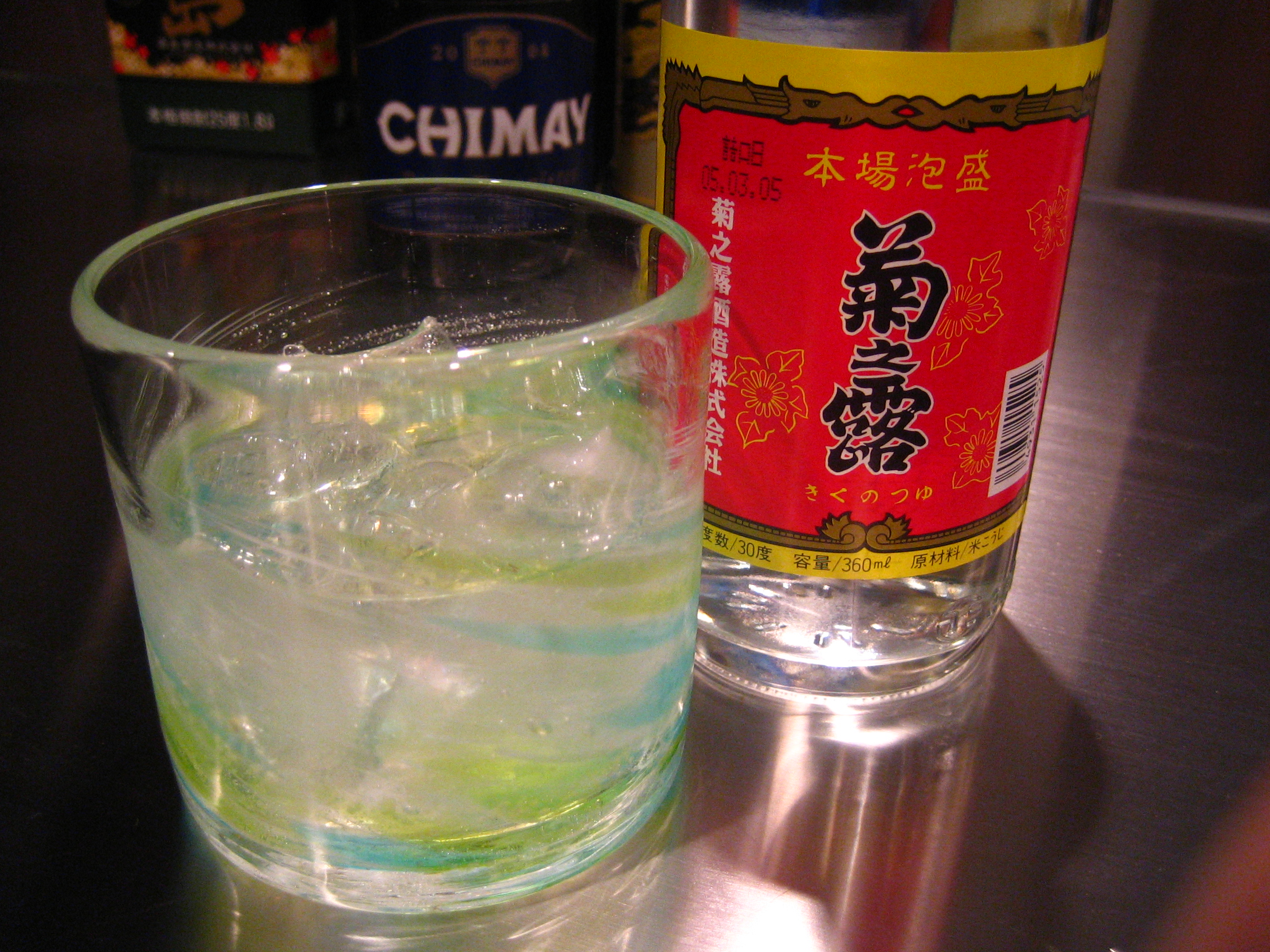
Awamori là một loại đồ uống có cồn bản địa và duy nhất ở Okinawa, Nhật Bản
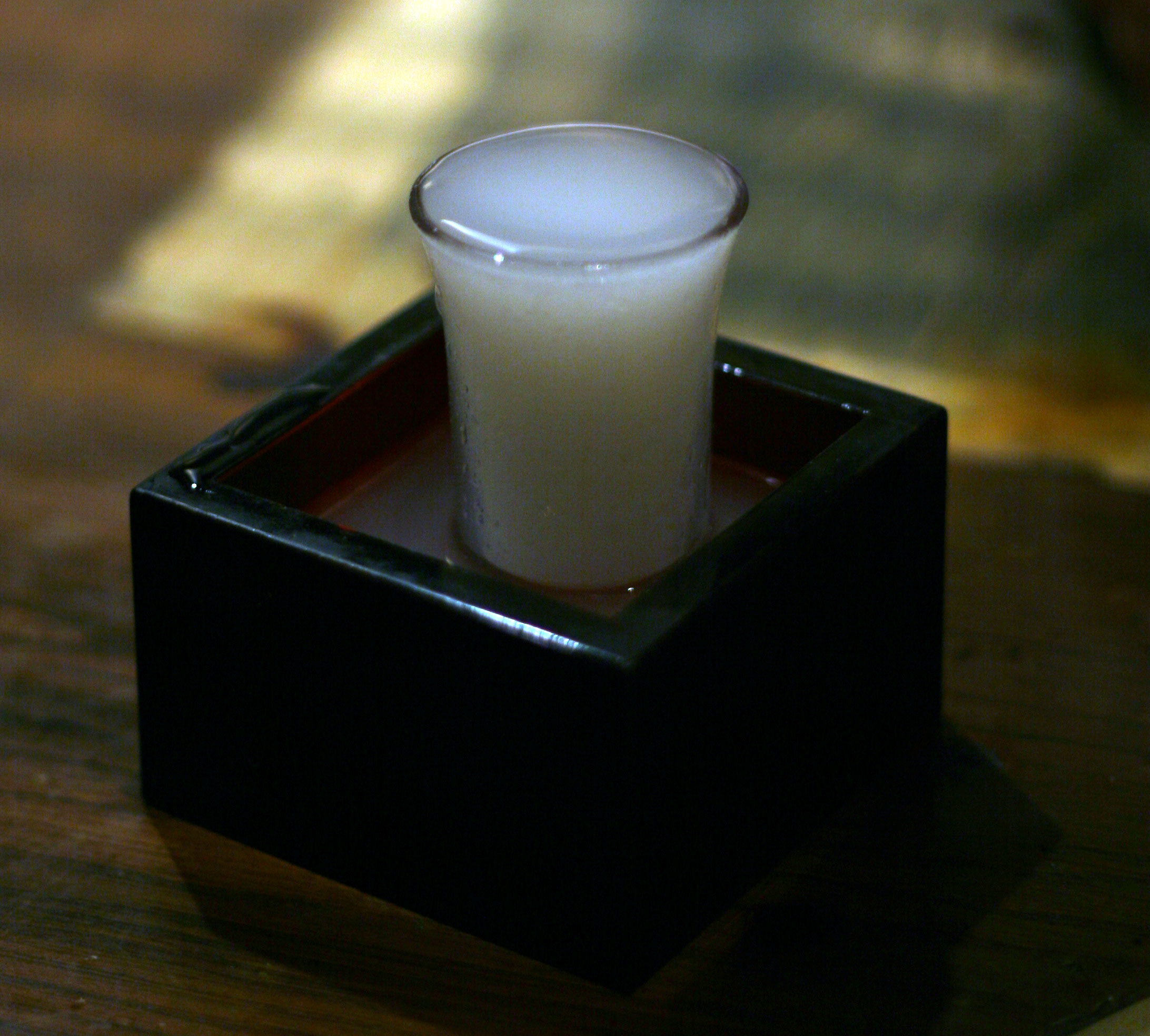
Nigori là một loại rượu sake chưa được lọc, được trình bày ở đây trong một ly tràn trong một chiếc hộp bằng gỗ truyền thống, tượng trưng cho sự phong phú
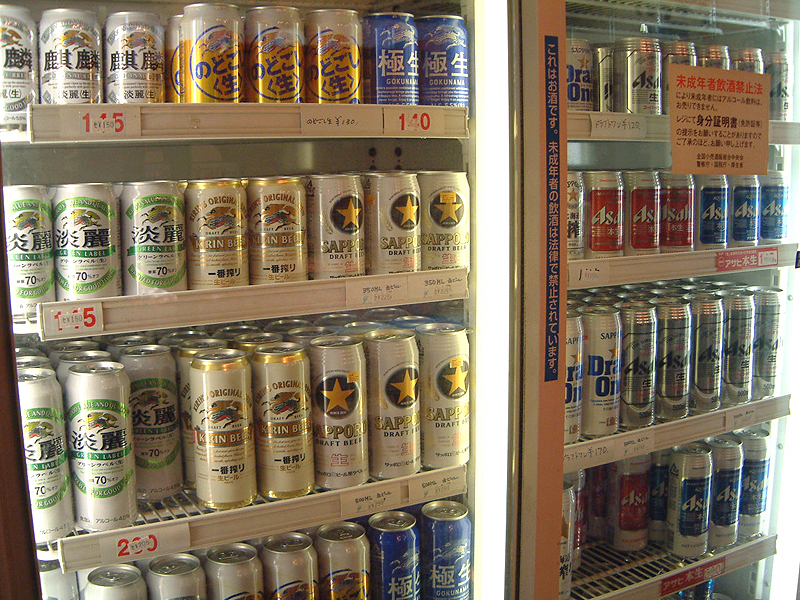
Bia Nhật
Thùng rượu sake, một loại đồ uống có cồn truyền thống của Nhật Bản, được trưng bày như một món quà tại Đền Itsukushima Thùng rượu sake, một loại đồ uống có cồn truyền thống của Nhật Bản, được trưng bày như một món quà tại Đền Itsukushima

## Thực phẩm nhập khẩu và thích nghi
Nhật Bản đã kết hợp thực phẩm nhập khẩu từ khắp nơi trên thế giới (chủ yếu từ Châu Á, Châu Âu và ở mức độ thấp hơn là Châu Mỹ), và trong lịch sử đã điều chỉnh nhiều người để biến chúng thành của riêng họ.

### Thực phẩm nhập khẩu từ Bồ Đào Nha vào thế kỷ 16
- Tempura - được chấp nhận triệt để đến nỗi hầu hết mọi người đều không biết đến nguồn gốc nước ngoài, bao gồm nhiều người Nhật Bản. Như vậy, nó được coi là washoku (和食, thực phẩm bản địa).
- Castella - bánh xốp, có nguồn gốc từ Nagasaki.
- Pan - bánh mì, được giới thiệu từ Bồ Đào Nha. (bánh mì là pão trong tiếng Bồ Đào Nha.) Bánh mì Nhật Bản, panko, đã được phổ biến bởi các chương trình nấu ăn.

### Yoshoku
Yoshoku (洋食) là một phong cách của thực phẩm ảnh hưởng phương Tây.
- Hải sản hoặc rau tẩm bột (furai, フライ, có nguồn gốc từ từ "fry" trong tiếng Anh) và thịt tẩm bột (katsuretsu, カツレツ, có nguồn gốc từ từ "cốt lết" và thường liên quan tới katsu), thường được ăn kèm với bắp cải thái nhỏ và/hoặc rau diếp, sốt Worcestershire kiểu Nhật hoặc sốt tonkatsu và chanh. Tempura, một món ăn liên quan, đã được sửa đổi rất nhiều kể từ khi được giới thiệu đến Nhật Bản bằng cách sử dụng bột nhúng và nhúng dashi, và thường được coi là washoku.

- Kaki furai (カキフライ, 牡蠣フライ) - hàu tẩm bột
- Ebi furai (エビフライ, 海老フライ) - tôm tẩm bột

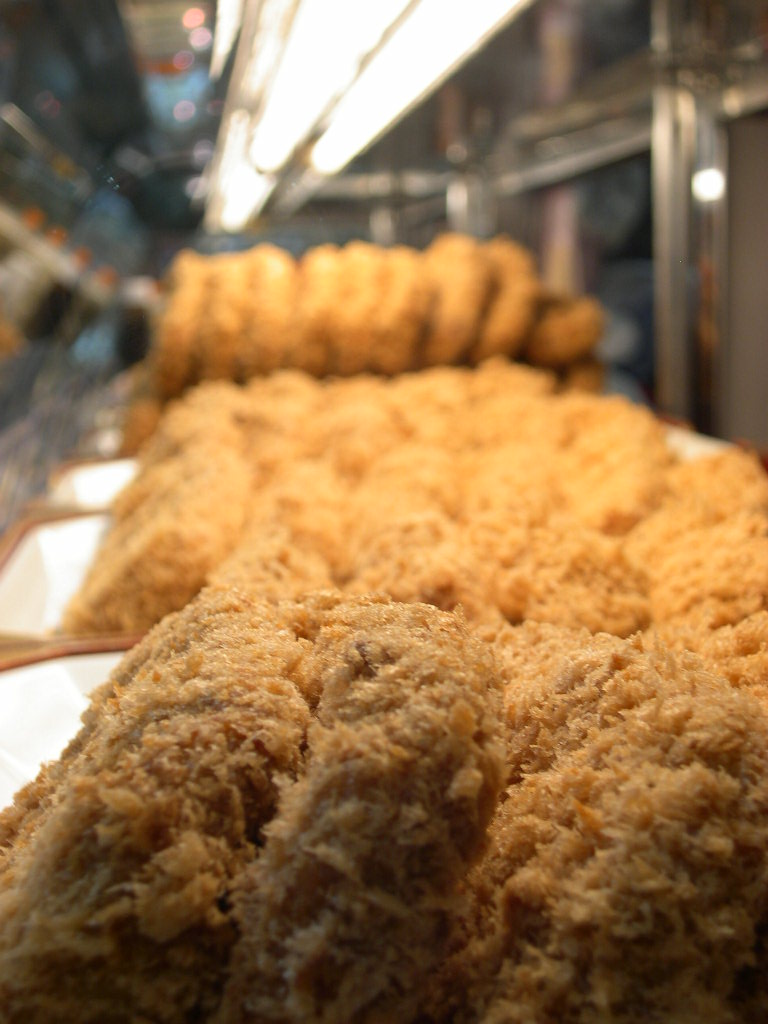
Korokke được bán tại một hội trường ẩm thực Mitsukoshi ở Tokyo, Nhật Bản

- Korokke ("bánh sừng bò" コロッケ) - khoai tây nghiền và thịt viên băm nhỏ tẩm bột. Khi nước sốt trắng được thêm vào, nó được gọi là korokke kem. Các thành phần khác như thịt cua, tôm hoặc nấm cũng được sử dụng thay vì thịt băm được gọi là korokke kani-, ebi- hoặc kinoko-kem.
- Tonkatsu, Menchi katsu, katsu gà, katsu thịt bò, katsu kujira - thịt lợn tẩm bột và chiên giòn, miếng thịt băm mỏng, gà, thịt bò, và cá voi.

- Cơm - Cà ri Nhật Bản - được nhập khẩu vào thế kỷ 19 từ Vương quốc Anh và được điều chỉnh bởi các đầu bếp của Hải quân Nhật Bản. Một trong những mặt hàng thực phẩm phổ biến nhất ở Nhật Bản hiện nay. Ăn bằng thìa. Cà ri thường được ăn với rau ngâm gọi là fukujinzuke hoặc kiệu
  - Pan cà ri - bánh mì chiên giòn với nước sốt cà ri Nhật Bản bên trong. Pirozhki của Nga đã được chỉnh sửa, và bánh mì cà ri đã được phát minh.
  - Udon Cà ri - là một món mì nóng, trong đó súp được làm từ cà ri Nhật Bản. Cũng có thể bao gồm thịt hoặc rau.

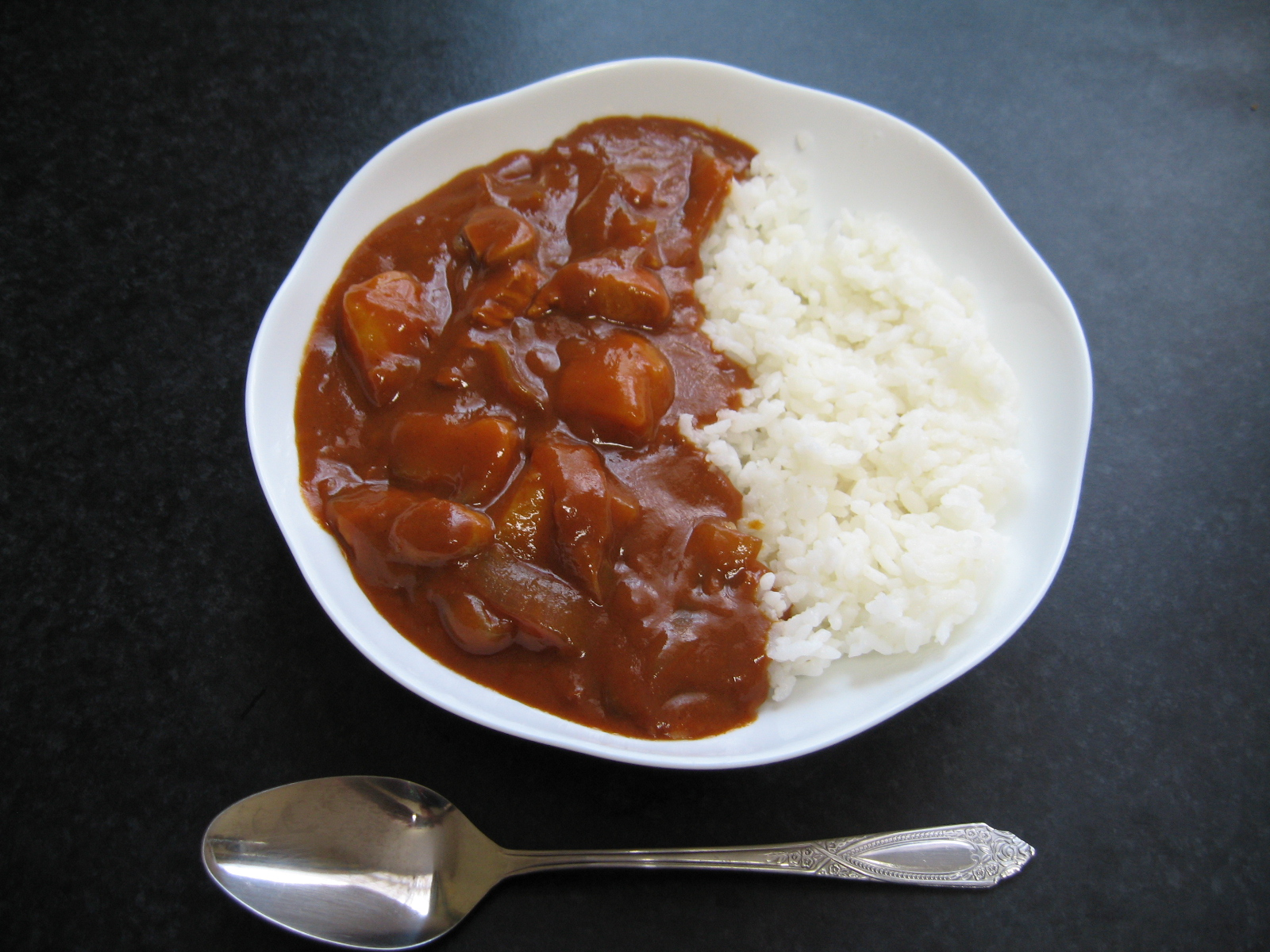
Cơm Hayashi

- Hayashi rice (ハヤシライス?)  - thịt bò và hành tây hầm trong nước sốt rượu vang đỏ và phục vụ trên cơm
- Nikujaga - món thịt và khoai tây hầm có hương vị đậu nành đã được sản xuất tại Nhật Bản đến mức được coi là Washoku, nhưng một lần nữa bắt nguồn từ các đầu bếp của Hải quân Nhật Bản thế kỷ 19 thích nghi món thịt bò của Hải quân Hoàng gia.
- Omu raisu - cơm có hương vị sốt cà chua bọc trong trứng ốp la.

Các mặt hàng khác đã được phổ biến sau chiến tranh:
- Bít tết Hamburg - một loại thịt bò xay, thường được trộn với vụn bánh mì và hành tây xắt nhỏ, ăn kèm với một bên là cơm trắng và rau. Thực phẩm phổ biến sau chiến tranh phục vụ tại nhà. Đôi khi ăn bằng nĩa.

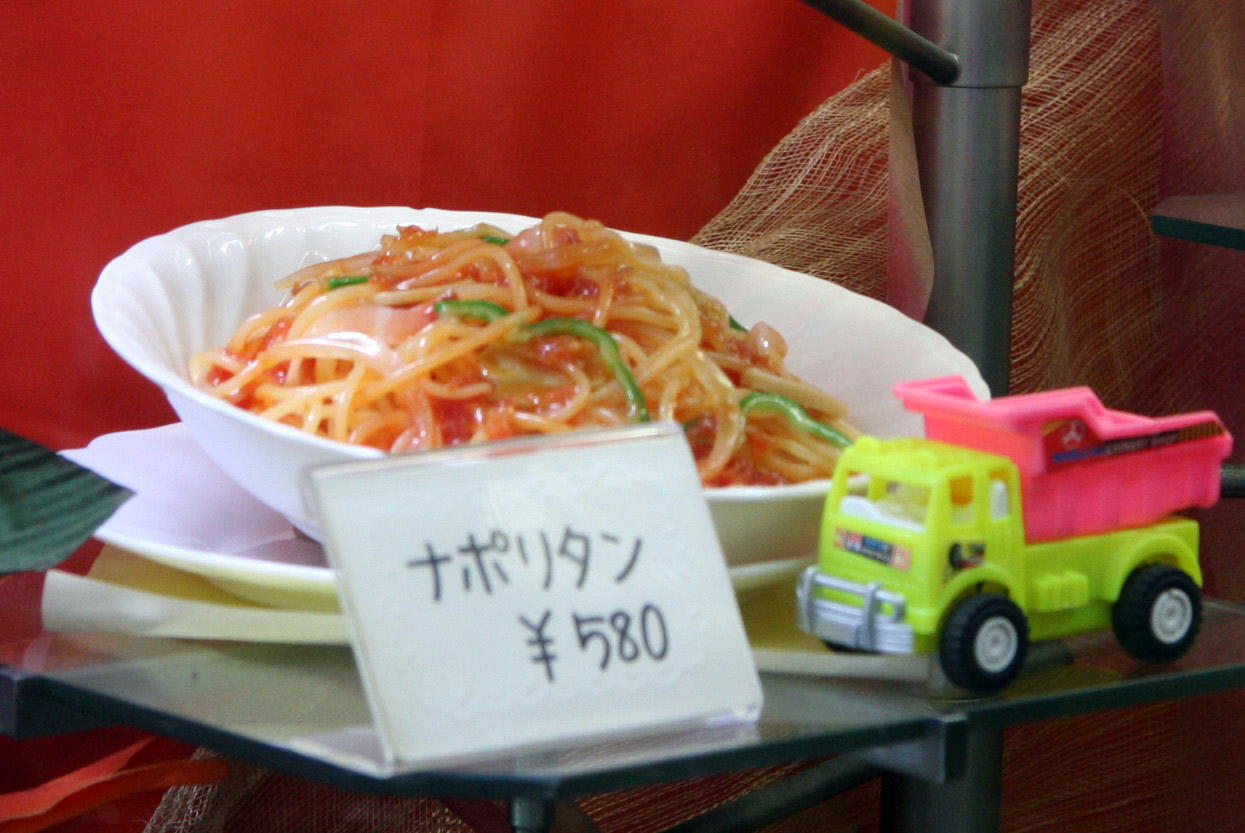
Naporitan giả của trong cửa sổ trưng bày của một nhà hàng ở Nhật Bản

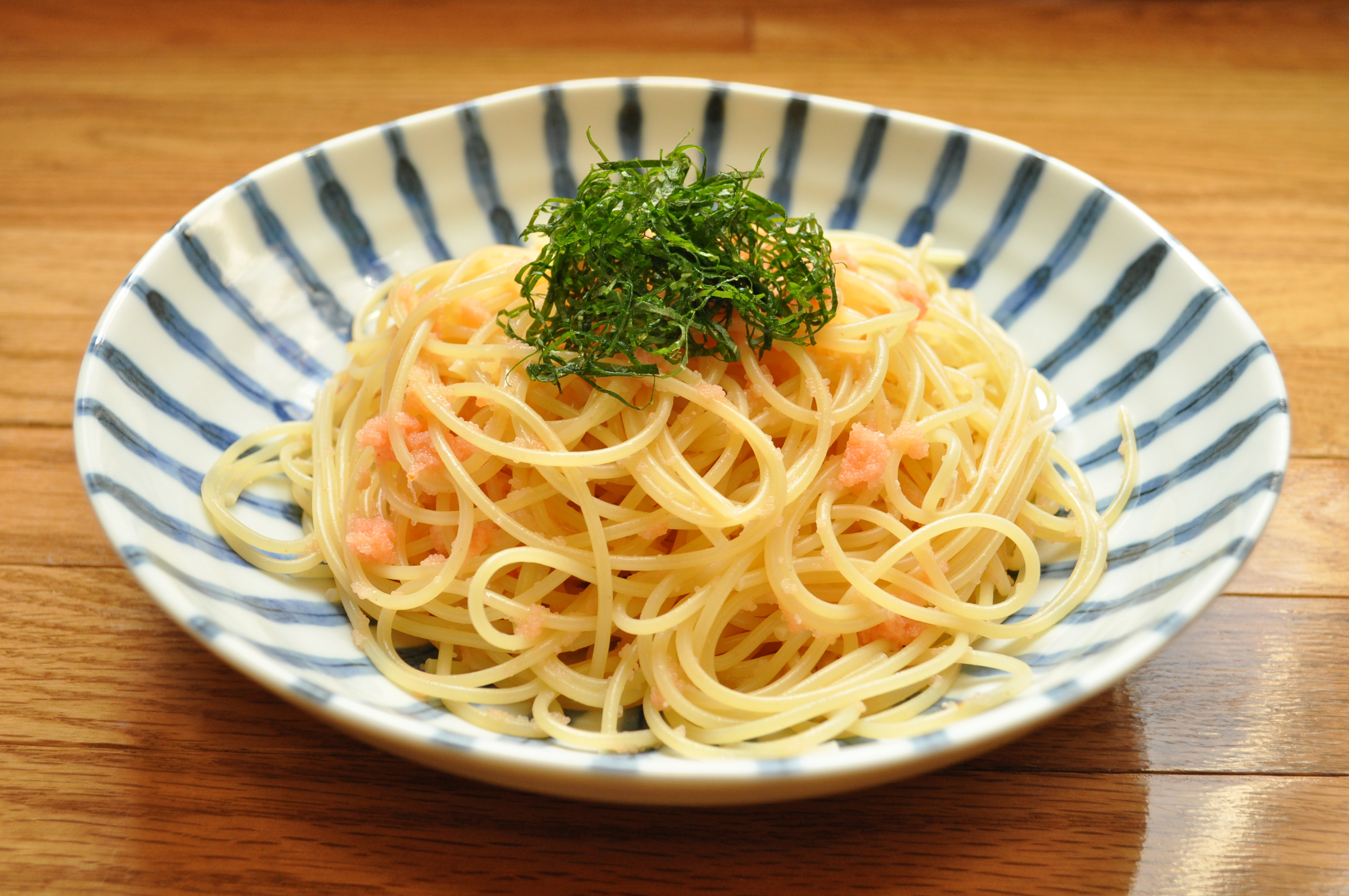
Mì Ý Tarako たらこスパゲッティ

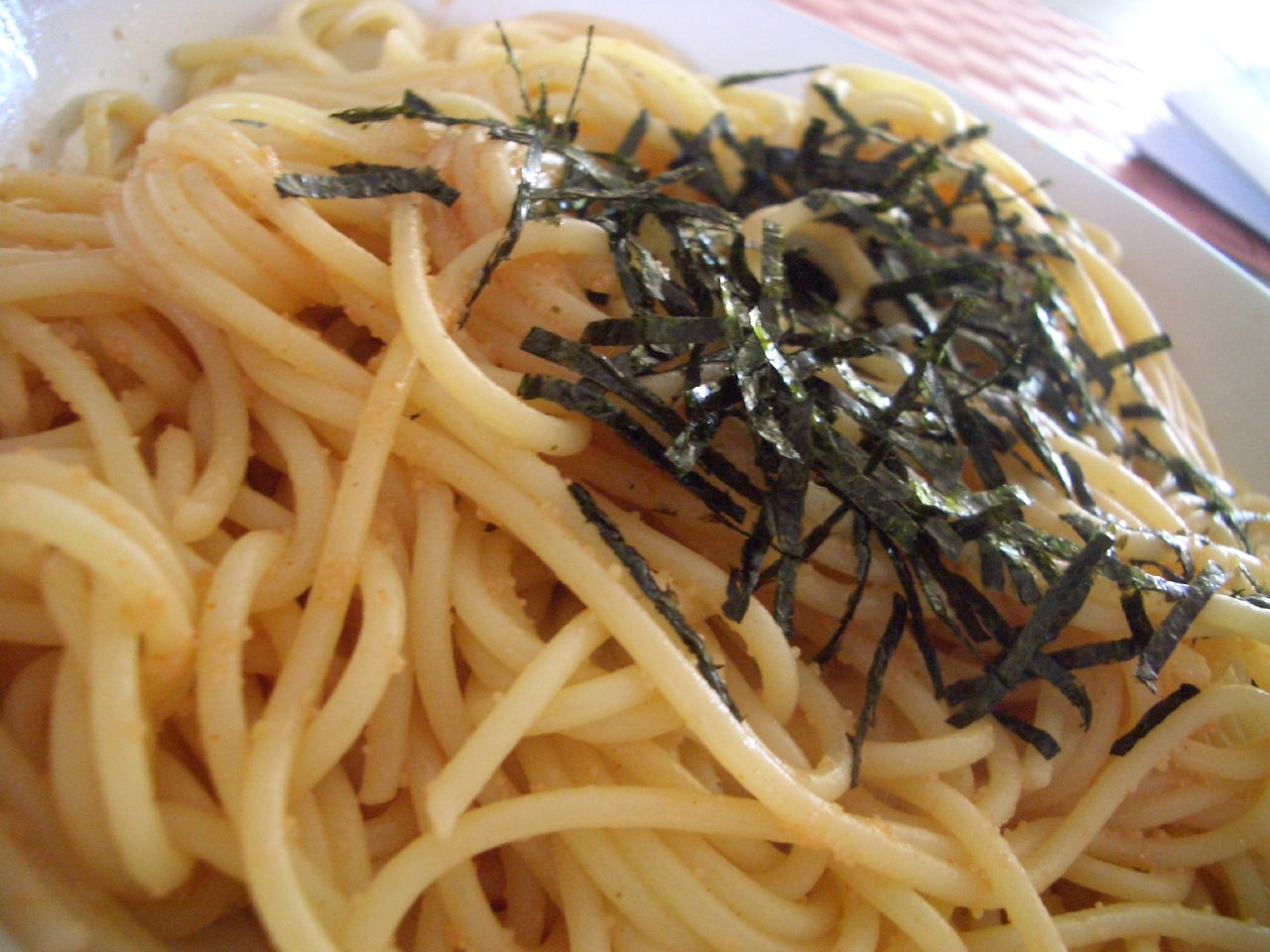
Mì Ý Mentaiko 明太子スパゲッティ

- Spaghetti - phiên bản tiếng Nhật bao gồm: 
  - với sốt cà chua, xúc xích nhỏ, hành tây thái lát và hạt tiêu xanh (được gọi là "naporitan" hoặc "napolitan")
  - với nước sốt mentaiko với rong biển nori ở trên (Tarako Spaghetti たらこスパゲッティ) (Mì Ý Mentaiko 明太子スパゲッティ)
  - với cà ri Nhật Bản
- Pizza - Các công ty pizza nổi tiếng của Mỹ là Domino's, Pizza Hut và Shakey đều hoạt động tại Nhật Bản, nhưng các thương hiệu Nhật Bản như Aoki và Pizza-La có doanh thu cao hơn và nổi tiếng để phục vụ hương vị Nhật Bản. Nhiều chuỗi pizza cung cấp các vị theo mùa. Phiên bản Nhật bao gồm: 
  - với ngô
  - với tôm, mực, hoặc hải sản khác
  - với sốt mayonnaise, sốt trắng hoặc sốt húng quế Pesto
  - với khoai tây hoặc cà tím
  - với thịt bò Galbi hoặc gà teriyaki
  - với trứng luộc kĩ
  - với mì ống, xúc xích nhỏ hoặc thực phẩm chế biến sẵn khác

### Các món ăn gia đình khác có nguồn gốc nước ngoài
- Ẩm thực Nhật Bản
  - Burger có nhiều biến thể khác nhau ở Nhật Bản. MOS Burger đã phát triển Burger Teriyaki và burger cơm kinpira
- Ẩm thực Hàn Quốc
  - Kimchi từ Hàn Quốc thường được phục vụ với ẩm thực Trung Quốc Nhật Bản, mặc dù biến thể địa phương có thể sử dụng bắp cải mỏng hơn.
- Ẩm thực Trung Quốc-Nhật Bản 
  - Ramen và các món ăn liên quan như champon và yaki soba
  - Mābō dōfu có xu hướng mỏng hơn so với doufu mapo của Trung Quốc.
  - "Món ăn Trung Quốc" chỉ có ở Nhật Bản như ebi ớt (tôm trong nước sốt hơi cay và hơi cay)
  - Nikuman, anman, butaman và negi-man là tất cả các loại màn thầu có nhân.
  - Gyoza [7] là một món ăn rất phổ biến ở Nhật Bản. Gyoza là người Nhật đảm nhận sủi cảo Trung Quốc với hương vị tỏi phong phú. Thông thường, chúng được nhìn thấy ở dạng chiên giòn (potstickers), nhưng chúng cũng có thể được phục vụ luộc hoặc thậm chí chiên ngập dầu.
- Ẩm thực Anh-Nhật Bản 
  - Purin là một phiên bản của bánh caramel sữa trứng.

### Sửa đổi
- Cuộn California - được phát minh ở Canada,[8] nó được phát minh ở Canada sau đó được giới thiệu lần đầu tiên ở California
- Spam musubi - một món ăn nhẹ từ Hawaii giống như onigiri, được làm bằng Spam

## Gia vị
Rất nhiều thực phẩm Nhật Bản được chuẩn bị bằng cách sử dụng một hoặc nhiều thứ sau đây:
- Kombu (tảo bẹ), katsuobushi (mảnh cá ngừ vằn được ngâm, đôi khi được gọi là bonito) và niboshi (cá mòi khô) thường được sử dụng để làm nước dùng dashi.
- Negi (hành tây xứ Wales), hành tây, tỏi, nira (hẹ), rakkyō (kiệu) (một loại hành lá).
- Hạt vừng, dầu mè, muối mè (gomashio), furikake, quả óc chó hoặc đậu phộng để cho đẹp.
- Shōyu (nước tương), dashi, mirin, đường, giấm gạo, miso, rượu sake.
- Wasabi (và giả wasabi từ cải ngựa), karashi (mù tạt nóng), ớt đỏ, gừng, tía tô (tía tô hoặc cây bò bít tết) lá, sansho, vỏ cam quýt và rau mùi tây Nhật Bản (gọi là mitsuba).
- Một loại trái cây có tên là cam yuzu cũng là một loại gia vị thường xuyên, được nghiền thành một loại gia vị, được bán dưới dạng yuzukoshō và được trộn với hạt tiêu / ớt và muối. Yuzukoshō được ăn với nhiều món ăn, thêm một hương vị đậm đà vào các món nước dùng / súp như oden, nikujaga, tonjiru, udon cũng như các món ăn khác. Cam yuzu cũng được nhìn thấy hương vị trà, mứt hoặc zeri (thạch), và bất kỳ số lượng đồ ngọt từ yuzu-an (một loại tương đậu) đến yuzu-hachimitsu (yuzu-mật ong).

Các thành phần ít truyền thống hơn, nhưng được sử dụng rộng rãi bao gồm:
- Mononatri glutamat, thường được các đầu bếp và các công ty thực phẩm sử dụng như một chất tăng hương vị giá rẻ. Nó có thể được sử dụng thay thế cho kombu, một nguồn glutamate miễn phí truyền thống
- Nước sốt Worcestershire theo phong cách Nhật Bản, thường được gọi là "nước sốt" đơn giản, dày hơn và trái cây hơn so với ban đầu, thường được sử dụng làm gia vị cho bàn okonomiyaki (お好み焼き), tonkatsu (トンカツ), croquette ("korokke", コロッケ) và tương tự.
- Mayonnaise Nhật Bản được sử dụng với salad, okonomiyaki (お好み焼き), yaki soba (焼きそば) và đôi khi trộn với wasabi hoặc nước tương.